# Allison Iraheta
Allison Iraheta (ur. 27 kwietnia 1992) – amerykańska piosenkarka pop-rockowa pochodząca z Los Angeles, która zajęła 4. miejsce w 8. sezonie American Idol. Przed przystąpieniem do American Idol Allison zwyciężyła w Quinceañera: Mamá Quiero Ser Artysta – piosenkarskim reality show dla nastolatek latynoskiego pochodzenia transmitowanym przez stacje Telemundo. Znakiem rozpoznawczym Allison podczas American Idol był potężny wokal i rockowy wizerunek. Po zakończeniu programu związała się z wytwórnią płytową Jive Records. W dniu 5 października miała miejsca premiera piosenki Friday I'll Be Over U promującej jej debiutancki album, który trafił do sklepów 1 grudnia 2009 r.

## Życie prywatne
Allison Iraheta urodziła się w Glendale w Kalifornii. Jej rodzice, Carlos i Sara Iraheta, to salwadorscy imigranci, którzy przeprowadzili się do Stanów Zjednoczonych przed jej narodzinami. Allison ma dwoje rodzeństwa: Sarę i Carlosa Jr, oboje są od niej starsi. Na upodobania muzyczne Allison duży wpływ miała jej rodzina. Jej ojciec był fanem klasycznego rocka, matka słuchała hiszpańskiej muzyki, a siostra poszerzyła jej horyzonty o muzykę R’n’B. Brat nauczył ją gry na gitarze.
Jako dziecko zwykła śpiewać przypadkowym ludziom w szpitalu, w którym pracowała jej matka. W wieku 6 lat miał miejsce jej debiut przed większą publicznością na scenie lokalnego latynoskiego supermarketu La Curacao, gdzie następnie występowała w niemal każdy weekend. W 2001 r. Allison zaczęła brać lekcje śpiewu u Raphaela Enriqueza w Los Angeles Music and Art School – organizacji nonprofitowej promującej sztukę we wschodniej części Los Angeles. Ważny momentem w jej życiu była emisja pierwszego sezonu American Idol w 2002 roku, kiedy to 10-letnia Allison zdała sobie sprawę z tego co chce robić gdy dorośnie. Allison kontynuowała lekcje śpiewu, wstąpiła do szkolnego chóru, razem z kolegami założyła zespół Allison and the Dudes (później Allison and the Gurus) z którym występowała na lokalnych uroczystościach charytatywnych a także rozpoczęła gościnne występy w zespole Ferrari and Friends.

## Kariera

### Quinceañera: Mamá Quiero Ser Artista
W 2006 roku, za namową siostry, wzięła udział w przesłuchaniach do Quinceañera, reality show emitowanym przez stację telewizyjną Telemundo. Gdy została przyjęta, poproszoną ją o natychmiastowe przybycie do Meksyku, gdzie następnie mieszkała wraz z matką przez czas trwania tego programu. Allison wygrała Quinceañera i otrzymała główną nagrodę w wysokości 50000 USD, a także kontrakt muzyczny, który nigdy nie został zrealizowany.

#### Występy i wyniki
| Tydzień | Tydzień | Tydzień | Tydzień | Tydzień | Tydzień | Tydzień | Tydzień | Tydzień | Tydzień | Tydzień | Tydzień | Tydzień | Tydzień | Tydzień | Tydzień | Tydzień | Tydzień | Tydzień | Tydzień | Tydzień | Tydzień | Tydzień | Tydzień | Tydzień | Tydzień | Tydzień | Tydzień | Tydzień | Tydzień | Tydzień | Tydzień | Tydzień | Tydzień | Tydzień | Tydzień | Tydzień | Tydzień | Tydzień | Tydzień | Tydzień | Tydzień | Tydzień | Tydzień | Tydzień | Tydzień | Tydzień | Tydzień | Tydzień | Tydzień | Tydzień | Tydzień | Tydzień | Tydzień | Tydzień | Tydzień | Tydzień | Tydzień | Tydzień | Tydzień | Tydzień | Tydzień | Tydzień | Tydzień | Tydzień | Tydzień | Tydzień | Tydzień | Tydzień | Tydzień | Tydzień | Tydzień | Tydzień | Tydzień | Tydzień | Tydzień | Tydzień | Tydzień | Tydzień | Tydzień | Tydzień | Tydzień | Tydzień | Tydzień | Tydzień | Tydzień | Tydzień | Tydzień | Tydzień | Tydzień | Tydzień | Tydzień | Tydzień | Tydzień | Tydzień | Tydzień | Tydzień | Tydzień | Tydzień | Tydzień | Tytuł piosenki               | Tytuł piosenki               | Tytuł piosenki               | Tytuł piosenki               | Tytuł piosenki               | Tytuł piosenki               | Tytuł piosenki               | Tytuł piosenki               | Tytuł piosenki               | Tytuł piosenki               | Tytuł piosenki               | Tytuł piosenki               | Tytuł piosenki               | Tytuł piosenki               | Tytuł piosenki               | Tytuł piosenki               | Tytuł piosenki               | Tytuł piosenki               | Tytuł piosenki               | Tytuł piosenki               | Tytuł piosenki               | Tytuł piosenki               | Tytuł piosenki               | Tytuł piosenki               | Tytuł piosenki               | Tytuł piosenki               | Tytuł piosenki               | Tytuł piosenki               | Tytuł piosenki               | Tytuł piosenki               | Tytuł piosenki               | Tytuł piosenki               | Tytuł piosenki               | Tytuł piosenki               | Tytuł piosenki               | Tytuł piosenki               | Tytuł piosenki               | Tytuł piosenki               | Tytuł piosenki               | Tytuł piosenki               | Tytuł piosenki               | Tytuł piosenki               | Tytuł piosenki               | Tytuł piosenki               | Tytuł piosenki               | Tytuł piosenki               | Tytuł piosenki               | Tytuł piosenki               | Tytuł piosenki               | Tytuł piosenki               | Tytuł piosenki               | Tytuł piosenki               | Tytuł piosenki               | Tytuł piosenki               | Tytuł piosenki               | Tytuł piosenki               | Tytuł piosenki               | Tytuł piosenki               | Tytuł piosenki               | Tytuł piosenki               | Tytuł piosenki               | Tytuł piosenki               | Tytuł piosenki               | Tytuł piosenki               | Tytuł piosenki               | Tytuł piosenki               | Tytuł piosenki               | Tytuł piosenki               | Tytuł piosenki               | Tytuł piosenki               | Tytuł piosenki               | Tytuł piosenki               | Tytuł piosenki               | Tytuł piosenki               | Tytuł piosenki               | Tytuł piosenki               | Tytuł piosenki               | Tytuł piosenki               | Tytuł piosenki               | Tytuł piosenki               | Tytuł piosenki               | Tytuł piosenki               | Tytuł piosenki               | Tytuł piosenki               | Tytuł piosenki               | Tytuł piosenki               | Tytuł piosenki               | Tytuł piosenki               | Tytuł piosenki               | Tytuł piosenki               | Tytuł piosenki               | Tytuł piosenki               | Tytuł piosenki               | Tytuł piosenki               | Tytuł piosenki               | Tytuł piosenki               | Tytuł piosenki               | Tytuł piosenki               | Tytuł piosenki               | Tytuł piosenki               | Oryginalny wykonawca | Oryginalny wykonawca | Oryginalny wykonawca | Oryginalny wykonawca | Oryginalny wykonawca | Oryginalny wykonawca | Oryginalny wykonawca | Oryginalny wykonawca | Oryginalny wykonawca | Oryginalny wykonawca | Oryginalny wykonawca | Oryginalny wykonawca | Oryginalny wykonawca | Oryginalny wykonawca | Oryginalny wykonawca | Oryginalny wykonawca | Oryginalny wykonawca | Oryginalny wykonawca | Oryginalny wykonawca | Oryginalny wykonawca | Oryginalny wykonawca | Oryginalny wykonawca | Oryginalny wykonawca | Oryginalny wykonawca | Oryginalny wykonawca | Oryginalny wykonawca | Oryginalny wykonawca | Oryginalny wykonawca | Oryginalny wykonawca | Oryginalny wykonawca | Oryginalny wykonawca | Oryginalny wykonawca | Oryginalny wykonawca | Oryginalny wykonawca | Oryginalny wykonawca | Oryginalny wykonawca | Oryginalny wykonawca | Oryginalny wykonawca | Oryginalny wykonawca | Oryginalny wykonawca | Oryginalny wykonawca | Oryginalny wykonawca | Oryginalny wykonawca | Oryginalny wykonawca | Oryginalny wykonawca | Oryginalny wykonawca | Oryginalny wykonawca | Oryginalny wykonawca | Oryginalny wykonawca | Oryginalny wykonawca | Oryginalny wykonawca | Oryginalny wykonawca | Oryginalny wykonawca | Oryginalny wykonawca | Oryginalny wykonawca | Oryginalny wykonawca | Oryginalny wykonawca | Oryginalny wykonawca | Oryginalny wykonawca | Oryginalny wykonawca | Oryginalny wykonawca | Oryginalny wykonawca | Oryginalny wykonawca | Oryginalny wykonawca | Oryginalny wykonawca | Oryginalny wykonawca | Oryginalny wykonawca | Oryginalny wykonawca | Oryginalny wykonawca | Oryginalny wykonawca | Oryginalny wykonawca | Oryginalny wykonawca | Oryginalny wykonawca | Oryginalny wykonawca | Oryginalny wykonawca | Oryginalny wykonawca | Oryginalny wykonawca | Oryginalny wykonawca | Oryginalny wykonawca | Oryginalny wykonawca | Oryginalny wykonawca | Oryginalny wykonawca | Oryginalny wykonawca | Oryginalny wykonawca | Oryginalny wykonawca | Oryginalny wykonawca | Oryginalny wykonawca | Oryginalny wykonawca | Oryginalny wykonawca | Oryginalny wykonawca | Oryginalny wykonawca | Oryginalny wykonawca | Oryginalny wykonawca | Oryginalny wykonawca | Oryginalny wykonawca | Oryginalny wykonawca | Oryginalny wykonawca | Oryginalny wykonawca | Oryginalny wykonawca | Oryginalny wykonawca | Wyniki     | Wyniki     | Wyniki     | Wyniki     | Wyniki     | Wyniki     | Wyniki     | Wyniki     | Wyniki     | Wyniki     | Wyniki     | Wyniki     | Wyniki     | Wyniki     | Wyniki     | Wyniki     | Wyniki     | Wyniki     | Wyniki     | Wyniki     | Wyniki     | Wyniki     | Wyniki     | Wyniki     | Wyniki     | Wyniki     | Wyniki     | Wyniki     | Wyniki     | Wyniki     | Wyniki     | Wyniki     | Wyniki     | Wyniki     | Wyniki     | Wyniki     | Wyniki     | Wyniki     | Wyniki     | Wyniki     | Wyniki     | Wyniki     | Wyniki     | Wyniki     | Wyniki     | Wyniki     | Wyniki     | Wyniki     | Wyniki     | Wyniki     | Wyniki     | Wyniki     | Wyniki     | Wyniki     | Wyniki     | Wyniki     | Wyniki     | Wyniki     | Wyniki     | Wyniki     | Wyniki     | Wyniki     | Wyniki     | Wyniki     | Wyniki     | Wyniki     | Wyniki     | Wyniki     | Wyniki     | Wyniki     | Wyniki     | Wyniki     | Wyniki     | Wyniki     | Wyniki     | Wyniki     | Wyniki     | Wyniki     | Wyniki     | Wyniki     | Wyniki     | Wyniki     | Wyniki     | Wyniki     | Wyniki     | Wyniki     | Wyniki     | Wyniki     | Wyniki     | Wyniki     | Wyniki     | Wyniki     | Wyniki     | Wyniki     | Wyniki     | Wyniki     | Wyniki     | Wyniki     | Wyniki     | Wyniki     |
|         |         |         |         |         |         |         |         |         |         |         |         |         |         |         |         |         |         |         |         |         |         |         |         |         |         |         |         |         |         |         |         |         |         |         |         |         |         |         |         |         |         |         |         |         |         |         |         |         |         |         |         |         |         |         |         |         |         |         |         |         |         |         |         |         |         |         |         |         |         |         |         |         |         |         |         |         |         |         |         |         |         |         |         |         |         |         |         |         |         |         |         |         |         |         |         |         |         |         |         | "Antología"                  | "Antología"                  | "Antología"                  | "Antología"                  | "Antología"                  | "Antología"                  | "Antología"                  | "Antología"                  | "Antología"                  | "Antología"                  | "Antología"                  | "Antología"                  | "Antología"                  | "Antología"                  | "Antología"                  | "Antología"                  | "Antología"                  | "Antología"                  | "Antología"                  | "Antología"                  | "Antología"                  | "Antología"                  | "Antología"                  | "Antología"                  | "Antología"                  | "Antología"                  | "Antología"                  | "Antología"                  | "Antología"                  | "Antología"                  | "Antología"                  | "Antología"                  | "Antología"                  | "Antología"                  | "Antología"                  | "Antología"                  | "Antología"                  | "Antología"                  | "Antología"                  | "Antología"                  | "Antología"                  | "Antología"                  | "Antología"                  | "Antología"                  | "Antología"                  | "Antología"                  | "Antología"                  | "Antología"                  | "Antología"                  | "Antología"                  | "Antología"                  | "Antología"                  | "Antología"                  | "Antología"                  | "Antología"                  | "Antología"                  | "Antología"                  | "Antología"                  | "Antología"                  | "Antología"                  | "Antología"                  | "Antología"                  | "Antología"                  | "Antología"                  | "Antología"                  | "Antología"                  | "Antología"                  | "Antología"                  | "Antología"                  | "Antología"                  | "Antología"                  | "Antología"                  | "Antología"                  | "Antología"                  | "Antología"                  | "Antología"                  | "Antología"                  | "Antología"                  | "Antología"                  | "Antología"                  | "Antología"                  | "Antología"                  | "Antología"                  | "Antología"                  | "Antología"                  | "Antología"                  | "Antología"                  | "Antología"                  | "Antología"                  | "Antología"                  | "Antología"                  | "Antología"                  | "Antología"                  | "Antología"                  | "Antología"                  | "Antología"                  | "Antología"                  | "Antología"                  | "Antología"                  | "Antología"                  | Shakira              | Shakira              | Shakira              | Shakira              | Shakira              | Shakira              | Shakira              | Shakira              | Shakira              | Shakira              | Shakira              | Shakira              | Shakira              | Shakira              | Shakira              | Shakira              | Shakira              | Shakira              | Shakira              | Shakira              | Shakira              | Shakira              | Shakira              | Shakira              | Shakira              | Shakira              | Shakira              | Shakira              | Shakira              | Shakira              | Shakira              | Shakira              | Shakira              | Shakira              | Shakira              | Shakira              | Shakira              | Shakira              | Shakira              | Shakira              | Shakira              | Shakira              | Shakira              | Shakira              | Shakira              | Shakira              | Shakira              | Shakira              | Shakira              | Shakira              | Shakira              | Shakira              | Shakira              | Shakira              | Shakira              | Shakira              | Shakira              | Shakira              | Shakira              | Shakira              | Shakira              | Shakira              | Shakira              | Shakira              | Shakira              | Shakira              | Shakira              | Shakira              | Shakira              | Shakira              | Shakira              | Shakira              | Shakira              | Shakira              | Shakira              | Shakira              | Shakira              | Shakira              | Shakira              | Shakira              | Shakira              | Shakira              | Shakira              | Shakira              | Shakira              | Shakira              | Shakira              | Shakira              | Shakira              | Shakira              | Shakira              | Shakira              | Shakira              | Shakira              | Shakira              | Shakira              | Shakira              | Shakira              | Shakira              | Shakira              | Awans      | Awans      | Awans      | Awans      | Awans      | Awans      | Awans      | Awans      | Awans      | Awans      | Awans      | Awans      | Awans      | Awans      | Awans      | Awans      | Awans      | Awans      | Awans      | Awans      | Awans      | Awans      | Awans      | Awans      | Awans      | Awans      | Awans      | Awans      | Awans      | Awans      | Awans      | Awans      | Awans      | Awans      | Awans      | Awans      | Awans      | Awans      | Awans      | Awans      | Awans      | Awans      | Awans      | Awans      | Awans      | Awans      | Awans      | Awans      | Awans      | Awans      | Awans      | Awans      | Awans      | Awans      | Awans      | Awans      | Awans      | Awans      | Awans      | Awans      | Awans      | Awans      | Awans      | Awans      | Awans      | Awans      | Awans      | Awans      | Awans      | Awans      | Awans      | Awans      | Awans      | Awans      | Awans      | Awans      | Awans      | Awans      | Awans      | Awans      | Awans      | Awans      | Awans      | Awans      | Awans      | Awans      | Awans      | Awans      | Awans      | Awans      | Awans      | Awans      | Awans      | Awans      | Awans      | Awans      | Awans      | Awans      | Awans      | Awans      |
|         |         |         |         |         |         |         |         |         |         |         |         |         |         |         |         |         |         |         |         |         |         |         |         |         |         |         |         |         |         |         |         |         |         |         |         |         |         |         |         |         |         |         |         |         |         |         |         |         |         |         |         |         |         |         |         |         |         |         |         |         |         |         |         |         |         |         |         |         |         |         |         |         |         |         |         |         |         |         |         |         |         |         |         |         |         |         |         |         |         |         |         |         |         |         |         |         |         |         |         | "La Muerte Del Palomo"       | "La Muerte Del Palomo"       | "La Muerte Del Palomo"       | "La Muerte Del Palomo"       | "La Muerte Del Palomo"       | "La Muerte Del Palomo"       | "La Muerte Del Palomo"       | "La Muerte Del Palomo"       | "La Muerte Del Palomo"       | "La Muerte Del Palomo"       | "La Muerte Del Palomo"       | "La Muerte Del Palomo"       | "La Muerte Del Palomo"       | "La Muerte Del Palomo"       | "La Muerte Del Palomo"       | "La Muerte Del Palomo"       | "La Muerte Del Palomo"       | "La Muerte Del Palomo"       | "La Muerte Del Palomo"       | "La Muerte Del Palomo"       | "La Muerte Del Palomo"       | "La Muerte Del Palomo"       | "La Muerte Del Palomo"       | "La Muerte Del Palomo"       | "La Muerte Del Palomo"       | "La Muerte Del Palomo"       | "La Muerte Del Palomo"       | "La Muerte Del Palomo"       | "La Muerte Del Palomo"       | "La Muerte Del Palomo"       | "La Muerte Del Palomo"       | "La Muerte Del Palomo"       | "La Muerte Del Palomo"       | "La Muerte Del Palomo"       | "La Muerte Del Palomo"       | "La Muerte Del Palomo"       | "La Muerte Del Palomo"       | "La Muerte Del Palomo"       | "La Muerte Del Palomo"       | "La Muerte Del Palomo"       | "La Muerte Del Palomo"       | "La Muerte Del Palomo"       | "La Muerte Del Palomo"       | "La Muerte Del Palomo"       | "La Muerte Del Palomo"       | "La Muerte Del Palomo"       | "La Muerte Del Palomo"       | "La Muerte Del Palomo"       | "La Muerte Del Palomo"       | "La Muerte Del Palomo"       | "La Muerte Del Palomo"       | "La Muerte Del Palomo"       | "La Muerte Del Palomo"       | "La Muerte Del Palomo"       | "La Muerte Del Palomo"       | "La Muerte Del Palomo"       | "La Muerte Del Palomo"       | "La Muerte Del Palomo"       | "La Muerte Del Palomo"       | "La Muerte Del Palomo"       | "La Muerte Del Palomo"       | "La Muerte Del Palomo"       | "La Muerte Del Palomo"       | "La Muerte Del Palomo"       | "La Muerte Del Palomo"       | "La Muerte Del Palomo"       | "La Muerte Del Palomo"       | "La Muerte Del Palomo"       | "La Muerte Del Palomo"       | "La Muerte Del Palomo"       | "La Muerte Del Palomo"       | "La Muerte Del Palomo"       | "La Muerte Del Palomo"       | "La Muerte Del Palomo"       | "La Muerte Del Palomo"       | "La Muerte Del Palomo"       | "La Muerte Del Palomo"       | "La Muerte Del Palomo"       | "La Muerte Del Palomo"       | "La Muerte Del Palomo"       | "La Muerte Del Palomo"       | "La Muerte Del Palomo"       | "La Muerte Del Palomo"       | "La Muerte Del Palomo"       | "La Muerte Del Palomo"       | "La Muerte Del Palomo"       | "La Muerte Del Palomo"       | "La Muerte Del Palomo"       | "La Muerte Del Palomo"       | "La Muerte Del Palomo"       | "La Muerte Del Palomo"       | "La Muerte Del Palomo"       | "La Muerte Del Palomo"       | "La Muerte Del Palomo"       | "La Muerte Del Palomo"       | "La Muerte Del Palomo"       | "La Muerte Del Palomo"       | "La Muerte Del Palomo"       | "La Muerte Del Palomo"       | "La Muerte Del Palomo"       | Yuridia              | Yuridia              | Yuridia              | Yuridia              | Yuridia              | Yuridia              | Yuridia              | Yuridia              | Yuridia              | Yuridia              | Yuridia              | Yuridia              | Yuridia              | Yuridia              | Yuridia              | Yuridia              | Yuridia              | Yuridia              | Yuridia              | Yuridia              | Yuridia              | Yuridia              | Yuridia              | Yuridia              | Yuridia              | Yuridia              | Yuridia              | Yuridia              | Yuridia              | Yuridia              | Yuridia              | Yuridia              | Yuridia              | Yuridia              | Yuridia              | Yuridia              | Yuridia              | Yuridia              | Yuridia              | Yuridia              | Yuridia              | Yuridia              | Yuridia              | Yuridia              | Yuridia              | Yuridia              | Yuridia              | Yuridia              | Yuridia              | Yuridia              | Yuridia              | Yuridia              | Yuridia              | Yuridia              | Yuridia              | Yuridia              | Yuridia              | Yuridia              | Yuridia              | Yuridia              | Yuridia              | Yuridia              | Yuridia              | Yuridia              | Yuridia              | Yuridia              | Yuridia              | Yuridia              | Yuridia              | Yuridia              | Yuridia              | Yuridia              | Yuridia              | Yuridia              | Yuridia              | Yuridia              | Yuridia              | Yuridia              | Yuridia              | Yuridia              | Yuridia              | Yuridia              | Yuridia              | Yuridia              | Yuridia              | Yuridia              | Yuridia              | Yuridia              | Yuridia              | Yuridia              | Yuridia              | Yuridia              | Yuridia              | Yuridia              | Yuridia              | Yuridia              | Yuridia              | Yuridia              | Yuridia              | Yuridia              | Awans      | Awans      | Awans      | Awans      | Awans      | Awans      | Awans      | Awans      | Awans      | Awans      | Awans      | Awans      | Awans      | Awans      | Awans      | Awans      | Awans      | Awans      | Awans      | Awans      | Awans      | Awans      | Awans      | Awans      | Awans      | Awans      | Awans      | Awans      | Awans      | Awans      | Awans      | Awans      | Awans      | Awans      | Awans      | Awans      | Awans      | Awans      | Awans      | Awans      | Awans      | Awans      | Awans      | Awans      | Awans      | Awans      | Awans      | Awans      | Awans      | Awans      | Awans      | Awans      | Awans      | Awans      | Awans      | Awans      | Awans      | Awans      | Awans      | Awans      | Awans      | Awans      | Awans      | Awans      | Awans      | Awans      | Awans      | Awans      | Awans      | Awans      | Awans      | Awans      | Awans      | Awans      | Awans      | Awans      | Awans      | Awans      | Awans      | Awans      | Awans      | Awans      | Awans      | Awans      | Awans      | Awans      | Awans      | Awans      | Awans      | Awans      | Awans      | Awans      | Awans      | Awans      | Awans      | Awans      | Awans      | Awans      | Awans      | Awans      |
|         |         |         |         |         |         |         |         |         |         |         |         |         |         |         |         |         |         |         |         |         |         |         |         |         |         |         |         |         |         |         |         |         |         |         |         |         |         |         |         |         |         |         |         |         |         |         |         |         |         |         |         |         |         |         |         |         |         |         |         |         |         |         |         |         |         |         |         |         |         |         |         |         |         |         |         |         |         |         |         |         |         |         |         |         |         |         |         |         |         |         |         |         |         |         |         |         |         |         |         | "Crazy in Love"              | "Crazy in Love"              | "Crazy in Love"              | "Crazy in Love"              | "Crazy in Love"              | "Crazy in Love"              | "Crazy in Love"              | "Crazy in Love"              | "Crazy in Love"              | "Crazy in Love"              | "Crazy in Love"              | "Crazy in Love"              | "Crazy in Love"              | "Crazy in Love"              | "Crazy in Love"              | "Crazy in Love"              | "Crazy in Love"              | "Crazy in Love"              | "Crazy in Love"              | "Crazy in Love"              | "Crazy in Love"              | "Crazy in Love"              | "Crazy in Love"              | "Crazy in Love"              | "Crazy in Love"              | "Crazy in Love"              | "Crazy in Love"              | "Crazy in Love"              | "Crazy in Love"              | "Crazy in Love"              | "Crazy in Love"              | "Crazy in Love"              | "Crazy in Love"              | "Crazy in Love"              | "Crazy in Love"              | "Crazy in Love"              | "Crazy in Love"              | "Crazy in Love"              | "Crazy in Love"              | "Crazy in Love"              | "Crazy in Love"              | "Crazy in Love"              | "Crazy in Love"              | "Crazy in Love"              | "Crazy in Love"              | "Crazy in Love"              | "Crazy in Love"              | "Crazy in Love"              | "Crazy in Love"              | "Crazy in Love"              | "Crazy in Love"              | "Crazy in Love"              | "Crazy in Love"              | "Crazy in Love"              | "Crazy in Love"              | "Crazy in Love"              | "Crazy in Love"              | "Crazy in Love"              | "Crazy in Love"              | "Crazy in Love"              | "Crazy in Love"              | "Crazy in Love"              | "Crazy in Love"              | "Crazy in Love"              | "Crazy in Love"              | "Crazy in Love"              | "Crazy in Love"              | "Crazy in Love"              | "Crazy in Love"              | "Crazy in Love"              | "Crazy in Love"              | "Crazy in Love"              | "Crazy in Love"              | "Crazy in Love"              | "Crazy in Love"              | "Crazy in Love"              | "Crazy in Love"              | "Crazy in Love"              | "Crazy in Love"              | "Crazy in Love"              | "Crazy in Love"              | "Crazy in Love"              | "Crazy in Love"              | "Crazy in Love"              | "Crazy in Love"              | "Crazy in Love"              | "Crazy in Love"              | "Crazy in Love"              | "Crazy in Love"              | "Crazy in Love"              | "Crazy in Love"              | "Crazy in Love"              | "Crazy in Love"              | "Crazy in Love"              | "Crazy in Love"              | "Crazy in Love"              | "Crazy in Love"              | "Crazy in Love"              | "Crazy in Love"              | "Crazy in Love"              | Beyoncé              | Beyoncé              | Beyoncé              | Beyoncé              | Beyoncé              | Beyoncé              | Beyoncé              | Beyoncé              | Beyoncé              | Beyoncé              | Beyoncé              | Beyoncé              | Beyoncé              | Beyoncé              | Beyoncé              | Beyoncé              | Beyoncé              | Beyoncé              | Beyoncé              | Beyoncé              | Beyoncé              | Beyoncé              | Beyoncé              | Beyoncé              | Beyoncé              | Beyoncé              | Beyoncé              | Beyoncé              | Beyoncé              | Beyoncé              | Beyoncé              | Beyoncé              | Beyoncé              | Beyoncé              | Beyoncé              | Beyoncé              | Beyoncé              | Beyoncé              | Beyoncé              | Beyoncé              | Beyoncé              | Beyoncé              | Beyoncé              | Beyoncé              | Beyoncé              | Beyoncé              | Beyoncé              | Beyoncé              | Beyoncé              | Beyoncé              | Beyoncé              | Beyoncé              | Beyoncé              | Beyoncé              | Beyoncé              | Beyoncé              | Beyoncé              | Beyoncé              | Beyoncé              | Beyoncé              | Beyoncé              | Beyoncé              | Beyoncé              | Beyoncé              | Beyoncé              | Beyoncé              | Beyoncé              | Beyoncé              | Beyoncé              | Beyoncé              | Beyoncé              | Beyoncé              | Beyoncé              | Beyoncé              | Beyoncé              | Beyoncé              | Beyoncé              | Beyoncé              | Beyoncé              | Beyoncé              | Beyoncé              | Beyoncé              | Beyoncé              | Beyoncé              | Beyoncé              | Beyoncé              | Beyoncé              | Beyoncé              | Beyoncé              | Beyoncé              | Beyoncé              | Beyoncé              | Beyoncé              | Beyoncé              | Beyoncé              | Beyoncé              | Beyoncé              | Beyoncé              | Beyoncé              | Beyoncé              | Awans      | Awans      | Awans      | Awans      | Awans      | Awans      | Awans      | Awans      | Awans      | Awans      | Awans      | Awans      | Awans      | Awans      | Awans      | Awans      | Awans      | Awans      | Awans      | Awans      | Awans      | Awans      | Awans      | Awans      | Awans      | Awans      | Awans      | Awans      | Awans      | Awans      | Awans      | Awans      | Awans      | Awans      | Awans      | Awans      | Awans      | Awans      | Awans      | Awans      | Awans      | Awans      | Awans      | Awans      | Awans      | Awans      | Awans      | Awans      | Awans      | Awans      | Awans      | Awans      | Awans      | Awans      | Awans      | Awans      | Awans      | Awans      | Awans      | Awans      | Awans      | Awans      | Awans      | Awans      | Awans      | Awans      | Awans      | Awans      | Awans      | Awans      | Awans      | Awans      | Awans      | Awans      | Awans      | Awans      | Awans      | Awans      | Awans      | Awans      | Awans      | Awans      | Awans      | Awans      | Awans      | Awans      | Awans      | Awans      | Awans      | Awans      | Awans      | Awans      | Awans      | Awans      | Awans      | Awans      | Awans      | Awans      | Awans      | Awans      |
|         |         |         |         |         |         |         |         |         |         |         |         |         |         |         |         |         |         |         |         |         |         |         |         |         |         |         |         |         |         |         |         |         |         |         |         |         |         |         |         |         |         |         |         |         |         |         |         |         |         |         |         |         |         |         |         |         |         |         |         |         |         |         |         |         |         |         |         |         |         |         |         |         |         |         |         |         |         |         |         |         |         |         |         |         |         |         |         |         |         |         |         |         |         |         |         |         |         |         |         | "Kiss and Say Goodbye"       | "Kiss and Say Goodbye"       | "Kiss and Say Goodbye"       | "Kiss and Say Goodbye"       | "Kiss and Say Goodbye"       | "Kiss and Say Goodbye"       | "Kiss and Say Goodbye"       | "Kiss and Say Goodbye"       | "Kiss and Say Goodbye"       | "Kiss and Say Goodbye"       | "Kiss and Say Goodbye"       | "Kiss and Say Goodbye"       | "Kiss and Say Goodbye"       | "Kiss and Say Goodbye"       | "Kiss and Say Goodbye"       | "Kiss and Say Goodbye"       | "Kiss and Say Goodbye"       | "Kiss and Say Goodbye"       | "Kiss and Say Goodbye"       | "Kiss and Say Goodbye"       | "Kiss and Say Goodbye"       | "Kiss and Say Goodbye"       | "Kiss and Say Goodbye"       | "Kiss and Say Goodbye"       | "Kiss and Say Goodbye"       | "Kiss and Say Goodbye"       | "Kiss and Say Goodbye"       | "Kiss and Say Goodbye"       | "Kiss and Say Goodbye"       | "Kiss and Say Goodbye"       | "Kiss and Say Goodbye"       | "Kiss and Say Goodbye"       | "Kiss and Say Goodbye"       | "Kiss and Say Goodbye"       | "Kiss and Say Goodbye"       | "Kiss and Say Goodbye"       | "Kiss and Say Goodbye"       | "Kiss and Say Goodbye"       | "Kiss and Say Goodbye"       | "Kiss and Say Goodbye"       | "Kiss and Say Goodbye"       | "Kiss and Say Goodbye"       | "Kiss and Say Goodbye"       | "Kiss and Say Goodbye"       | "Kiss and Say Goodbye"       | "Kiss and Say Goodbye"       | "Kiss and Say Goodbye"       | "Kiss and Say Goodbye"       | "Kiss and Say Goodbye"       | "Kiss and Say Goodbye"       | "Kiss and Say Goodbye"       | "Kiss and Say Goodbye"       | "Kiss and Say Goodbye"       | "Kiss and Say Goodbye"       | "Kiss and Say Goodbye"       | "Kiss and Say Goodbye"       | "Kiss and Say Goodbye"       | "Kiss and Say Goodbye"       | "Kiss and Say Goodbye"       | "Kiss and Say Goodbye"       | "Kiss and Say Goodbye"       | "Kiss and Say Goodbye"       | "Kiss and Say Goodbye"       | "Kiss and Say Goodbye"       | "Kiss and Say Goodbye"       | "Kiss and Say Goodbye"       | "Kiss and Say Goodbye"       | "Kiss and Say Goodbye"       | "Kiss and Say Goodbye"       | "Kiss and Say Goodbye"       | "Kiss and Say Goodbye"       | "Kiss and Say Goodbye"       | "Kiss and Say Goodbye"       | "Kiss and Say Goodbye"       | "Kiss and Say Goodbye"       | "Kiss and Say Goodbye"       | "Kiss and Say Goodbye"       | "Kiss and Say Goodbye"       | "Kiss and Say Goodbye"       | "Kiss and Say Goodbye"       | "Kiss and Say Goodbye"       | "Kiss and Say Goodbye"       | "Kiss and Say Goodbye"       | "Kiss and Say Goodbye"       | "Kiss and Say Goodbye"       | "Kiss and Say Goodbye"       | "Kiss and Say Goodbye"       | "Kiss and Say Goodbye"       | "Kiss and Say Goodbye"       | "Kiss and Say Goodbye"       | "Kiss and Say Goodbye"       | "Kiss and Say Goodbye"       | "Kiss and Say Goodbye"       | "Kiss and Say Goodbye"       | "Kiss and Say Goodbye"       | "Kiss and Say Goodbye"       | "Kiss and Say Goodbye"       | "Kiss and Say Goodbye"       | "Kiss and Say Goodbye"       | "Kiss and Say Goodbye"       | The Manhattans       | The Manhattans       | The Manhattans       | The Manhattans       | The Manhattans       | The Manhattans       | The Manhattans       | The Manhattans       | The Manhattans       | The Manhattans       | The Manhattans       | The Manhattans       | The Manhattans       | The Manhattans       | The Manhattans       | The Manhattans       | The Manhattans       | The Manhattans       | The Manhattans       | The Manhattans       | The Manhattans       | The Manhattans       | The Manhattans       | The Manhattans       | The Manhattans       | The Manhattans       | The Manhattans       | The Manhattans       | The Manhattans       | The Manhattans       | The Manhattans       | The Manhattans       | The Manhattans       | The Manhattans       | The Manhattans       | The Manhattans       | The Manhattans       | The Manhattans       | The Manhattans       | The Manhattans       | The Manhattans       | The Manhattans       | The Manhattans       | The Manhattans       | The Manhattans       | The Manhattans       | The Manhattans       | The Manhattans       | The Manhattans       | The Manhattans       | The Manhattans       | The Manhattans       | The Manhattans       | The Manhattans       | The Manhattans       | The Manhattans       | The Manhattans       | The Manhattans       | The Manhattans       | The Manhattans       | The Manhattans       | The Manhattans       | The Manhattans       | The Manhattans       | The Manhattans       | The Manhattans       | The Manhattans       | The Manhattans       | The Manhattans       | The Manhattans       | The Manhattans       | The Manhattans       | The Manhattans       | The Manhattans       | The Manhattans       | The Manhattans       | The Manhattans       | The Manhattans       | The Manhattans       | The Manhattans       | The Manhattans       | The Manhattans       | The Manhattans       | The Manhattans       | The Manhattans       | The Manhattans       | The Manhattans       | The Manhattans       | The Manhattans       | The Manhattans       | The Manhattans       | The Manhattans       | The Manhattans       | The Manhattans       | The Manhattans       | The Manhattans       | The Manhattans       | The Manhattans       | The Manhattans       | The Manhattans       | Awans      | Awans      | Awans      | Awans      | Awans      | Awans      | Awans      | Awans      | Awans      | Awans      | Awans      | Awans      | Awans      | Awans      | Awans      | Awans      | Awans      | Awans      | Awans      | Awans      | Awans      | Awans      | Awans      | Awans      | Awans      | Awans      | Awans      | Awans      | Awans      | Awans      | Awans      | Awans      | Awans      | Awans      | Awans      | Awans      | Awans      | Awans      | Awans      | Awans      | Awans      | Awans      | Awans      | Awans      | Awans      | Awans      | Awans      | Awans      | Awans      | Awans      | Awans      | Awans      | Awans      | Awans      | Awans      | Awans      | Awans      | Awans      | Awans      | Awans      | Awans      | Awans      | Awans      | Awans      | Awans      | Awans      | Awans      | Awans      | Awans      | Awans      | Awans      | Awans      | Awans      | Awans      | Awans      | Awans      | Awans      | Awans      | Awans      | Awans      | Awans      | Awans      | Awans      | Awans      | Awans      | Awans      | Awans      | Awans      | Awans      | Awans      | Awans      | Awans      | Awans      | Awans      | Awans      | Awans      | Awans      | Awans      | Awans      | Awans      |
|         |         |         |         |         |         |         |         |         |         |         |         |         |         |         |         |         |         |         |         |         |         |         |         |         |         |         |         |         |         |         |         |         |         |         |         |         |         |         |         |         |         |         |         |         |         |         |         |         |         |         |         |         |         |         |         |         |         |         |         |         |         |         |         |         |         |         |         |         |         |         |         |         |         |         |         |         |         |         |         |         |         |         |         |         |         |         |         |         |         |         |         |         |         |         |         |         |         |         |         | "Volverte a Amar"            | "Volverte a Amar"            | "Volverte a Amar"            | "Volverte a Amar"            | "Volverte a Amar"            | "Volverte a Amar"            | "Volverte a Amar"            | "Volverte a Amar"            | "Volverte a Amar"            | "Volverte a Amar"            | "Volverte a Amar"            | "Volverte a Amar"            | "Volverte a Amar"            | "Volverte a Amar"            | "Volverte a Amar"            | "Volverte a Amar"            | "Volverte a Amar"            | "Volverte a Amar"            | "Volverte a Amar"            | "Volverte a Amar"            | "Volverte a Amar"            | "Volverte a Amar"            | "Volverte a Amar"            | "Volverte a Amar"            | "Volverte a Amar"            | "Volverte a Amar"            | "Volverte a Amar"            | "Volverte a Amar"            | "Volverte a Amar"            | "Volverte a Amar"            | "Volverte a Amar"            | "Volverte a Amar"            | "Volverte a Amar"            | "Volverte a Amar"            | "Volverte a Amar"            | "Volverte a Amar"            | "Volverte a Amar"            | "Volverte a Amar"            | "Volverte a Amar"            | "Volverte a Amar"            | "Volverte a Amar"            | "Volverte a Amar"            | "Volverte a Amar"            | "Volverte a Amar"            | "Volverte a Amar"            | "Volverte a Amar"            | "Volverte a Amar"            | "Volverte a Amar"            | "Volverte a Amar"            | "Volverte a Amar"            | "Volverte a Amar"            | "Volverte a Amar"            | "Volverte a Amar"            | "Volverte a Amar"            | "Volverte a Amar"            | "Volverte a Amar"            | "Volverte a Amar"            | "Volverte a Amar"            | "Volverte a Amar"            | "Volverte a Amar"            | "Volverte a Amar"            | "Volverte a Amar"            | "Volverte a Amar"            | "Volverte a Amar"            | "Volverte a Amar"            | "Volverte a Amar"            | "Volverte a Amar"            | "Volverte a Amar"            | "Volverte a Amar"            | "Volverte a Amar"            | "Volverte a Amar"            | "Volverte a Amar"            | "Volverte a Amar"            | "Volverte a Amar"            | "Volverte a Amar"            | "Volverte a Amar"            | "Volverte a Amar"            | "Volverte a Amar"            | "Volverte a Amar"            | "Volverte a Amar"            | "Volverte a Amar"            | "Volverte a Amar"            | "Volverte a Amar"            | "Volverte a Amar"            | "Volverte a Amar"            | "Volverte a Amar"            | "Volverte a Amar"            | "Volverte a Amar"            | "Volverte a Amar"            | "Volverte a Amar"            | "Volverte a Amar"            | "Volverte a Amar"            | "Volverte a Amar"            | "Volverte a Amar"            | "Volverte a Amar"            | "Volverte a Amar"            | "Volverte a Amar"            | "Volverte a Amar"            | "Volverte a Amar"            | "Volverte a Amar"            | Alejandra Guzmán     | Alejandra Guzmán     | Alejandra Guzmán     | Alejandra Guzmán     | Alejandra Guzmán     | Alejandra Guzmán     | Alejandra Guzmán     | Alejandra Guzmán     | Alejandra Guzmán     | Alejandra Guzmán     | Alejandra Guzmán     | Alejandra Guzmán     | Alejandra Guzmán     | Alejandra Guzmán     | Alejandra Guzmán     | Alejandra Guzmán     | Alejandra Guzmán     | Alejandra Guzmán     | Alejandra Guzmán     | Alejandra Guzmán     | Alejandra Guzmán     | Alejandra Guzmán     | Alejandra Guzmán     | Alejandra Guzmán     | Alejandra Guzmán     | Alejandra Guzmán     | Alejandra Guzmán     | Alejandra Guzmán     | Alejandra Guzmán     | Alejandra Guzmán     | Alejandra Guzmán     | Alejandra Guzmán     | Alejandra Guzmán     | Alejandra Guzmán     | Alejandra Guzmán     | Alejandra Guzmán     | Alejandra Guzmán     | Alejandra Guzmán     | Alejandra Guzmán     | Alejandra Guzmán     | Alejandra Guzmán     | Alejandra Guzmán     | Alejandra Guzmán     | Alejandra Guzmán     | Alejandra Guzmán     | Alejandra Guzmán     | Alejandra Guzmán     | Alejandra Guzmán     | Alejandra Guzmán     | Alejandra Guzmán     | Alejandra Guzmán     | Alejandra Guzmán     | Alejandra Guzmán     | Alejandra Guzmán     | Alejandra Guzmán     | Alejandra Guzmán     | Alejandra Guzmán     | Alejandra Guzmán     | Alejandra Guzmán     | Alejandra Guzmán     | Alejandra Guzmán     | Alejandra Guzmán     | Alejandra Guzmán     | Alejandra Guzmán     | Alejandra Guzmán     | Alejandra Guzmán     | Alejandra Guzmán     | Alejandra Guzmán     | Alejandra Guzmán     | Alejandra Guzmán     | Alejandra Guzmán     | Alejandra Guzmán     | Alejandra Guzmán     | Alejandra Guzmán     | Alejandra Guzmán     | Alejandra Guzmán     | Alejandra Guzmán     | Alejandra Guzmán     | Alejandra Guzmán     | Alejandra Guzmán     | Alejandra Guzmán     | Alejandra Guzmán     | Alejandra Guzmán     | Alejandra Guzmán     | Alejandra Guzmán     | Alejandra Guzmán     | Alejandra Guzmán     | Alejandra Guzmán     | Alejandra Guzmán     | Alejandra Guzmán     | Alejandra Guzmán     | Alejandra Guzmán     | Alejandra Guzmán     | Alejandra Guzmán     | Alejandra Guzmán     | Alejandra Guzmán     | Alejandra Guzmán     | Alejandra Guzmán     | Alejandra Guzmán     | Alejandra Guzmán     | Awans      | Awans      | Awans      | Awans      | Awans      | Awans      | Awans      | Awans      | Awans      | Awans      | Awans      | Awans      | Awans      | Awans      | Awans      | Awans      | Awans      | Awans      | Awans      | Awans      | Awans      | Awans      | Awans      | Awans      | Awans      | Awans      | Awans      | Awans      | Awans      | Awans      | Awans      | Awans      | Awans      | Awans      | Awans      | Awans      | Awans      | Awans      | Awans      | Awans      | Awans      | Awans      | Awans      | Awans      | Awans      | Awans      | Awans      | Awans      | Awans      | Awans      | Awans      | Awans      | Awans      | Awans      | Awans      | Awans      | Awans      | Awans      | Awans      | Awans      | Awans      | Awans      | Awans      | Awans      | Awans      | Awans      | Awans      | Awans      | Awans      | Awans      | Awans      | Awans      | Awans      | Awans      | Awans      | Awans      | Awans      | Awans      | Awans      | Awans      | Awans      | Awans      | Awans      | Awans      | Awans      | Awans      | Awans      | Awans      | Awans      | Awans      | Awans      | Awans      | Awans      | Awans      | Awans      | Awans      | Awans      | Awans      | Awans      | Awans      |
|         |         |         |         |         |         |         |         |         |         |         |         |         |         |         |         |         |         |         |         |         |         |         |         |         |         |         |         |         |         |         |         |         |         |         |         |         |         |         |         |         |         |         |         |         |         |         |         |         |         |         |         |         |         |         |         |         |         |         |         |         |         |         |         |         |         |         |         |         |         |         |         |         |         |         |         |         |         |         |         |         |         |         |         |         |         |         |         |         |         |         |         |         |         |         |         |         |         |         |         | "Sin él"                     | "Sin él"                     | "Sin él"                     | "Sin él"                     | "Sin él"                     | "Sin él"                     | "Sin él"                     | "Sin él"                     | "Sin él"                     | "Sin él"                     | "Sin él"                     | "Sin él"                     | "Sin él"                     | "Sin él"                     | "Sin él"                     | "Sin él"                     | "Sin él"                     | "Sin él"                     | "Sin él"                     | "Sin él"                     | "Sin él"                     | "Sin él"                     | "Sin él"                     | "Sin él"                     | "Sin él"                     | "Sin él"                     | "Sin él"                     | "Sin él"                     | "Sin él"                     | "Sin él"                     | "Sin él"                     | "Sin él"                     | "Sin él"                     | "Sin él"                     | "Sin él"                     | "Sin él"                     | "Sin él"                     | "Sin él"                     | "Sin él"                     | "Sin él"                     | "Sin él"                     | "Sin él"                     | "Sin él"                     | "Sin él"                     | "Sin él"                     | "Sin él"                     | "Sin él"                     | "Sin él"                     | "Sin él"                     | "Sin él"                     | "Sin él"                     | "Sin él"                     | "Sin él"                     | "Sin él"                     | "Sin él"                     | "Sin él"                     | "Sin él"                     | "Sin él"                     | "Sin él"                     | "Sin él"                     | "Sin él"                     | "Sin él"                     | "Sin él"                     | "Sin él"                     | "Sin él"                     | "Sin él"                     | "Sin él"                     | "Sin él"                     | "Sin él"                     | "Sin él"                     | "Sin él"                     | "Sin él"                     | "Sin él"                     | "Sin él"                     | "Sin él"                     | "Sin él"                     | "Sin él"                     | "Sin él"                     | "Sin él"                     | "Sin él"                     | "Sin él"                     | "Sin él"                     | "Sin él"                     | "Sin él"                     | "Sin él"                     | "Sin él"                     | "Sin él"                     | "Sin él"                     | "Sin él"                     | "Sin él"                     | "Sin él"                     | "Sin él"                     | "Sin él"                     | "Sin él"                     | "Sin él"                     | "Sin él"                     | "Sin él"                     | "Sin él"                     | "Sin él"                     | "Sin él"                     | Marisela             | Marisela             | Marisela             | Marisela             | Marisela             | Marisela             | Marisela             | Marisela             | Marisela             | Marisela             | Marisela             | Marisela             | Marisela             | Marisela             | Marisela             | Marisela             | Marisela             | Marisela             | Marisela             | Marisela             | Marisela             | Marisela             | Marisela             | Marisela             | Marisela             | Marisela             | Marisela             | Marisela             | Marisela             | Marisela             | Marisela             | Marisela             | Marisela             | Marisela             | Marisela             | Marisela             | Marisela             | Marisela             | Marisela             | Marisela             | Marisela             | Marisela             | Marisela             | Marisela             | Marisela             | Marisela             | Marisela             | Marisela             | Marisela             | Marisela             | Marisela             | Marisela             | Marisela             | Marisela             | Marisela             | Marisela             | Marisela             | Marisela             | Marisela             | Marisela             | Marisela             | Marisela             | Marisela             | Marisela             | Marisela             | Marisela             | Marisela             | Marisela             | Marisela             | Marisela             | Marisela             | Marisela             | Marisela             | Marisela             | Marisela             | Marisela             | Marisela             | Marisela             | Marisela             | Marisela             | Marisela             | Marisela             | Marisela             | Marisela             | Marisela             | Marisela             | Marisela             | Marisela             | Marisela             | Marisela             | Marisela             | Marisela             | Marisela             | Marisela             | Marisela             | Marisela             | Marisela             | Marisela             | Marisela             | Marisela             | Awans      | Awans      | Awans      | Awans      | Awans      | Awans      | Awans      | Awans      | Awans      | Awans      | Awans      | Awans      | Awans      | Awans      | Awans      | Awans      | Awans      | Awans      | Awans      | Awans      | Awans      | Awans      | Awans      | Awans      | Awans      | Awans      | Awans      | Awans      | Awans      | Awans      | Awans      | Awans      | Awans      | Awans      | Awans      | Awans      | Awans      | Awans      | Awans      | Awans      | Awans      | Awans      | Awans      | Awans      | Awans      | Awans      | Awans      | Awans      | Awans      | Awans      | Awans      | Awans      | Awans      | Awans      | Awans      | Awans      | Awans      | Awans      | Awans      | Awans      | Awans      | Awans      | Awans      | Awans      | Awans      | Awans      | Awans      | Awans      | Awans      | Awans      | Awans      | Awans      | Awans      | Awans      | Awans      | Awans      | Awans      | Awans      | Awans      | Awans      | Awans      | Awans      | Awans      | Awans      | Awans      | Awans      | Awans      | Awans      | Awans      | Awans      | Awans      | Awans      | Awans      | Awans      | Awans      | Awans      | Awans      | Awans      | Awans      | Awans      |
| Finał   | Finał   | Finał   | Finał   | Finał   | Finał   | Finał   | Finał   | Finał   | Finał   | Finał   | Finał   | Finał   | Finał   | Finał   | Finał   | Finał   | Finał   | Finał   | Finał   | Finał   | Finał   | Finał   | Finał   | Finał   | Finał   | Finał   | Finał   | Finał   | Finał   | Finał   | Finał   | Finał   | Finał   | Finał   | Finał   | Finał   | Finał   | Finał   | Finał   | Finał   | Finał   | Finał   | Finał   | Finał   | Finał   | Finał   | Finał   | Finał   | Finał   | Finał   | Finał   | Finał   | Finał   | Finał   | Finał   | Finał   | Finał   | Finał   | Finał   | Finał   | Finał   | Finał   | Finał   | Finał   | Finał   | Finał   | Finał   | Finał   | Finał   | Finał   | Finał   | Finał   | Finał   | Finał   | Finał   | Finał   | Finał   | Finał   | Finał   | Finał   | Finał   | Finał   | Finał   | Finał   | Finał   | Finał   | Finał   | Finał   | Finał   | Finał   | Finał   | Finał   | Finał   | Finał   | Finał   | Finał   | Finał   | Finał   | Finał   | "Total Eclipse of the Heart" | "Total Eclipse of the Heart" | "Total Eclipse of the Heart" | "Total Eclipse of the Heart" | "Total Eclipse of the Heart" | "Total Eclipse of the Heart" | "Total Eclipse of the Heart" | "Total Eclipse of the Heart" | "Total Eclipse of the Heart" | "Total Eclipse of the Heart" | "Total Eclipse of the Heart" | "Total Eclipse of the Heart" | "Total Eclipse of the Heart" | "Total Eclipse of the Heart" | "Total Eclipse of the Heart" | "Total Eclipse of the Heart" | "Total Eclipse of the Heart" | "Total Eclipse of the Heart" | "Total Eclipse of the Heart" | "Total Eclipse of the Heart" | "Total Eclipse of the Heart" | "Total Eclipse of the Heart" | "Total Eclipse of the Heart" | "Total Eclipse of the Heart" | "Total Eclipse of the Heart" | "Total Eclipse of the Heart" | "Total Eclipse of the Heart" | "Total Eclipse of the Heart" | "Total Eclipse of the Heart" | "Total Eclipse of the Heart" | "Total Eclipse of the Heart" | "Total Eclipse of the Heart" | "Total Eclipse of the Heart" | "Total Eclipse of the Heart" | "Total Eclipse of the Heart" | "Total Eclipse of the Heart" | "Total Eclipse of the Heart" | "Total Eclipse of the Heart" | "Total Eclipse of the Heart" | "Total Eclipse of the Heart" | "Total Eclipse of the Heart" | "Total Eclipse of the Heart" | "Total Eclipse of the Heart" | "Total Eclipse of the Heart" | "Total Eclipse of the Heart" | "Total Eclipse of the Heart" | "Total Eclipse of the Heart" | "Total Eclipse of the Heart" | "Total Eclipse of the Heart" | "Total Eclipse of the Heart" | "Total Eclipse of the Heart" | "Total Eclipse of the Heart" | "Total Eclipse of the Heart" | "Total Eclipse of the Heart" | "Total Eclipse of the Heart" | "Total Eclipse of the Heart" | "Total Eclipse of the Heart" | "Total Eclipse of the Heart" | "Total Eclipse of the Heart" | "Total Eclipse of the Heart" | "Total Eclipse of the Heart" | "Total Eclipse of the Heart" | "Total Eclipse of the Heart" | "Total Eclipse of the Heart" | "Total Eclipse of the Heart" | "Total Eclipse of the Heart" | "Total Eclipse of the Heart" | "Total Eclipse of the Heart" | "Total Eclipse of the Heart" | "Total Eclipse of the Heart" | "Total Eclipse of the Heart" | "Total Eclipse of the Heart" | "Total Eclipse of the Heart" | "Total Eclipse of the Heart" | "Total Eclipse of the Heart" | "Total Eclipse of the Heart" | "Total Eclipse of the Heart" | "Total Eclipse of the Heart" | "Total Eclipse of the Heart" | "Total Eclipse of the Heart" | "Total Eclipse of the Heart" | "Total Eclipse of the Heart" | "Total Eclipse of the Heart" | "Total Eclipse of the Heart" | "Total Eclipse of the Heart" | "Total Eclipse of the Heart" | "Total Eclipse of the Heart" | "Total Eclipse of the Heart" | "Total Eclipse of the Heart" | "Total Eclipse of the Heart" | "Total Eclipse of the Heart" | "Total Eclipse of the Heart" | "Total Eclipse of the Heart" | "Total Eclipse of the Heart" | "Total Eclipse of the Heart" | "Total Eclipse of the Heart" | "Total Eclipse of the Heart" | "Total Eclipse of the Heart" | "Total Eclipse of the Heart" | "Total Eclipse of the Heart" | Bonnie Tyler         | Bonnie Tyler         | Bonnie Tyler         | Bonnie Tyler         | Bonnie Tyler         | Bonnie Tyler         | Bonnie Tyler         | Bonnie Tyler         | Bonnie Tyler         | Bonnie Tyler         | Bonnie Tyler         | Bonnie Tyler         | Bonnie Tyler         | Bonnie Tyler         | Bonnie Tyler         | Bonnie Tyler         | Bonnie Tyler         | Bonnie Tyler         | Bonnie Tyler         | Bonnie Tyler         | Bonnie Tyler         | Bonnie Tyler         | Bonnie Tyler         | Bonnie Tyler         | Bonnie Tyler         | Bonnie Tyler         | Bonnie Tyler         | Bonnie Tyler         | Bonnie Tyler         | Bonnie Tyler         | Bonnie Tyler         | Bonnie Tyler         | Bonnie Tyler         | Bonnie Tyler         | Bonnie Tyler         | Bonnie Tyler         | Bonnie Tyler         | Bonnie Tyler         | Bonnie Tyler         | Bonnie Tyler         | Bonnie Tyler         | Bonnie Tyler         | Bonnie Tyler         | Bonnie Tyler         | Bonnie Tyler         | Bonnie Tyler         | Bonnie Tyler         | Bonnie Tyler         | Bonnie Tyler         | Bonnie Tyler         | Bonnie Tyler         | Bonnie Tyler         | Bonnie Tyler         | Bonnie Tyler         | Bonnie Tyler         | Bonnie Tyler         | Bonnie Tyler         | Bonnie Tyler         | Bonnie Tyler         | Bonnie Tyler         | Bonnie Tyler         | Bonnie Tyler         | Bonnie Tyler         | Bonnie Tyler         | Bonnie Tyler         | Bonnie Tyler         | Bonnie Tyler         | Bonnie Tyler         | Bonnie Tyler         | Bonnie Tyler         | Bonnie Tyler         | Bonnie Tyler         | Bonnie Tyler         | Bonnie Tyler         | Bonnie Tyler         | Bonnie Tyler         | Bonnie Tyler         | Bonnie Tyler         | Bonnie Tyler         | Bonnie Tyler         | Bonnie Tyler         | Bonnie Tyler         | Bonnie Tyler         | Bonnie Tyler         | Bonnie Tyler         | Bonnie Tyler         | Bonnie Tyler         | Bonnie Tyler         | Bonnie Tyler         | Bonnie Tyler         | Bonnie Tyler         | Bonnie Tyler         | Bonnie Tyler         | Bonnie Tyler         | Bonnie Tyler         | Bonnie Tyler         | Bonnie Tyler         | Bonnie Tyler         | Bonnie Tyler         | Bonnie Tyler         | Zwycięstwo | Zwycięstwo | Zwycięstwo | Zwycięstwo | Zwycięstwo | Zwycięstwo | Zwycięstwo | Zwycięstwo | Zwycięstwo | Zwycięstwo | Zwycięstwo | Zwycięstwo | Zwycięstwo | Zwycięstwo | Zwycięstwo | Zwycięstwo | Zwycięstwo | Zwycięstwo | Zwycięstwo | Zwycięstwo | Zwycięstwo | Zwycięstwo | Zwycięstwo | Zwycięstwo | Zwycięstwo | Zwycięstwo | Zwycięstwo | Zwycięstwo | Zwycięstwo | Zwycięstwo | Zwycięstwo | Zwycięstwo | Zwycięstwo | Zwycięstwo | Zwycięstwo | Zwycięstwo | Zwycięstwo | Zwycięstwo | Zwycięstwo | Zwycięstwo | Zwycięstwo | Zwycięstwo | Zwycięstwo | Zwycięstwo | Zwycięstwo | Zwycięstwo | Zwycięstwo | Zwycięstwo | Zwycięstwo | Zwycięstwo | Zwycięstwo | Zwycięstwo | Zwycięstwo | Zwycięstwo | Zwycięstwo | Zwycięstwo | Zwycięstwo | Zwycięstwo | Zwycięstwo | Zwycięstwo | Zwycięstwo | Zwycięstwo | Zwycięstwo | Zwycięstwo | Zwycięstwo | Zwycięstwo | Zwycięstwo | Zwycięstwo | Zwycięstwo | Zwycięstwo | Zwycięstwo | Zwycięstwo | Zwycięstwo | Zwycięstwo | Zwycięstwo | Zwycięstwo | Zwycięstwo | Zwycięstwo | Zwycięstwo | Zwycięstwo | Zwycięstwo | Zwycięstwo | Zwycięstwo | Zwycięstwo | Zwycięstwo | Zwycięstwo | Zwycięstwo | Zwycięstwo | Zwycięstwo | Zwycięstwo | Zwycięstwo | Zwycięstwo | Zwycięstwo | Zwycięstwo | Zwycięstwo | Zwycięstwo | Zwycięstwo | Zwycięstwo | Zwycięstwo | Zwycięstwo |

### American Idol[7]
Allison Iraheta wzięła udział w przesłuchaniach do 8. edycji American Idol w San Francisco w Kalifornii w 2008 roku. Przed grupą producentów zaśpiewała „Heartbreaker” Pink oraz „At Last” Etty James, zaś przed jurorami „(You make Me Feel) Like A Natural Woman” Arethy Franklin. Randy Jackson zauważył w niej to ‘coś’, a Paula Abdul uznała ją za bardzo wyrazistą. Jurorzy jednogłośnie dali jej tzw. ‘złoty bilet’ do kolejnej rundy przesłuchań odbywającej się w Hollywood, gdzie zaśpiewała m.in. „Because of You” Kelly Clarkson. Jurorzy okrzyknęli ją wtedy ‘czarnym koniem’ tej edycji American Idol, podkreślając że Allison ma naturalny surowy talent i z pewnością należy mieć na nią oko.
Podczas rundy Top36 (grupa 2), którego tematem przewodnim były Hity Wszech czasów Billboard Hot 100, Allison zaśpiewała piosenkę „Alone” zespołu Heart. Kara DioGuardi była pod wrażeniem potężnego wokalu 16-latki. Randy Jackson i Simon Cowell wspólnie podkreślili ponownie, że należy mieć na nią oko podczas tej edycji. Paula Abdul stwierdziła, że Allison należy do tych nietuzinkowych piosenkarek, które mogą wyśpiewać nawet książkę telefoniczną a wciąż urzekną słuchaczy. Allison wraz z Krisem Allenem i Adamem Lambertem przeszli do Top13.
Podczas Top13 Allison zaśpiewała „Give In To Me” Michaela Jacksona, a jurorzy w zgodzie określili ją mianem gwiazdy rocka. W kolejnym tygodniu zaśpiewała „Blame It On Your Hart” Patty Loveless budząc mieszane reakcje od jurorów. Był to pierwszy raz kiedy Allison była zagrożona, niemniej przeszła do kolejnej rundy i tym samym zapewniła sobie miejsce podczas American Idols Live! Tour 2009.
Kolejną piosenką jaką zaśpiewała była „Papa Was a Rolling Stone” The Temptations, za co otrzymała stojące owacje od mentora Smokey Robinsona oraz pochwały od jurorów. Kara DioGuardi powiedziała „Twój głos to dar od Boga… Nigdzie nie można się nauczyć tak śpiewać, a ty robisz to jakbyś robiła to od zawsze!”
Podczas Top9 zaśpiewała piosenkę „Don’t Speak” No Doubt. Jej ubiór spotkał się z ostrą krytyką jurorów, którzy uznali, że Allison nie musi aż tak starać się by wyglądać rockowo, gdyż już sama w sobie jest wokalistką rockową. Był to pierwszy występ, kiedy to Allison nie tylko zaśpiewała, ale i zagrała na gitarze, a drugi kiedy była zagrożona.
W kolejnym tygodniu zaśpiewała piosenkę Bonnie Raitt „I Can’t Make You Love Me” za którą otrzymała liczne pochwały. Randy Jackson porównał ją do Kelly Clarkson, a Kara DioGuardi stwierdziła, że Allison już teraz jest gotowa by nagrać płytę.
Podczas dwutygodniowego Top7 Allison wykonała piosenkę Aerosmith „I Don’t Want To Miss A Thing” oraz rockową wersję „Hot Stuff” Donny Summers. Oba występy spotkały się z pozytywną reakcją jurorów. Podsumowując pierwszy z nich Simon Cowell powiedział: „Myślimy, że zostaniesz do samego końca. Jesteś jedyną nadzieją dziewczyn na wygranie tej edycji”, a Paula Abdul stwierdziła, że Allison i Adam Lambert zbudowani są „z tej samej gliny, która czyni ich oboje wyjątkowymi”. „Hot Stuff” zostało określone przez Simona Cowella za genialne, a przez Karę DioGuardi – za niemal perfekcyjne, mimo to po raz kolejny w drugim tygodniu Top7 Allison była zagrożona.
W Top5 Allison była jedyną przedstawicielką płci pięknej. Wykonała wtedy piosenkę Gertrudy Lawrence „Someone To Watch Over Me”. Randy Jackson porównał Allison do Pink, ale „o 9000 więcej oktawach”, a Kara DioGuardi stwierdziła, że ten występ powinien zagwarantować jej finał.
Podczas Top4 Allison wykonała piosenkę „Cry Baby” Janis Joplin oraz duet z Adamem Lambertem – „Slow Ride” zespołu Foghat. „Cry Baby” spotkało się z mieszaną reakcją. Jurorzy pochwalili ją za pewność siebie i wspaniały wokal, lecz uznali wybór tej piosenki za nietrafiony, gdyż nie umożliwia ona jego pełne wyeksponowanie. Duet został odebrany bardzo pozytywnie, a Allison została określona przez sędziów mianem „bogini rocka”. Mentor tego tygodnia, były gitarzysta Guns N’ Roses – Slash, był także pod wrażeniem. Uważał on, że 16-letnia Allison jest lepszą wokalistką niż większość osób dwukrotnie od niej starszych. Ku zaskoczeniu wszystkich (w tym dyrektora muzycznego American Idol Rickeya Minora oraz Slasha), 6 maja 2009 roku, Allison została wyeliminowana z programu zajmując ostatecznie 4. miejsce. Jej pożegnalnym występem było niezapomniane wykonanie „Cry Baby” – powszechnie uznane za fanów za jeden z najlepszych występów jakie kiedykolwiek miały miejsce w American Idol.
Po eliminacjach Allison była gościem wielu programów telewizyjnych i radiowych (m.in. Larry King Live, The Tonight Show with Jay Leno, The Ellen Degeneres Show, Live with Regis and Kelly. Wraz z innymi wcześniej wyeliminowanymi uczestnikami programu, powróciła na jego finał, podczas którego zaśpiewała duet z Cyndi Lauper „Time After Time” oraz wzięła udział w występach grupowych. Po zakończeniu programu Allison wraz z pozostałą 9 uczestników, wzięła udział w trasie koncertowej American Idols Live! Tour 2009 podczas której wykonała następujące piosenki: „So What” Pink, „Cry Baby” Janis Joplin, „Barracuda" Heart, „Slow Ride” Foghat (duet z Adamem Lambertem) oraz grupowo „Don’t Stop Believin’” Journey.
Allison Iraheta była ulubionym uczestnikiem American Idol wielu sław (m.in. Kelly Clarkson i Jennifer Lopez) oraz prasy muzycznej, a także wzbudziła zainteresowanie wielu producentów branży muzycznej, np. Howarda Bensona.

#### Występy i wyniki
| Tydzień         | Tydzień         | Tydzień         | Tydzień         | Tydzień         | Tydzień         | Tydzień         | Tydzień         | Tydzień         | Tydzień         | Tydzień         | Tydzień         | Tydzień         | Tydzień         | Tydzień         | Tydzień         | Tydzień         | Tydzień         | Tydzień         | Tydzień         | Tydzień         | Tydzień         | Tydzień         | Tydzień         | Tydzień         | Tydzień         | Tydzień         | Tydzień         | Tydzień         | Tydzień         | Tydzień         | Tydzień         | Tydzień         | Tydzień         | Tydzień         | Tydzień         | Tydzień         | Tydzień         | Tydzień         | Tydzień         | Tydzień         | Tydzień         | Tydzień         | Tydzień         | Tydzień         | Tydzień         | Tydzień         | Tydzień         | Tydzień         | Tydzień         | Tydzień         | Tydzień         | Tydzień         | Tydzień         | Tydzień         | Tydzień         | Tydzień         | Tydzień         | Tydzień         | Tydzień         | Tydzień         | Tydzień         | Tydzień         | Tydzień         | Tydzień         | Tydzień         | Tydzień         | Tydzień         | Tydzień         | Tydzień         | Tydzień         | Tydzień         | Tydzień         | Tydzień         | Tydzień         | Tydzień         | Tydzień         | Tydzień         | Tydzień         | Tydzień         | Tydzień         | Tydzień         | Tydzień         | Tydzień         | Tydzień         | Tydzień         | Tydzień         | Tydzień         | Tydzień         | Tydzień         | Tydzień         | Tydzień         | Tydzień         | Tydzień         | Tydzień         | Tydzień         | Tydzień         | Tydzień         | Tydzień         | Tydzień         | Motyw tygodnia              | Motyw tygodnia              | Motyw tygodnia              | Motyw tygodnia              | Motyw tygodnia              | Motyw tygodnia              | Motyw tygodnia              | Motyw tygodnia              | Motyw tygodnia              | Motyw tygodnia              | Motyw tygodnia              | Motyw tygodnia              | Motyw tygodnia              | Motyw tygodnia              | Motyw tygodnia              | Motyw tygodnia              | Motyw tygodnia              | Motyw tygodnia              | Motyw tygodnia              | Motyw tygodnia              | Motyw tygodnia              | Motyw tygodnia              | Motyw tygodnia              | Motyw tygodnia              | Motyw tygodnia              | Motyw tygodnia              | Motyw tygodnia              | Motyw tygodnia              | Motyw tygodnia              | Motyw tygodnia              | Motyw tygodnia              | Motyw tygodnia              | Motyw tygodnia              | Motyw tygodnia              | Motyw tygodnia              | Motyw tygodnia              | Motyw tygodnia              | Motyw tygodnia              | Motyw tygodnia              | Motyw tygodnia              | Motyw tygodnia              | Motyw tygodnia              | Motyw tygodnia              | Motyw tygodnia              | Motyw tygodnia              | Motyw tygodnia              | Motyw tygodnia              | Motyw tygodnia              | Motyw tygodnia              | Motyw tygodnia              | Motyw tygodnia              | Motyw tygodnia              | Motyw tygodnia              | Motyw tygodnia              | Motyw tygodnia              | Motyw tygodnia              | Motyw tygodnia              | Motyw tygodnia              | Motyw tygodnia              | Motyw tygodnia              | Motyw tygodnia              | Motyw tygodnia              | Motyw tygodnia              | Motyw tygodnia              | Motyw tygodnia              | Motyw tygodnia              | Motyw tygodnia              | Motyw tygodnia              | Motyw tygodnia              | Motyw tygodnia              | Motyw tygodnia              | Motyw tygodnia              | Motyw tygodnia              | Motyw tygodnia              | Motyw tygodnia              | Motyw tygodnia              | Motyw tygodnia              | Motyw tygodnia              | Motyw tygodnia              | Motyw tygodnia              | Motyw tygodnia              | Motyw tygodnia              | Motyw tygodnia              | Motyw tygodnia              | Motyw tygodnia              | Motyw tygodnia              | Motyw tygodnia              | Motyw tygodnia              | Motyw tygodnia              | Motyw tygodnia              | Motyw tygodnia              | Motyw tygodnia              | Motyw tygodnia              | Motyw tygodnia              | Motyw tygodnia              | Motyw tygodnia              | Motyw tygodnia              | Motyw tygodnia              | Motyw tygodnia              | Motyw tygodnia              | Tytuł pioenki                               | Tytuł pioenki                               | Tytuł pioenki                               | Tytuł pioenki                               | Tytuł pioenki                               | Tytuł pioenki                               | Tytuł pioenki                               | Tytuł pioenki                               | Tytuł pioenki                               | Tytuł pioenki                               | Tytuł pioenki                               | Tytuł pioenki                               | Tytuł pioenki                               | Tytuł pioenki                               | Tytuł pioenki                               | Tytuł pioenki                               | Tytuł pioenki                               | Tytuł pioenki                               | Tytuł pioenki                               | Tytuł pioenki                               | Tytuł pioenki                               | Tytuł pioenki                               | Tytuł pioenki                               | Tytuł pioenki                               | Tytuł pioenki                               | Tytuł pioenki                               | Tytuł pioenki                               | Tytuł pioenki                               | Tytuł pioenki                               | Tytuł pioenki                               | Tytuł pioenki                               | Tytuł pioenki                               | Tytuł pioenki                               | Tytuł pioenki                               | Tytuł pioenki                               | Tytuł pioenki                               | Tytuł pioenki                               | Tytuł pioenki                               | Tytuł pioenki                               | Tytuł pioenki                               | Tytuł pioenki                               | Tytuł pioenki                               | Tytuł pioenki                               | Tytuł pioenki                               | Tytuł pioenki                               | Tytuł pioenki                               | Tytuł pioenki                               | Tytuł pioenki                               | Tytuł pioenki                               | Tytuł pioenki                               | Tytuł pioenki                               | Tytuł pioenki                               | Tytuł pioenki                               | Tytuł pioenki                               | Tytuł pioenki                               | Tytuł pioenki                               | Tytuł pioenki                               | Tytuł pioenki                               | Tytuł pioenki                               | Tytuł pioenki                               | Tytuł pioenki                               | Tytuł pioenki                               | Tytuł pioenki                               | Tytuł pioenki                               | Tytuł pioenki                               | Tytuł pioenki                               | Tytuł pioenki                               | Tytuł pioenki                               | Tytuł pioenki                               | Tytuł pioenki                               | Tytuł pioenki                               | Tytuł pioenki                               | Tytuł pioenki                               | Tytuł pioenki                               | Tytuł pioenki                               | Tytuł pioenki                               | Tytuł pioenki                               | Tytuł pioenki                               | Tytuł pioenki                               | Tytuł pioenki                               | Tytuł pioenki                               | Tytuł pioenki                               | Tytuł pioenki                               | Tytuł pioenki                               | Tytuł pioenki                               | Tytuł pioenki                               | Tytuł pioenki                               | Tytuł pioenki                               | Tytuł pioenki                               | Tytuł pioenki                               | Tytuł pioenki                               | Tytuł pioenki                               | Tytuł pioenki                               | Tytuł pioenki                               | Tytuł pioenki                               | Tytuł pioenki                               | Tytuł pioenki                               | Tytuł pioenki                               | Tytuł pioenki                               | Tytuł pioenki                               | Oryginalny wykonawca | Oryginalny wykonawca | Oryginalny wykonawca | Oryginalny wykonawca | Oryginalny wykonawca | Oryginalny wykonawca | Oryginalny wykonawca | Oryginalny wykonawca | Oryginalny wykonawca | Oryginalny wykonawca | Oryginalny wykonawca | Oryginalny wykonawca | Oryginalny wykonawca | Oryginalny wykonawca | Oryginalny wykonawca | Oryginalny wykonawca | Oryginalny wykonawca | Oryginalny wykonawca | Oryginalny wykonawca | Oryginalny wykonawca | Oryginalny wykonawca | Oryginalny wykonawca | Oryginalny wykonawca | Oryginalny wykonawca | Oryginalny wykonawca | Oryginalny wykonawca | Oryginalny wykonawca | Oryginalny wykonawca | Oryginalny wykonawca | Oryginalny wykonawca | Oryginalny wykonawca | Oryginalny wykonawca | Oryginalny wykonawca | Oryginalny wykonawca | Oryginalny wykonawca | Oryginalny wykonawca | Oryginalny wykonawca | Oryginalny wykonawca | Oryginalny wykonawca | Oryginalny wykonawca | Oryginalny wykonawca | Oryginalny wykonawca | Oryginalny wykonawca | Oryginalny wykonawca | Oryginalny wykonawca | Oryginalny wykonawca | Oryginalny wykonawca | Oryginalny wykonawca | Oryginalny wykonawca | Oryginalny wykonawca | Oryginalny wykonawca | Oryginalny wykonawca | Oryginalny wykonawca | Oryginalny wykonawca | Oryginalny wykonawca | Oryginalny wykonawca | Oryginalny wykonawca | Oryginalny wykonawca | Oryginalny wykonawca | Oryginalny wykonawca | Oryginalny wykonawca | Oryginalny wykonawca | Oryginalny wykonawca | Oryginalny wykonawca | Oryginalny wykonawca | Oryginalny wykonawca | Oryginalny wykonawca | Oryginalny wykonawca | Oryginalny wykonawca | Oryginalny wykonawca | Oryginalny wykonawca | Oryginalny wykonawca | Oryginalny wykonawca | Oryginalny wykonawca | Oryginalny wykonawca | Oryginalny wykonawca | Oryginalny wykonawca | Oryginalny wykonawca | Oryginalny wykonawca | Oryginalny wykonawca | Oryginalny wykonawca | Oryginalny wykonawca | Oryginalny wykonawca | Oryginalny wykonawca | Oryginalny wykonawca | Oryginalny wykonawca | Oryginalny wykonawca | Oryginalny wykonawca | Oryginalny wykonawca | Oryginalny wykonawca | Oryginalny wykonawca | Oryginalny wykonawca | Oryginalny wykonawca | Oryginalny wykonawca | Oryginalny wykonawca | Oryginalny wykonawca | Oryginalny wykonawca | Oryginalny wykonawca | Oryginalny wykonawca | Oryginalny wykonawca | Wyniki           | Wyniki           | Wyniki           | Wyniki           | Wyniki           | Wyniki           | Wyniki           | Wyniki           | Wyniki           | Wyniki           | Wyniki           | Wyniki           | Wyniki           | Wyniki           | Wyniki           | Wyniki           | Wyniki           | Wyniki           | Wyniki           | Wyniki           | Wyniki           | Wyniki           | Wyniki           | Wyniki           | Wyniki           | Wyniki           | Wyniki           | Wyniki           | Wyniki           | Wyniki           | Wyniki           | Wyniki           | Wyniki           | Wyniki           | Wyniki           | Wyniki           | Wyniki           | Wyniki           | Wyniki           | Wyniki           | Wyniki           | Wyniki           | Wyniki           | Wyniki           | Wyniki           | Wyniki           | Wyniki           | Wyniki           | Wyniki           | Wyniki           | Wyniki           | Wyniki           | Wyniki           | Wyniki           | Wyniki           | Wyniki           | Wyniki           | Wyniki           | Wyniki           | Wyniki           | Wyniki           | Wyniki           | Wyniki           | Wyniki           | Wyniki           | Wyniki           | Wyniki           | Wyniki           | Wyniki           | Wyniki           | Wyniki           | Wyniki           | Wyniki           | Wyniki           | Wyniki           | Wyniki           | Wyniki           | Wyniki           | Wyniki           | Wyniki           | Wyniki           | Wyniki           | Wyniki           | Wyniki           | Wyniki           | Wyniki           | Wyniki           | Wyniki           | Wyniki           | Wyniki           | Wyniki           | Wyniki           | Wyniki           | Wyniki           | Wyniki           | Wyniki           | Wyniki           | Wyniki           | Wyniki           | Wyniki           |
| Przesłuchania   | Przesłuchania   | Przesłuchania   | Przesłuchania   | Przesłuchania   | Przesłuchania   | Przesłuchania   | Przesłuchania   | Przesłuchania   | Przesłuchania   | Przesłuchania   | Przesłuchania   | Przesłuchania   | Przesłuchania   | Przesłuchania   | Przesłuchania   | Przesłuchania   | Przesłuchania   | Przesłuchania   | Przesłuchania   | Przesłuchania   | Przesłuchania   | Przesłuchania   | Przesłuchania   | Przesłuchania   | Przesłuchania   | Przesłuchania   | Przesłuchania   | Przesłuchania   | Przesłuchania   | Przesłuchania   | Przesłuchania   | Przesłuchania   | Przesłuchania   | Przesłuchania   | Przesłuchania   | Przesłuchania   | Przesłuchania   | Przesłuchania   | Przesłuchania   | Przesłuchania   | Przesłuchania   | Przesłuchania   | Przesłuchania   | Przesłuchania   | Przesłuchania   | Przesłuchania   | Przesłuchania   | Przesłuchania   | Przesłuchania   | Przesłuchania   | Przesłuchania   | Przesłuchania   | Przesłuchania   | Przesłuchania   | Przesłuchania   | Przesłuchania   | Przesłuchania   | Przesłuchania   | Przesłuchania   | Przesłuchania   | Przesłuchania   | Przesłuchania   | Przesłuchania   | Przesłuchania   | Przesłuchania   | Przesłuchania   | Przesłuchania   | Przesłuchania   | Przesłuchania   | Przesłuchania   | Przesłuchania   | Przesłuchania   | Przesłuchania   | Przesłuchania   | Przesłuchania   | Przesłuchania   | Przesłuchania   | Przesłuchania   | Przesłuchania   | Przesłuchania   | Przesłuchania   | Przesłuchania   | Przesłuchania   | Przesłuchania   | Przesłuchania   | Przesłuchania   | Przesłuchania   | Przesłuchania   | Przesłuchania   | Przesłuchania   | Przesłuchania   | Przesłuchania   | Przesłuchania   | Przesłuchania   | Przesłuchania   | Przesłuchania   | Przesłuchania   | Przesłuchania   | Przesłuchania   | Wybór uczestnika            | Wybór uczestnika            | Wybór uczestnika            | Wybór uczestnika            | Wybór uczestnika            | Wybór uczestnika            | Wybór uczestnika            | Wybór uczestnika            | Wybór uczestnika            | Wybór uczestnika            | Wybór uczestnika            | Wybór uczestnika            | Wybór uczestnika            | Wybór uczestnika            | Wybór uczestnika            | Wybór uczestnika            | Wybór uczestnika            | Wybór uczestnika            | Wybór uczestnika            | Wybór uczestnika            | Wybór uczestnika            | Wybór uczestnika            | Wybór uczestnika            | Wybór uczestnika            | Wybór uczestnika            | Wybór uczestnika            | Wybór uczestnika            | Wybór uczestnika            | Wybór uczestnika            | Wybór uczestnika            | Wybór uczestnika            | Wybór uczestnika            | Wybór uczestnika            | Wybór uczestnika            | Wybór uczestnika            | Wybór uczestnika            | Wybór uczestnika            | Wybór uczestnika            | Wybór uczestnika            | Wybór uczestnika            | Wybór uczestnika            | Wybór uczestnika            | Wybór uczestnika            | Wybór uczestnika            | Wybór uczestnika            | Wybór uczestnika            | Wybór uczestnika            | Wybór uczestnika            | Wybór uczestnika            | Wybór uczestnika            | Wybór uczestnika            | Wybór uczestnika            | Wybór uczestnika            | Wybór uczestnika            | Wybór uczestnika            | Wybór uczestnika            | Wybór uczestnika            | Wybór uczestnika            | Wybór uczestnika            | Wybór uczestnika            | Wybór uczestnika            | Wybór uczestnika            | Wybór uczestnika            | Wybór uczestnika            | Wybór uczestnika            | Wybór uczestnika            | Wybór uczestnika            | Wybór uczestnika            | Wybór uczestnika            | Wybór uczestnika            | Wybór uczestnika            | Wybór uczestnika            | Wybór uczestnika            | Wybór uczestnika            | Wybór uczestnika            | Wybór uczestnika            | Wybór uczestnika            | Wybór uczestnika            | Wybór uczestnika            | Wybór uczestnika            | Wybór uczestnika            | Wybór uczestnika            | Wybór uczestnika            | Wybór uczestnika            | Wybór uczestnika            | Wybór uczestnika            | Wybór uczestnika            | Wybór uczestnika            | Wybór uczestnika            | Wybór uczestnika            | Wybór uczestnika            | Wybór uczestnika            | Wybór uczestnika            | Wybór uczestnika            | Wybór uczestnika            | Wybór uczestnika            | Wybór uczestnika            | Wybór uczestnika            | Wybór uczestnika            | Wybór uczestnika            | "(You Make Me Feel Like) A Natural Woman"   | "(You Make Me Feel Like) A Natural Woman"   | "(You Make Me Feel Like) A Natural Woman"   | "(You Make Me Feel Like) A Natural Woman"   | "(You Make Me Feel Like) A Natural Woman"   | "(You Make Me Feel Like) A Natural Woman"   | "(You Make Me Feel Like) A Natural Woman"   | "(You Make Me Feel Like) A Natural Woman"   | "(You Make Me Feel Like) A Natural Woman"   | "(You Make Me Feel Like) A Natural Woman"   | "(You Make Me Feel Like) A Natural Woman"   | "(You Make Me Feel Like) A Natural Woman"   | "(You Make Me Feel Like) A Natural Woman"   | "(You Make Me Feel Like) A Natural Woman"   | "(You Make Me Feel Like) A Natural Woman"   | "(You Make Me Feel Like) A Natural Woman"   | "(You Make Me Feel Like) A Natural Woman"   | "(You Make Me Feel Like) A Natural Woman"   | "(You Make Me Feel Like) A Natural Woman"   | "(You Make Me Feel Like) A Natural Woman"   | "(You Make Me Feel Like) A Natural Woman"   | "(You Make Me Feel Like) A Natural Woman"   | "(You Make Me Feel Like) A Natural Woman"   | "(You Make Me Feel Like) A Natural Woman"   | "(You Make Me Feel Like) A Natural Woman"   | "(You Make Me Feel Like) A Natural Woman"   | "(You Make Me Feel Like) A Natural Woman"   | "(You Make Me Feel Like) A Natural Woman"   | "(You Make Me Feel Like) A Natural Woman"   | "(You Make Me Feel Like) A Natural Woman"   | "(You Make Me Feel Like) A Natural Woman"   | "(You Make Me Feel Like) A Natural Woman"   | "(You Make Me Feel Like) A Natural Woman"   | "(You Make Me Feel Like) A Natural Woman"   | "(You Make Me Feel Like) A Natural Woman"   | "(You Make Me Feel Like) A Natural Woman"   | "(You Make Me Feel Like) A Natural Woman"   | "(You Make Me Feel Like) A Natural Woman"   | "(You Make Me Feel Like) A Natural Woman"   | "(You Make Me Feel Like) A Natural Woman"   | "(You Make Me Feel Like) A Natural Woman"   | "(You Make Me Feel Like) A Natural Woman"   | "(You Make Me Feel Like) A Natural Woman"   | "(You Make Me Feel Like) A Natural Woman"   | "(You Make Me Feel Like) A Natural Woman"   | "(You Make Me Feel Like) A Natural Woman"   | "(You Make Me Feel Like) A Natural Woman"   | "(You Make Me Feel Like) A Natural Woman"   | "(You Make Me Feel Like) A Natural Woman"   | "(You Make Me Feel Like) A Natural Woman"   | "(You Make Me Feel Like) A Natural Woman"   | "(You Make Me Feel Like) A Natural Woman"   | "(You Make Me Feel Like) A Natural Woman"   | "(You Make Me Feel Like) A Natural Woman"   | "(You Make Me Feel Like) A Natural Woman"   | "(You Make Me Feel Like) A Natural Woman"   | "(You Make Me Feel Like) A Natural Woman"   | "(You Make Me Feel Like) A Natural Woman"   | "(You Make Me Feel Like) A Natural Woman"   | "(You Make Me Feel Like) A Natural Woman"   | "(You Make Me Feel Like) A Natural Woman"   | "(You Make Me Feel Like) A Natural Woman"   | "(You Make Me Feel Like) A Natural Woman"   | "(You Make Me Feel Like) A Natural Woman"   | "(You Make Me Feel Like) A Natural Woman"   | "(You Make Me Feel Like) A Natural Woman"   | "(You Make Me Feel Like) A Natural Woman"   | "(You Make Me Feel Like) A Natural Woman"   | "(You Make Me Feel Like) A Natural Woman"   | "(You Make Me Feel Like) A Natural Woman"   | "(You Make Me Feel Like) A Natural Woman"   | "(You Make Me Feel Like) A Natural Woman"   | "(You Make Me Feel Like) A Natural Woman"   | "(You Make Me Feel Like) A Natural Woman"   | "(You Make Me Feel Like) A Natural Woman"   | "(You Make Me Feel Like) A Natural Woman"   | "(You Make Me Feel Like) A Natural Woman"   | "(You Make Me Feel Like) A Natural Woman"   | "(You Make Me Feel Like) A Natural Woman"   | "(You Make Me Feel Like) A Natural Woman"   | "(You Make Me Feel Like) A Natural Woman"   | "(You Make Me Feel Like) A Natural Woman"   | "(You Make Me Feel Like) A Natural Woman"   | "(You Make Me Feel Like) A Natural Woman"   | "(You Make Me Feel Like) A Natural Woman"   | "(You Make Me Feel Like) A Natural Woman"   | "(You Make Me Feel Like) A Natural Woman"   | "(You Make Me Feel Like) A Natural Woman"   | "(You Make Me Feel Like) A Natural Woman"   | "(You Make Me Feel Like) A Natural Woman"   | "(You Make Me Feel Like) A Natural Woman"   | "(You Make Me Feel Like) A Natural Woman"   | "(You Make Me Feel Like) A Natural Woman"   | "(You Make Me Feel Like) A Natural Woman"   | "(You Make Me Feel Like) A Natural Woman"   | "(You Make Me Feel Like) A Natural Woman"   | "(You Make Me Feel Like) A Natural Woman"   | "(You Make Me Feel Like) A Natural Woman"   | "(You Make Me Feel Like) A Natural Woman"   | "(You Make Me Feel Like) A Natural Woman"   | Aretha Franklin      | Aretha Franklin      | Aretha Franklin      | Aretha Franklin      | Aretha Franklin      | Aretha Franklin      | Aretha Franklin      | Aretha Franklin      | Aretha Franklin      | Aretha Franklin      | Aretha Franklin      | Aretha Franklin      | Aretha Franklin      | Aretha Franklin      | Aretha Franklin      | Aretha Franklin      | Aretha Franklin      | Aretha Franklin      | Aretha Franklin      | Aretha Franklin      | Aretha Franklin      | Aretha Franklin      | Aretha Franklin      | Aretha Franklin      | Aretha Franklin      | Aretha Franklin      | Aretha Franklin      | Aretha Franklin      | Aretha Franklin      | Aretha Franklin      | Aretha Franklin      | Aretha Franklin      | Aretha Franklin      | Aretha Franklin      | Aretha Franklin      | Aretha Franklin      | Aretha Franklin      | Aretha Franklin      | Aretha Franklin      | Aretha Franklin      | Aretha Franklin      | Aretha Franklin      | Aretha Franklin      | Aretha Franklin      | Aretha Franklin      | Aretha Franklin      | Aretha Franklin      | Aretha Franklin      | Aretha Franklin      | Aretha Franklin      | Aretha Franklin      | Aretha Franklin      | Aretha Franklin      | Aretha Franklin      | Aretha Franklin      | Aretha Franklin      | Aretha Franklin      | Aretha Franklin      | Aretha Franklin      | Aretha Franklin      | Aretha Franklin      | Aretha Franklin      | Aretha Franklin      | Aretha Franklin      | Aretha Franklin      | Aretha Franklin      | Aretha Franklin      | Aretha Franklin      | Aretha Franklin      | Aretha Franklin      | Aretha Franklin      | Aretha Franklin      | Aretha Franklin      | Aretha Franklin      | Aretha Franklin      | Aretha Franklin      | Aretha Franklin      | Aretha Franklin      | Aretha Franklin      | Aretha Franklin      | Aretha Franklin      | Aretha Franklin      | Aretha Franklin      | Aretha Franklin      | Aretha Franklin      | Aretha Franklin      | Aretha Franklin      | Aretha Franklin      | Aretha Franklin      | Aretha Franklin      | Aretha Franklin      | Aretha Franklin      | Aretha Franklin      | Aretha Franklin      | Aretha Franklin      | Aretha Franklin      | Aretha Franklin      | Aretha Franklin      | Aretha Franklin      | Aretha Franklin      | Awans            | Awans            | Awans            | Awans            | Awans            | Awans            | Awans            | Awans            | Awans            | Awans            | Awans            | Awans            | Awans            | Awans            | Awans            | Awans            | Awans            | Awans            | Awans            | Awans            | Awans            | Awans            | Awans            | Awans            | Awans            | Awans            | Awans            | Awans            | Awans            | Awans            | Awans            | Awans            | Awans            | Awans            | Awans            | Awans            | Awans            | Awans            | Awans            | Awans            | Awans            | Awans            | Awans            | Awans            | Awans            | Awans            | Awans            | Awans            | Awans            | Awans            | Awans            | Awans            | Awans            | Awans            | Awans            | Awans            | Awans            | Awans            | Awans            | Awans            | Awans            | Awans            | Awans            | Awans            | Awans            | Awans            | Awans            | Awans            | Awans            | Awans            | Awans            | Awans            | Awans            | Awans            | Awans            | Awans            | Awans            | Awans            | Awans            | Awans            | Awans            | Awans            | Awans            | Awans            | Awans            | Awans            | Awans            | Awans            | Awans            | Awans            | Awans            | Awans            | Awans            | Awans            | Awans            | Awans            | Awans            | Awans            | Awans            | Awans            |
| Hollywood       | Hollywood       | Hollywood       | Hollywood       | Hollywood       | Hollywood       | Hollywood       | Hollywood       | Hollywood       | Hollywood       | Hollywood       | Hollywood       | Hollywood       | Hollywood       | Hollywood       | Hollywood       | Hollywood       | Hollywood       | Hollywood       | Hollywood       | Hollywood       | Hollywood       | Hollywood       | Hollywood       | Hollywood       | Hollywood       | Hollywood       | Hollywood       | Hollywood       | Hollywood       | Hollywood       | Hollywood       | Hollywood       | Hollywood       | Hollywood       | Hollywood       | Hollywood       | Hollywood       | Hollywood       | Hollywood       | Hollywood       | Hollywood       | Hollywood       | Hollywood       | Hollywood       | Hollywood       | Hollywood       | Hollywood       | Hollywood       | Hollywood       | Hollywood       | Hollywood       | Hollywood       | Hollywood       | Hollywood       | Hollywood       | Hollywood       | Hollywood       | Hollywood       | Hollywood       | Hollywood       | Hollywood       | Hollywood       | Hollywood       | Hollywood       | Hollywood       | Hollywood       | Hollywood       | Hollywood       | Hollywood       | Hollywood       | Hollywood       | Hollywood       | Hollywood       | Hollywood       | Hollywood       | Hollywood       | Hollywood       | Hollywood       | Hollywood       | Hollywood       | Hollywood       | Hollywood       | Hollywood       | Hollywood       | Hollywood       | Hollywood       | Hollywood       | Hollywood       | Hollywood       | Hollywood       | Hollywood       | Hollywood       | Hollywood       | Hollywood       | Hollywood       | Hollywood       | Hollywood       | Hollywood       | Hollywood       | 2 solówki i występ grupowy  | 2 solówki i występ grupowy  | 2 solówki i występ grupowy  | 2 solówki i występ grupowy  | 2 solówki i występ grupowy  | 2 solówki i występ grupowy  | 2 solówki i występ grupowy  | 2 solówki i występ grupowy  | 2 solówki i występ grupowy  | 2 solówki i występ grupowy  | 2 solówki i występ grupowy  | 2 solówki i występ grupowy  | 2 solówki i występ grupowy  | 2 solówki i występ grupowy  | 2 solówki i występ grupowy  | 2 solówki i występ grupowy  | 2 solówki i występ grupowy  | 2 solówki i występ grupowy  | 2 solówki i występ grupowy  | 2 solówki i występ grupowy  | 2 solówki i występ grupowy  | 2 solówki i występ grupowy  | 2 solówki i występ grupowy  | 2 solówki i występ grupowy  | 2 solówki i występ grupowy  | 2 solówki i występ grupowy  | 2 solówki i występ grupowy  | 2 solówki i występ grupowy  | 2 solówki i występ grupowy  | 2 solówki i występ grupowy  | 2 solówki i występ grupowy  | 2 solówki i występ grupowy  | 2 solówki i występ grupowy  | 2 solówki i występ grupowy  | 2 solówki i występ grupowy  | 2 solówki i występ grupowy  | 2 solówki i występ grupowy  | 2 solówki i występ grupowy  | 2 solówki i występ grupowy  | 2 solówki i występ grupowy  | 2 solówki i występ grupowy  | 2 solówki i występ grupowy  | 2 solówki i występ grupowy  | 2 solówki i występ grupowy  | 2 solówki i występ grupowy  | 2 solówki i występ grupowy  | 2 solówki i występ grupowy  | 2 solówki i występ grupowy  | 2 solówki i występ grupowy  | 2 solówki i występ grupowy  | 2 solówki i występ grupowy  | 2 solówki i występ grupowy  | 2 solówki i występ grupowy  | 2 solówki i występ grupowy  | 2 solówki i występ grupowy  | 2 solówki i występ grupowy  | 2 solówki i występ grupowy  | 2 solówki i występ grupowy  | 2 solówki i występ grupowy  | 2 solówki i występ grupowy  | 2 solówki i występ grupowy  | 2 solówki i występ grupowy  | 2 solówki i występ grupowy  | 2 solówki i występ grupowy  | 2 solówki i występ grupowy  | 2 solówki i występ grupowy  | 2 solówki i występ grupowy  | 2 solówki i występ grupowy  | 2 solówki i występ grupowy  | 2 solówki i występ grupowy  | 2 solówki i występ grupowy  | 2 solówki i występ grupowy  | 2 solówki i występ grupowy  | 2 solówki i występ grupowy  | 2 solówki i występ grupowy  | 2 solówki i występ grupowy  | 2 solówki i występ grupowy  | 2 solówki i występ grupowy  | 2 solówki i występ grupowy  | 2 solówki i występ grupowy  | 2 solówki i występ grupowy  | 2 solówki i występ grupowy  | 2 solówki i występ grupowy  | 2 solówki i występ grupowy  | 2 solówki i występ grupowy  | 2 solówki i występ grupowy  | 2 solówki i występ grupowy  | 2 solówki i występ grupowy  | 2 solówki i występ grupowy  | 2 solówki i występ grupowy  | 2 solówki i występ grupowy  | 2 solówki i występ grupowy  | 2 solówki i występ grupowy  | 2 solówki i występ grupowy  | 2 solówki i występ grupowy  | 2 solówki i występ grupowy  | 2 solówki i występ grupowy  | 2 solówki i występ grupowy  | 2 solówki i występ grupowy  | 2 solówki i występ grupowy  | np. "Because of You"                        | np. "Because of You"                        | np. "Because of You"                        | np. "Because of You"                        | np. "Because of You"                        | np. "Because of You"                        | np. "Because of You"                        | np. "Because of You"                        | np. "Because of You"                        | np. "Because of You"                        | np. "Because of You"                        | np. "Because of You"                        | np. "Because of You"                        | np. "Because of You"                        | np. "Because of You"                        | np. "Because of You"                        | np. "Because of You"                        | np. "Because of You"                        | np. "Because of You"                        | np. "Because of You"                        | np. "Because of You"                        | np. "Because of You"                        | np. "Because of You"                        | np. "Because of You"                        | np. "Because of You"                        | np. "Because of You"                        | np. "Because of You"                        | np. "Because of You"                        | np. "Because of You"                        | np. "Because of You"                        | np. "Because of You"                        | np. "Because of You"                        | np. "Because of You"                        | np. "Because of You"                        | np. "Because of You"                        | np. "Because of You"                        | np. "Because of You"                        | np. "Because of You"                        | np. "Because of You"                        | np. "Because of You"                        | np. "Because of You"                        | np. "Because of You"                        | np. "Because of You"                        | np. "Because of You"                        | np. "Because of You"                        | np. "Because of You"                        | np. "Because of You"                        | np. "Because of You"                        | np. "Because of You"                        | np. "Because of You"                        | np. "Because of You"                        | np. "Because of You"                        | np. "Because of You"                        | np. "Because of You"                        | np. "Because of You"                        | np. "Because of You"                        | np. "Because of You"                        | np. "Because of You"                        | np. "Because of You"                        | np. "Because of You"                        | np. "Because of You"                        | np. "Because of You"                        | np. "Because of You"                        | np. "Because of You"                        | np. "Because of You"                        | np. "Because of You"                        | np. "Because of You"                        | np. "Because of You"                        | np. "Because of You"                        | np. "Because of You"                        | np. "Because of You"                        | np. "Because of You"                        | np. "Because of You"                        | np. "Because of You"                        | np. "Because of You"                        | np. "Because of You"                        | np. "Because of You"                        | np. "Because of You"                        | np. "Because of You"                        | np. "Because of You"                        | np. "Because of You"                        | np. "Because of You"                        | np. "Because of You"                        | np. "Because of You"                        | np. "Because of You"                        | np. "Because of You"                        | np. "Because of You"                        | np. "Because of You"                        | np. "Because of You"                        | np. "Because of You"                        | np. "Because of You"                        | np. "Because of You"                        | np. "Because of You"                        | np. "Because of You"                        | np. "Because of You"                        | np. "Because of You"                        | np. "Because of You"                        | np. "Because of You"                        | np. "Because of You"                        | np. "Because of You"                        | Kelly Clarkson       | Kelly Clarkson       | Kelly Clarkson       | Kelly Clarkson       | Kelly Clarkson       | Kelly Clarkson       | Kelly Clarkson       | Kelly Clarkson       | Kelly Clarkson       | Kelly Clarkson       | Kelly Clarkson       | Kelly Clarkson       | Kelly Clarkson       | Kelly Clarkson       | Kelly Clarkson       | Kelly Clarkson       | Kelly Clarkson       | Kelly Clarkson       | Kelly Clarkson       | Kelly Clarkson       | Kelly Clarkson       | Kelly Clarkson       | Kelly Clarkson       | Kelly Clarkson       | Kelly Clarkson       | Kelly Clarkson       | Kelly Clarkson       | Kelly Clarkson       | Kelly Clarkson       | Kelly Clarkson       | Kelly Clarkson       | Kelly Clarkson       | Kelly Clarkson       | Kelly Clarkson       | Kelly Clarkson       | Kelly Clarkson       | Kelly Clarkson       | Kelly Clarkson       | Kelly Clarkson       | Kelly Clarkson       | Kelly Clarkson       | Kelly Clarkson       | Kelly Clarkson       | Kelly Clarkson       | Kelly Clarkson       | Kelly Clarkson       | Kelly Clarkson       | Kelly Clarkson       | Kelly Clarkson       | Kelly Clarkson       | Kelly Clarkson       | Kelly Clarkson       | Kelly Clarkson       | Kelly Clarkson       | Kelly Clarkson       | Kelly Clarkson       | Kelly Clarkson       | Kelly Clarkson       | Kelly Clarkson       | Kelly Clarkson       | Kelly Clarkson       | Kelly Clarkson       | Kelly Clarkson       | Kelly Clarkson       | Kelly Clarkson       | Kelly Clarkson       | Kelly Clarkson       | Kelly Clarkson       | Kelly Clarkson       | Kelly Clarkson       | Kelly Clarkson       | Kelly Clarkson       | Kelly Clarkson       | Kelly Clarkson       | Kelly Clarkson       | Kelly Clarkson       | Kelly Clarkson       | Kelly Clarkson       | Kelly Clarkson       | Kelly Clarkson       | Kelly Clarkson       | Kelly Clarkson       | Kelly Clarkson       | Kelly Clarkson       | Kelly Clarkson       | Kelly Clarkson       | Kelly Clarkson       | Kelly Clarkson       | Kelly Clarkson       | Kelly Clarkson       | Kelly Clarkson       | Kelly Clarkson       | Kelly Clarkson       | Kelly Clarkson       | Kelly Clarkson       | Kelly Clarkson       | Kelly Clarkson       | Kelly Clarkson       | Kelly Clarkson       | Kelly Clarkson       | Awans            | Awans            | Awans            | Awans            | Awans            | Awans            | Awans            | Awans            | Awans            | Awans            | Awans            | Awans            | Awans            | Awans            | Awans            | Awans            | Awans            | Awans            | Awans            | Awans            | Awans            | Awans            | Awans            | Awans            | Awans            | Awans            | Awans            | Awans            | Awans            | Awans            | Awans            | Awans            | Awans            | Awans            | Awans            | Awans            | Awans            | Awans            | Awans            | Awans            | Awans            | Awans            | Awans            | Awans            | Awans            | Awans            | Awans            | Awans            | Awans            | Awans            | Awans            | Awans            | Awans            | Awans            | Awans            | Awans            | Awans            | Awans            | Awans            | Awans            | Awans            | Awans            | Awans            | Awans            | Awans            | Awans            | Awans            | Awans            | Awans            | Awans            | Awans            | Awans            | Awans            | Awans            | Awans            | Awans            | Awans            | Awans            | Awans            | Awans            | Awans            | Awans            | Awans            | Awans            | Awans            | Awans            | Awans            | Awans            | Awans            | Awans            | Awans            | Awans            | Awans            | Awans            | Awans            | Awans            | Awans            | Awans            | Awans            | Awans            |
| Top 36/Grupa 2  | Top 36/Grupa 2  | Top 36/Grupa 2  | Top 36/Grupa 2  | Top 36/Grupa 2  | Top 36/Grupa 2  | Top 36/Grupa 2  | Top 36/Grupa 2  | Top 36/Grupa 2  | Top 36/Grupa 2  | Top 36/Grupa 2  | Top 36/Grupa 2  | Top 36/Grupa 2  | Top 36/Grupa 2  | Top 36/Grupa 2  | Top 36/Grupa 2  | Top 36/Grupa 2  | Top 36/Grupa 2  | Top 36/Grupa 2  | Top 36/Grupa 2  | Top 36/Grupa 2  | Top 36/Grupa 2  | Top 36/Grupa 2  | Top 36/Grupa 2  | Top 36/Grupa 2  | Top 36/Grupa 2  | Top 36/Grupa 2  | Top 36/Grupa 2  | Top 36/Grupa 2  | Top 36/Grupa 2  | Top 36/Grupa 2  | Top 36/Grupa 2  | Top 36/Grupa 2  | Top 36/Grupa 2  | Top 36/Grupa 2  | Top 36/Grupa 2  | Top 36/Grupa 2  | Top 36/Grupa 2  | Top 36/Grupa 2  | Top 36/Grupa 2  | Top 36/Grupa 2  | Top 36/Grupa 2  | Top 36/Grupa 2  | Top 36/Grupa 2  | Top 36/Grupa 2  | Top 36/Grupa 2  | Top 36/Grupa 2  | Top 36/Grupa 2  | Top 36/Grupa 2  | Top 36/Grupa 2  | Top 36/Grupa 2  | Top 36/Grupa 2  | Top 36/Grupa 2  | Top 36/Grupa 2  | Top 36/Grupa 2  | Top 36/Grupa 2  | Top 36/Grupa 2  | Top 36/Grupa 2  | Top 36/Grupa 2  | Top 36/Grupa 2  | Top 36/Grupa 2  | Top 36/Grupa 2  | Top 36/Grupa 2  | Top 36/Grupa 2  | Top 36/Grupa 2  | Top 36/Grupa 2  | Top 36/Grupa 2  | Top 36/Grupa 2  | Top 36/Grupa 2  | Top 36/Grupa 2  | Top 36/Grupa 2  | Top 36/Grupa 2  | Top 36/Grupa 2  | Top 36/Grupa 2  | Top 36/Grupa 2  | Top 36/Grupa 2  | Top 36/Grupa 2  | Top 36/Grupa 2  | Top 36/Grupa 2  | Top 36/Grupa 2  | Top 36/Grupa 2  | Top 36/Grupa 2  | Top 36/Grupa 2  | Top 36/Grupa 2  | Top 36/Grupa 2  | Top 36/Grupa 2  | Top 36/Grupa 2  | Top 36/Grupa 2  | Top 36/Grupa 2  | Top 36/Grupa 2  | Top 36/Grupa 2  | Top 36/Grupa 2  | Top 36/Grupa 2  | Top 36/Grupa 2  | Top 36/Grupa 2  | Top 36/Grupa 2  | Top 36/Grupa 2  | Top 36/Grupa 2  | Top 36/Grupa 2  | Top 36/Grupa 2  | Billboard Hot 100           | Billboard Hot 100           | Billboard Hot 100           | Billboard Hot 100           | Billboard Hot 100           | Billboard Hot 100           | Billboard Hot 100           | Billboard Hot 100           | Billboard Hot 100           | Billboard Hot 100           | Billboard Hot 100           | Billboard Hot 100           | Billboard Hot 100           | Billboard Hot 100           | Billboard Hot 100           | Billboard Hot 100           | Billboard Hot 100           | Billboard Hot 100           | Billboard Hot 100           | Billboard Hot 100           | Billboard Hot 100           | Billboard Hot 100           | Billboard Hot 100           | Billboard Hot 100           | Billboard Hot 100           | Billboard Hot 100           | Billboard Hot 100           | Billboard Hot 100           | Billboard Hot 100           | Billboard Hot 100           | Billboard Hot 100           | Billboard Hot 100           | Billboard Hot 100           | Billboard Hot 100           | Billboard Hot 100           | Billboard Hot 100           | Billboard Hot 100           | Billboard Hot 100           | Billboard Hot 100           | Billboard Hot 100           | Billboard Hot 100           | Billboard Hot 100           | Billboard Hot 100           | Billboard Hot 100           | Billboard Hot 100           | Billboard Hot 100           | Billboard Hot 100           | Billboard Hot 100           | Billboard Hot 100           | Billboard Hot 100           | Billboard Hot 100           | Billboard Hot 100           | Billboard Hot 100           | Billboard Hot 100           | Billboard Hot 100           | Billboard Hot 100           | Billboard Hot 100           | Billboard Hot 100           | Billboard Hot 100           | Billboard Hot 100           | Billboard Hot 100           | Billboard Hot 100           | Billboard Hot 100           | Billboard Hot 100           | Billboard Hot 100           | Billboard Hot 100           | Billboard Hot 100           | Billboard Hot 100           | Billboard Hot 100           | Billboard Hot 100           | Billboard Hot 100           | Billboard Hot 100           | Billboard Hot 100           | Billboard Hot 100           | Billboard Hot 100           | Billboard Hot 100           | Billboard Hot 100           | Billboard Hot 100           | Billboard Hot 100           | Billboard Hot 100           | Billboard Hot 100           | Billboard Hot 100           | Billboard Hot 100           | Billboard Hot 100           | Billboard Hot 100           | Billboard Hot 100           | Billboard Hot 100           | Billboard Hot 100           | Billboard Hot 100           | Billboard Hot 100           | Billboard Hot 100           | Billboard Hot 100           | Billboard Hot 100           | Billboard Hot 100           | Billboard Hot 100           | Billboard Hot 100           | Billboard Hot 100           | Billboard Hot 100           | Billboard Hot 100           | Billboard Hot 100           | "Alone"                                     | "Alone"                                     | "Alone"                                     | "Alone"                                     | "Alone"                                     | "Alone"                                     | "Alone"                                     | "Alone"                                     | "Alone"                                     | "Alone"                                     | "Alone"                                     | "Alone"                                     | "Alone"                                     | "Alone"                                     | "Alone"                                     | "Alone"                                     | "Alone"                                     | "Alone"                                     | "Alone"                                     | "Alone"                                     | "Alone"                                     | "Alone"                                     | "Alone"                                     | "Alone"                                     | "Alone"                                     | "Alone"                                     | "Alone"                                     | "Alone"                                     | "Alone"                                     | "Alone"                                     | "Alone"                                     | "Alone"                                     | "Alone"                                     | "Alone"                                     | "Alone"                                     | "Alone"                                     | "Alone"                                     | "Alone"                                     | "Alone"                                     | "Alone"                                     | "Alone"                                     | "Alone"                                     | "Alone"                                     | "Alone"                                     | "Alone"                                     | "Alone"                                     | "Alone"                                     | "Alone"                                     | "Alone"                                     | "Alone"                                     | "Alone"                                     | "Alone"                                     | "Alone"                                     | "Alone"                                     | "Alone"                                     | "Alone"                                     | "Alone"                                     | "Alone"                                     | "Alone"                                     | "Alone"                                     | "Alone"                                     | "Alone"                                     | "Alone"                                     | "Alone"                                     | "Alone"                                     | "Alone"                                     | "Alone"                                     | "Alone"                                     | "Alone"                                     | "Alone"                                     | "Alone"                                     | "Alone"                                     | "Alone"                                     | "Alone"                                     | "Alone"                                     | "Alone"                                     | "Alone"                                     | "Alone"                                     | "Alone"                                     | "Alone"                                     | "Alone"                                     | "Alone"                                     | "Alone"                                     | "Alone"                                     | "Alone"                                     | "Alone"                                     | "Alone"                                     | "Alone"                                     | "Alone"                                     | "Alone"                                     | "Alone"                                     | "Alone"                                     | "Alone"                                     | "Alone"                                     | "Alone"                                     | "Alone"                                     | "Alone"                                     | "Alone"                                     | "Alone"                                     | "Alone"                                     | Heart                | Heart                | Heart                | Heart                | Heart                | Heart                | Heart                | Heart                | Heart                | Heart                | Heart                | Heart                | Heart                | Heart                | Heart                | Heart                | Heart                | Heart                | Heart                | Heart                | Heart                | Heart                | Heart                | Heart                | Heart                | Heart                | Heart                | Heart                | Heart                | Heart                | Heart                | Heart                | Heart                | Heart                | Heart                | Heart                | Heart                | Heart                | Heart                | Heart                | Heart                | Heart                | Heart                | Heart                | Heart                | Heart                | Heart                | Heart                | Heart                | Heart                | Heart                | Heart                | Heart                | Heart                | Heart                | Heart                | Heart                | Heart                | Heart                | Heart                | Heart                | Heart                | Heart                | Heart                | Heart                | Heart                | Heart                | Heart                | Heart                | Heart                | Heart                | Heart                | Heart                | Heart                | Heart                | Heart                | Heart                | Heart                | Heart                | Heart                | Heart                | Heart                | Heart                | Heart                | Heart                | Heart                | Heart                | Heart                | Heart                | Heart                | Heart                | Heart                | Heart                | Heart                | Heart                | Heart                | Heart                | Heart                | Heart                | Heart                | Awans            | Awans            | Awans            | Awans            | Awans            | Awans            | Awans            | Awans            | Awans            | Awans            | Awans            | Awans            | Awans            | Awans            | Awans            | Awans            | Awans            | Awans            | Awans            | Awans            | Awans            | Awans            | Awans            | Awans            | Awans            | Awans            | Awans            | Awans            | Awans            | Awans            | Awans            | Awans            | Awans            | Awans            | Awans            | Awans            | Awans            | Awans            | Awans            | Awans            | Awans            | Awans            | Awans            | Awans            | Awans            | Awans            | Awans            | Awans            | Awans            | Awans            | Awans            | Awans            | Awans            | Awans            | Awans            | Awans            | Awans            | Awans            | Awans            | Awans            | Awans            | Awans            | Awans            | Awans            | Awans            | Awans            | Awans            | Awans            | Awans            | Awans            | Awans            | Awans            | Awans            | Awans            | Awans            | Awans            | Awans            | Awans            | Awans            | Awans            | Awans            | Awans            | Awans            | Awans            | Awans            | Awans            | Awans            | Awans            | Awans            | Awans            | Awans            | Awans            | Awans            | Awans            | Awans            | Awans            | Awans            | Awans            | Awans            | Awans            |
| Top 13          | Top 13          | Top 13          | Top 13          | Top 13          | Top 13          | Top 13          | Top 13          | Top 13          | Top 13          | Top 13          | Top 13          | Top 13          | Top 13          | Top 13          | Top 13          | Top 13          | Top 13          | Top 13          | Top 13          | Top 13          | Top 13          | Top 13          | Top 13          | Top 13          | Top 13          | Top 13          | Top 13          | Top 13          | Top 13          | Top 13          | Top 13          | Top 13          | Top 13          | Top 13          | Top 13          | Top 13          | Top 13          | Top 13          | Top 13          | Top 13          | Top 13          | Top 13          | Top 13          | Top 13          | Top 13          | Top 13          | Top 13          | Top 13          | Top 13          | Top 13          | Top 13          | Top 13          | Top 13          | Top 13          | Top 13          | Top 13          | Top 13          | Top 13          | Top 13          | Top 13          | Top 13          | Top 13          | Top 13          | Top 13          | Top 13          | Top 13          | Top 13          | Top 13          | Top 13          | Top 13          | Top 13          | Top 13          | Top 13          | Top 13          | Top 13          | Top 13          | Top 13          | Top 13          | Top 13          | Top 13          | Top 13          | Top 13          | Top 13          | Top 13          | Top 13          | Top 13          | Top 13          | Top 13          | Top 13          | Top 13          | Top 13          | Top 13          | Top 13          | Top 13          | Top 13          | Top 13          | Top 13          | Top 13          | Top 13          | Michael Jackson             | Michael Jackson             | Michael Jackson             | Michael Jackson             | Michael Jackson             | Michael Jackson             | Michael Jackson             | Michael Jackson             | Michael Jackson             | Michael Jackson             | Michael Jackson             | Michael Jackson             | Michael Jackson             | Michael Jackson             | Michael Jackson             | Michael Jackson             | Michael Jackson             | Michael Jackson             | Michael Jackson             | Michael Jackson             | Michael Jackson             | Michael Jackson             | Michael Jackson             | Michael Jackson             | Michael Jackson             | Michael Jackson             | Michael Jackson             | Michael Jackson             | Michael Jackson             | Michael Jackson             | Michael Jackson             | Michael Jackson             | Michael Jackson             | Michael Jackson             | Michael Jackson             | Michael Jackson             | Michael Jackson             | Michael Jackson             | Michael Jackson             | Michael Jackson             | Michael Jackson             | Michael Jackson             | Michael Jackson             | Michael Jackson             | Michael Jackson             | Michael Jackson             | Michael Jackson             | Michael Jackson             | Michael Jackson             | Michael Jackson             | Michael Jackson             | Michael Jackson             | Michael Jackson             | Michael Jackson             | Michael Jackson             | Michael Jackson             | Michael Jackson             | Michael Jackson             | Michael Jackson             | Michael Jackson             | Michael Jackson             | Michael Jackson             | Michael Jackson             | Michael Jackson             | Michael Jackson             | Michael Jackson             | Michael Jackson             | Michael Jackson             | Michael Jackson             | Michael Jackson             | Michael Jackson             | Michael Jackson             | Michael Jackson             | Michael Jackson             | Michael Jackson             | Michael Jackson             | Michael Jackson             | Michael Jackson             | Michael Jackson             | Michael Jackson             | Michael Jackson             | Michael Jackson             | Michael Jackson             | Michael Jackson             | Michael Jackson             | Michael Jackson             | Michael Jackson             | Michael Jackson             | Michael Jackson             | Michael Jackson             | Michael Jackson             | Michael Jackson             | Michael Jackson             | Michael Jackson             | Michael Jackson             | Michael Jackson             | Michael Jackson             | Michael Jackson             | Michael Jackson             | Michael Jackson             | "Give In to Me"                             | "Give In to Me"                             | "Give In to Me"                             | "Give In to Me"                             | "Give In to Me"                             | "Give In to Me"                             | "Give In to Me"                             | "Give In to Me"                             | "Give In to Me"                             | "Give In to Me"                             | "Give In to Me"                             | "Give In to Me"                             | "Give In to Me"                             | "Give In to Me"                             | "Give In to Me"                             | "Give In to Me"                             | "Give In to Me"                             | "Give In to Me"                             | "Give In to Me"                             | "Give In to Me"                             | "Give In to Me"                             | "Give In to Me"                             | "Give In to Me"                             | "Give In to Me"                             | "Give In to Me"                             | "Give In to Me"                             | "Give In to Me"                             | "Give In to Me"                             | "Give In to Me"                             | "Give In to Me"                             | "Give In to Me"                             | "Give In to Me"                             | "Give In to Me"                             | "Give In to Me"                             | "Give In to Me"                             | "Give In to Me"                             | "Give In to Me"                             | "Give In to Me"                             | "Give In to Me"                             | "Give In to Me"                             | "Give In to Me"                             | "Give In to Me"                             | "Give In to Me"                             | "Give In to Me"                             | "Give In to Me"                             | "Give In to Me"                             | "Give In to Me"                             | "Give In to Me"                             | "Give In to Me"                             | "Give In to Me"                             | "Give In to Me"                             | "Give In to Me"                             | "Give In to Me"                             | "Give In to Me"                             | "Give In to Me"                             | "Give In to Me"                             | "Give In to Me"                             | "Give In to Me"                             | "Give In to Me"                             | "Give In to Me"                             | "Give In to Me"                             | "Give In to Me"                             | "Give In to Me"                             | "Give In to Me"                             | "Give In to Me"                             | "Give In to Me"                             | "Give In to Me"                             | "Give In to Me"                             | "Give In to Me"                             | "Give In to Me"                             | "Give In to Me"                             | "Give In to Me"                             | "Give In to Me"                             | "Give In to Me"                             | "Give In to Me"                             | "Give In to Me"                             | "Give In to Me"                             | "Give In to Me"                             | "Give In to Me"                             | "Give In to Me"                             | "Give In to Me"                             | "Give In to Me"                             | "Give In to Me"                             | "Give In to Me"                             | "Give In to Me"                             | "Give In to Me"                             | "Give In to Me"                             | "Give In to Me"                             | "Give In to Me"                             | "Give In to Me"                             | "Give In to Me"                             | "Give In to Me"                             | "Give In to Me"                             | "Give In to Me"                             | "Give In to Me"                             | "Give In to Me"                             | "Give In to Me"                             | "Give In to Me"                             | "Give In to Me"                             | "Give In to Me"                             | Michael Jackson      | Michael Jackson      | Michael Jackson      | Michael Jackson      | Michael Jackson      | Michael Jackson      | Michael Jackson      | Michael Jackson      | Michael Jackson      | Michael Jackson      | Michael Jackson      | Michael Jackson      | Michael Jackson      | Michael Jackson      | Michael Jackson      | Michael Jackson      | Michael Jackson      | Michael Jackson      | Michael Jackson      | Michael Jackson      | Michael Jackson      | Michael Jackson      | Michael Jackson      | Michael Jackson      | Michael Jackson      | Michael Jackson      | Michael Jackson      | Michael Jackson      | Michael Jackson      | Michael Jackson      | Michael Jackson      | Michael Jackson      | Michael Jackson      | Michael Jackson      | Michael Jackson      | Michael Jackson      | Michael Jackson      | Michael Jackson      | Michael Jackson      | Michael Jackson      | Michael Jackson      | Michael Jackson      | Michael Jackson      | Michael Jackson      | Michael Jackson      | Michael Jackson      | Michael Jackson      | Michael Jackson      | Michael Jackson      | Michael Jackson      | Michael Jackson      | Michael Jackson      | Michael Jackson      | Michael Jackson      | Michael Jackson      | Michael Jackson      | Michael Jackson      | Michael Jackson      | Michael Jackson      | Michael Jackson      | Michael Jackson      | Michael Jackson      | Michael Jackson      | Michael Jackson      | Michael Jackson      | Michael Jackson      | Michael Jackson      | Michael Jackson      | Michael Jackson      | Michael Jackson      | Michael Jackson      | Michael Jackson      | Michael Jackson      | Michael Jackson      | Michael Jackson      | Michael Jackson      | Michael Jackson      | Michael Jackson      | Michael Jackson      | Michael Jackson      | Michael Jackson      | Michael Jackson      | Michael Jackson      | Michael Jackson      | Michael Jackson      | Michael Jackson      | Michael Jackson      | Michael Jackson      | Michael Jackson      | Michael Jackson      | Michael Jackson      | Michael Jackson      | Michael Jackson      | Michael Jackson      | Michael Jackson      | Michael Jackson      | Michael Jackson      | Michael Jackson      | Michael Jackson      | Michael Jackson      | Awans            | Awans            | Awans            | Awans            | Awans            | Awans            | Awans            | Awans            | Awans            | Awans            | Awans            | Awans            | Awans            | Awans            | Awans            | Awans            | Awans            | Awans            | Awans            | Awans            | Awans            | Awans            | Awans            | Awans            | Awans            | Awans            | Awans            | Awans            | Awans            | Awans            | Awans            | Awans            | Awans            | Awans            | Awans            | Awans            | Awans            | Awans            | Awans            | Awans            | Awans            | Awans            | Awans            | Awans            | Awans            | Awans            | Awans            | Awans            | Awans            | Awans            | Awans            | Awans            | Awans            | Awans            | Awans            | Awans            | Awans            | Awans            | Awans            | Awans            | Awans            | Awans            | Awans            | Awans            | Awans            | Awans            | Awans            | Awans            | Awans            | Awans            | Awans            | Awans            | Awans            | Awans            | Awans            | Awans            | Awans            | Awans            | Awans            | Awans            | Awans            | Awans            | Awans            | Awans            | Awans            | Awans            | Awans            | Awans            | Awans            | Awans            | Awans            | Awans            | Awans            | Awans            | Awans            | Awans            | Awans            | Awans            | Awans            | Awans            |
| Top 11          | Top 11          | Top 11          | Top 11          | Top 11          | Top 11          | Top 11          | Top 11          | Top 11          | Top 11          | Top 11          | Top 11          | Top 11          | Top 11          | Top 11          | Top 11          | Top 11          | Top 11          | Top 11          | Top 11          | Top 11          | Top 11          | Top 11          | Top 11          | Top 11          | Top 11          | Top 11          | Top 11          | Top 11          | Top 11          | Top 11          | Top 11          | Top 11          | Top 11          | Top 11          | Top 11          | Top 11          | Top 11          | Top 11          | Top 11          | Top 11          | Top 11          | Top 11          | Top 11          | Top 11          | Top 11          | Top 11          | Top 11          | Top 11          | Top 11          | Top 11          | Top 11          | Top 11          | Top 11          | Top 11          | Top 11          | Top 11          | Top 11          | Top 11          | Top 11          | Top 11          | Top 11          | Top 11          | Top 11          | Top 11          | Top 11          | Top 11          | Top 11          | Top 11          | Top 11          | Top 11          | Top 11          | Top 11          | Top 11          | Top 11          | Top 11          | Top 11          | Top 11          | Top 11          | Top 11          | Top 11          | Top 11          | Top 11          | Top 11          | Top 11          | Top 11          | Top 11          | Top 11          | Top 11          | Top 11          | Top 11          | Top 11          | Top 11          | Top 11          | Top 11          | Top 11          | Top 11          | Top 11          | Top 11          | Top 11          | Grand Ole Opry              | Grand Ole Opry              | Grand Ole Opry              | Grand Ole Opry              | Grand Ole Opry              | Grand Ole Opry              | Grand Ole Opry              | Grand Ole Opry              | Grand Ole Opry              | Grand Ole Opry              | Grand Ole Opry              | Grand Ole Opry              | Grand Ole Opry              | Grand Ole Opry              | Grand Ole Opry              | Grand Ole Opry              | Grand Ole Opry              | Grand Ole Opry              | Grand Ole Opry              | Grand Ole Opry              | Grand Ole Opry              | Grand Ole Opry              | Grand Ole Opry              | Grand Ole Opry              | Grand Ole Opry              | Grand Ole Opry              | Grand Ole Opry              | Grand Ole Opry              | Grand Ole Opry              | Grand Ole Opry              | Grand Ole Opry              | Grand Ole Opry              | Grand Ole Opry              | Grand Ole Opry              | Grand Ole Opry              | Grand Ole Opry              | Grand Ole Opry              | Grand Ole Opry              | Grand Ole Opry              | Grand Ole Opry              | Grand Ole Opry              | Grand Ole Opry              | Grand Ole Opry              | Grand Ole Opry              | Grand Ole Opry              | Grand Ole Opry              | Grand Ole Opry              | Grand Ole Opry              | Grand Ole Opry              | Grand Ole Opry              | Grand Ole Opry              | Grand Ole Opry              | Grand Ole Opry              | Grand Ole Opry              | Grand Ole Opry              | Grand Ole Opry              | Grand Ole Opry              | Grand Ole Opry              | Grand Ole Opry              | Grand Ole Opry              | Grand Ole Opry              | Grand Ole Opry              | Grand Ole Opry              | Grand Ole Opry              | Grand Ole Opry              | Grand Ole Opry              | Grand Ole Opry              | Grand Ole Opry              | Grand Ole Opry              | Grand Ole Opry              | Grand Ole Opry              | Grand Ole Opry              | Grand Ole Opry              | Grand Ole Opry              | Grand Ole Opry              | Grand Ole Opry              | Grand Ole Opry              | Grand Ole Opry              | Grand Ole Opry              | Grand Ole Opry              | Grand Ole Opry              | Grand Ole Opry              | Grand Ole Opry              | Grand Ole Opry              | Grand Ole Opry              | Grand Ole Opry              | Grand Ole Opry              | Grand Ole Opry              | Grand Ole Opry              | Grand Ole Opry              | Grand Ole Opry              | Grand Ole Opry              | Grand Ole Opry              | Grand Ole Opry              | Grand Ole Opry              | Grand Ole Opry              | Grand Ole Opry              | Grand Ole Opry              | Grand Ole Opry              | Grand Ole Opry              | "Blame It on Your Heart"                    | "Blame It on Your Heart"                    | "Blame It on Your Heart"                    | "Blame It on Your Heart"                    | "Blame It on Your Heart"                    | "Blame It on Your Heart"                    | "Blame It on Your Heart"                    | "Blame It on Your Heart"                    | "Blame It on Your Heart"                    | "Blame It on Your Heart"                    | "Blame It on Your Heart"                    | "Blame It on Your Heart"                    | "Blame It on Your Heart"                    | "Blame It on Your Heart"                    | "Blame It on Your Heart"                    | "Blame It on Your Heart"                    | "Blame It on Your Heart"                    | "Blame It on Your Heart"                    | "Blame It on Your Heart"                    | "Blame It on Your Heart"                    | "Blame It on Your Heart"                    | "Blame It on Your Heart"                    | "Blame It on Your Heart"                    | "Blame It on Your Heart"                    | "Blame It on Your Heart"                    | "Blame It on Your Heart"                    | "Blame It on Your Heart"                    | "Blame It on Your Heart"                    | "Blame It on Your Heart"                    | "Blame It on Your Heart"                    | "Blame It on Your Heart"                    | "Blame It on Your Heart"                    | "Blame It on Your Heart"                    | "Blame It on Your Heart"                    | "Blame It on Your Heart"                    | "Blame It on Your Heart"                    | "Blame It on Your Heart"                    | "Blame It on Your Heart"                    | "Blame It on Your Heart"                    | "Blame It on Your Heart"                    | "Blame It on Your Heart"                    | "Blame It on Your Heart"                    | "Blame It on Your Heart"                    | "Blame It on Your Heart"                    | "Blame It on Your Heart"                    | "Blame It on Your Heart"                    | "Blame It on Your Heart"                    | "Blame It on Your Heart"                    | "Blame It on Your Heart"                    | "Blame It on Your Heart"                    | "Blame It on Your Heart"                    | "Blame It on Your Heart"                    | "Blame It on Your Heart"                    | "Blame It on Your Heart"                    | "Blame It on Your Heart"                    | "Blame It on Your Heart"                    | "Blame It on Your Heart"                    | "Blame It on Your Heart"                    | "Blame It on Your Heart"                    | "Blame It on Your Heart"                    | "Blame It on Your Heart"                    | "Blame It on Your Heart"                    | "Blame It on Your Heart"                    | "Blame It on Your Heart"                    | "Blame It on Your Heart"                    | "Blame It on Your Heart"                    | "Blame It on Your Heart"                    | "Blame It on Your Heart"                    | "Blame It on Your Heart"                    | "Blame It on Your Heart"                    | "Blame It on Your Heart"                    | "Blame It on Your Heart"                    | "Blame It on Your Heart"                    | "Blame It on Your Heart"                    | "Blame It on Your Heart"                    | "Blame It on Your Heart"                    | "Blame It on Your Heart"                    | "Blame It on Your Heart"                    | "Blame It on Your Heart"                    | "Blame It on Your Heart"                    | "Blame It on Your Heart"                    | "Blame It on Your Heart"                    | "Blame It on Your Heart"                    | "Blame It on Your Heart"                    | "Blame It on Your Heart"                    | "Blame It on Your Heart"                    | "Blame It on Your Heart"                    | "Blame It on Your Heart"                    | "Blame It on Your Heart"                    | "Blame It on Your Heart"                    | "Blame It on Your Heart"                    | "Blame It on Your Heart"                    | "Blame It on Your Heart"                    | "Blame It on Your Heart"                    | "Blame It on Your Heart"                    | "Blame It on Your Heart"                    | "Blame It on Your Heart"                    | "Blame It on Your Heart"                    | "Blame It on Your Heart"                    | "Blame It on Your Heart"                    | Patty Loveless       | Patty Loveless       | Patty Loveless       | Patty Loveless       | Patty Loveless       | Patty Loveless       | Patty Loveless       | Patty Loveless       | Patty Loveless       | Patty Loveless       | Patty Loveless       | Patty Loveless       | Patty Loveless       | Patty Loveless       | Patty Loveless       | Patty Loveless       | Patty Loveless       | Patty Loveless       | Patty Loveless       | Patty Loveless       | Patty Loveless       | Patty Loveless       | Patty Loveless       | Patty Loveless       | Patty Loveless       | Patty Loveless       | Patty Loveless       | Patty Loveless       | Patty Loveless       | Patty Loveless       | Patty Loveless       | Patty Loveless       | Patty Loveless       | Patty Loveless       | Patty Loveless       | Patty Loveless       | Patty Loveless       | Patty Loveless       | Patty Loveless       | Patty Loveless       | Patty Loveless       | Patty Loveless       | Patty Loveless       | Patty Loveless       | Patty Loveless       | Patty Loveless       | Patty Loveless       | Patty Loveless       | Patty Loveless       | Patty Loveless       | Patty Loveless       | Patty Loveless       | Patty Loveless       | Patty Loveless       | Patty Loveless       | Patty Loveless       | Patty Loveless       | Patty Loveless       | Patty Loveless       | Patty Loveless       | Patty Loveless       | Patty Loveless       | Patty Loveless       | Patty Loveless       | Patty Loveless       | Patty Loveless       | Patty Loveless       | Patty Loveless       | Patty Loveless       | Patty Loveless       | Patty Loveless       | Patty Loveless       | Patty Loveless       | Patty Loveless       | Patty Loveless       | Patty Loveless       | Patty Loveless       | Patty Loveless       | Patty Loveless       | Patty Loveless       | Patty Loveless       | Patty Loveless       | Patty Loveless       | Patty Loveless       | Patty Loveless       | Patty Loveless       | Patty Loveless       | Patty Loveless       | Patty Loveless       | Patty Loveless       | Patty Loveless       | Patty Loveless       | Patty Loveless       | Patty Loveless       | Patty Loveless       | Patty Loveless       | Patty Loveless       | Patty Loveless       | Patty Loveless       | Patty Loveless       | Zagrożona, awans | Zagrożona, awans | Zagrożona, awans | Zagrożona, awans | Zagrożona, awans | Zagrożona, awans | Zagrożona, awans | Zagrożona, awans | Zagrożona, awans | Zagrożona, awans | Zagrożona, awans | Zagrożona, awans | Zagrożona, awans | Zagrożona, awans | Zagrożona, awans | Zagrożona, awans | Zagrożona, awans | Zagrożona, awans | Zagrożona, awans | Zagrożona, awans | Zagrożona, awans | Zagrożona, awans | Zagrożona, awans | Zagrożona, awans | Zagrożona, awans | Zagrożona, awans | Zagrożona, awans | Zagrożona, awans | Zagrożona, awans | Zagrożona, awans | Zagrożona, awans | Zagrożona, awans | Zagrożona, awans | Zagrożona, awans | Zagrożona, awans | Zagrożona, awans | Zagrożona, awans | Zagrożona, awans | Zagrożona, awans | Zagrożona, awans | Zagrożona, awans | Zagrożona, awans | Zagrożona, awans | Zagrożona, awans | Zagrożona, awans | Zagrożona, awans | Zagrożona, awans | Zagrożona, awans | Zagrożona, awans | Zagrożona, awans | Zagrożona, awans | Zagrożona, awans | Zagrożona, awans | Zagrożona, awans | Zagrożona, awans | Zagrożona, awans | Zagrożona, awans | Zagrożona, awans | Zagrożona, awans | Zagrożona, awans | Zagrożona, awans | Zagrożona, awans | Zagrożona, awans | Zagrożona, awans | Zagrożona, awans | Zagrożona, awans | Zagrożona, awans | Zagrożona, awans | Zagrożona, awans | Zagrożona, awans | Zagrożona, awans | Zagrożona, awans | Zagrożona, awans | Zagrożona, awans | Zagrożona, awans | Zagrożona, awans | Zagrożona, awans | Zagrożona, awans | Zagrożona, awans | Zagrożona, awans | Zagrożona, awans | Zagrożona, awans | Zagrożona, awans | Zagrożona, awans | Zagrożona, awans | Zagrożona, awans | Zagrożona, awans | Zagrożona, awans | Zagrożona, awans | Zagrożona, awans | Zagrożona, awans | Zagrożona, awans | Zagrożona, awans | Zagrożona, awans | Zagrożona, awans | Zagrożona, awans | Zagrożona, awans | Zagrożona, awans | Zagrożona, awans | Zagrożona, awans |
| Top 10          | Top 10          | Top 10          | Top 10          | Top 10          | Top 10          | Top 10          | Top 10          | Top 10          | Top 10          | Top 10          | Top 10          | Top 10          | Top 10          | Top 10          | Top 10          | Top 10          | Top 10          | Top 10          | Top 10          | Top 10          | Top 10          | Top 10          | Top 10          | Top 10          | Top 10          | Top 10          | Top 10          | Top 10          | Top 10          | Top 10          | Top 10          | Top 10          | Top 10          | Top 10          | Top 10          | Top 10          | Top 10          | Top 10          | Top 10          | Top 10          | Top 10          | Top 10          | Top 10          | Top 10          | Top 10          | Top 10          | Top 10          | Top 10          | Top 10          | Top 10          | Top 10          | Top 10          | Top 10          | Top 10          | Top 10          | Top 10          | Top 10          | Top 10          | Top 10          | Top 10          | Top 10          | Top 10          | Top 10          | Top 10          | Top 10          | Top 10          | Top 10          | Top 10          | Top 10          | Top 10          | Top 10          | Top 10          | Top 10          | Top 10          | Top 10          | Top 10          | Top 10          | Top 10          | Top 10          | Top 10          | Top 10          | Top 10          | Top 10          | Top 10          | Top 10          | Top 10          | Top 10          | Top 10          | Top 10          | Top 10          | Top 10          | Top 10          | Top 10          | Top 10          | Top 10          | Top 10          | Top 10          | Top 10          | Top 10          | Motown                      | Motown                      | Motown                      | Motown                      | Motown                      | Motown                      | Motown                      | Motown                      | Motown                      | Motown                      | Motown                      | Motown                      | Motown                      | Motown                      | Motown                      | Motown                      | Motown                      | Motown                      | Motown                      | Motown                      | Motown                      | Motown                      | Motown                      | Motown                      | Motown                      | Motown                      | Motown                      | Motown                      | Motown                      | Motown                      | Motown                      | Motown                      | Motown                      | Motown                      | Motown                      | Motown                      | Motown                      | Motown                      | Motown                      | Motown                      | Motown                      | Motown                      | Motown                      | Motown                      | Motown                      | Motown                      | Motown                      | Motown                      | Motown                      | Motown                      | Motown                      | Motown                      | Motown                      | Motown                      | Motown                      | Motown                      | Motown                      | Motown                      | Motown                      | Motown                      | Motown                      | Motown                      | Motown                      | Motown                      | Motown                      | Motown                      | Motown                      | Motown                      | Motown                      | Motown                      | Motown                      | Motown                      | Motown                      | Motown                      | Motown                      | Motown                      | Motown                      | Motown                      | Motown                      | Motown                      | Motown                      | Motown                      | Motown                      | Motown                      | Motown                      | Motown                      | Motown                      | Motown                      | Motown                      | Motown                      | Motown                      | Motown                      | Motown                      | Motown                      | Motown                      | Motown                      | Motown                      | Motown                      | Motown                      | Motown                      | "Papa Was a Rollin’ Stone"                  | "Papa Was a Rollin’ Stone"                  | "Papa Was a Rollin’ Stone"                  | "Papa Was a Rollin’ Stone"                  | "Papa Was a Rollin’ Stone"                  | "Papa Was a Rollin’ Stone"                  | "Papa Was a Rollin’ Stone"                  | "Papa Was a Rollin’ Stone"                  | "Papa Was a Rollin’ Stone"                  | "Papa Was a Rollin’ Stone"                  | "Papa Was a Rollin’ Stone"                  | "Papa Was a Rollin’ Stone"                  | "Papa Was a Rollin’ Stone"                  | "Papa Was a Rollin’ Stone"                  | "Papa Was a Rollin’ Stone"                  | "Papa Was a Rollin’ Stone"                  | "Papa Was a Rollin’ Stone"                  | "Papa Was a Rollin’ Stone"                  | "Papa Was a Rollin’ Stone"                  | "Papa Was a Rollin’ Stone"                  | "Papa Was a Rollin’ Stone"                  | "Papa Was a Rollin’ Stone"                  | "Papa Was a Rollin’ Stone"                  | "Papa Was a Rollin’ Stone"                  | "Papa Was a Rollin’ Stone"                  | "Papa Was a Rollin’ Stone"                  | "Papa Was a Rollin’ Stone"                  | "Papa Was a Rollin’ Stone"                  | "Papa Was a Rollin’ Stone"                  | "Papa Was a Rollin’ Stone"                  | "Papa Was a Rollin’ Stone"                  | "Papa Was a Rollin’ Stone"                  | "Papa Was a Rollin’ Stone"                  | "Papa Was a Rollin’ Stone"                  | "Papa Was a Rollin’ Stone"                  | "Papa Was a Rollin’ Stone"                  | "Papa Was a Rollin’ Stone"                  | "Papa Was a Rollin’ Stone"                  | "Papa Was a Rollin’ Stone"                  | "Papa Was a Rollin’ Stone"                  | "Papa Was a Rollin’ Stone"                  | "Papa Was a Rollin’ Stone"                  | "Papa Was a Rollin’ Stone"                  | "Papa Was a Rollin’ Stone"                  | "Papa Was a Rollin’ Stone"                  | "Papa Was a Rollin’ Stone"                  | "Papa Was a Rollin’ Stone"                  | "Papa Was a Rollin’ Stone"                  | "Papa Was a Rollin’ Stone"                  | "Papa Was a Rollin’ Stone"                  | "Papa Was a Rollin’ Stone"                  | "Papa Was a Rollin’ Stone"                  | "Papa Was a Rollin’ Stone"                  | "Papa Was a Rollin’ Stone"                  | "Papa Was a Rollin’ Stone"                  | "Papa Was a Rollin’ Stone"                  | "Papa Was a Rollin’ Stone"                  | "Papa Was a Rollin’ Stone"                  | "Papa Was a Rollin’ Stone"                  | "Papa Was a Rollin’ Stone"                  | "Papa Was a Rollin’ Stone"                  | "Papa Was a Rollin’ Stone"                  | "Papa Was a Rollin’ Stone"                  | "Papa Was a Rollin’ Stone"                  | "Papa Was a Rollin’ Stone"                  | "Papa Was a Rollin’ Stone"                  | "Papa Was a Rollin’ Stone"                  | "Papa Was a Rollin’ Stone"                  | "Papa Was a Rollin’ Stone"                  | "Papa Was a Rollin’ Stone"                  | "Papa Was a Rollin’ Stone"                  | "Papa Was a Rollin’ Stone"                  | "Papa Was a Rollin’ Stone"                  | "Papa Was a Rollin’ Stone"                  | "Papa Was a Rollin’ Stone"                  | "Papa Was a Rollin’ Stone"                  | "Papa Was a Rollin’ Stone"                  | "Papa Was a Rollin’ Stone"                  | "Papa Was a Rollin’ Stone"                  | "Papa Was a Rollin’ Stone"                  | "Papa Was a Rollin’ Stone"                  | "Papa Was a Rollin’ Stone"                  | "Papa Was a Rollin’ Stone"                  | "Papa Was a Rollin’ Stone"                  | "Papa Was a Rollin’ Stone"                  | "Papa Was a Rollin’ Stone"                  | "Papa Was a Rollin’ Stone"                  | "Papa Was a Rollin’ Stone"                  | "Papa Was a Rollin’ Stone"                  | "Papa Was a Rollin’ Stone"                  | "Papa Was a Rollin’ Stone"                  | "Papa Was a Rollin’ Stone"                  | "Papa Was a Rollin’ Stone"                  | "Papa Was a Rollin’ Stone"                  | "Papa Was a Rollin’ Stone"                  | "Papa Was a Rollin’ Stone"                  | "Papa Was a Rollin’ Stone"                  | "Papa Was a Rollin’ Stone"                  | "Papa Was a Rollin’ Stone"                  | "Papa Was a Rollin’ Stone"                  | The Temptations      | The Temptations      | The Temptations      | The Temptations      | The Temptations      | The Temptations      | The Temptations      | The Temptations      | The Temptations      | The Temptations      | The Temptations      | The Temptations      | The Temptations      | The Temptations      | The Temptations      | The Temptations      | The Temptations      | The Temptations      | The Temptations      | The Temptations      | The Temptations      | The Temptations      | The Temptations      | The Temptations      | The Temptations      | The Temptations      | The Temptations      | The Temptations      | The Temptations      | The Temptations      | The Temptations      | The Temptations      | The Temptations      | The Temptations      | The Temptations      | The Temptations      | The Temptations      | The Temptations      | The Temptations      | The Temptations      | The Temptations      | The Temptations      | The Temptations      | The Temptations      | The Temptations      | The Temptations      | The Temptations      | The Temptations      | The Temptations      | The Temptations      | The Temptations      | The Temptations      | The Temptations      | The Temptations      | The Temptations      | The Temptations      | The Temptations      | The Temptations      | The Temptations      | The Temptations      | The Temptations      | The Temptations      | The Temptations      | The Temptations      | The Temptations      | The Temptations      | The Temptations      | The Temptations      | The Temptations      | The Temptations      | The Temptations      | The Temptations      | The Temptations      | The Temptations      | The Temptations      | The Temptations      | The Temptations      | The Temptations      | The Temptations      | The Temptations      | The Temptations      | The Temptations      | The Temptations      | The Temptations      | The Temptations      | The Temptations      | The Temptations      | The Temptations      | The Temptations      | The Temptations      | The Temptations      | The Temptations      | The Temptations      | The Temptations      | The Temptations      | The Temptations      | The Temptations      | The Temptations      | The Temptations      | The Temptations      | Awans            | Awans            | Awans            | Awans            | Awans            | Awans            | Awans            | Awans            | Awans            | Awans            | Awans            | Awans            | Awans            | Awans            | Awans            | Awans            | Awans            | Awans            | Awans            | Awans            | Awans            | Awans            | Awans            | Awans            | Awans            | Awans            | Awans            | Awans            | Awans            | Awans            | Awans            | Awans            | Awans            | Awans            | Awans            | Awans            | Awans            | Awans            | Awans            | Awans            | Awans            | Awans            | Awans            | Awans            | Awans            | Awans            | Awans            | Awans            | Awans            | Awans            | Awans            | Awans            | Awans            | Awans            | Awans            | Awans            | Awans            | Awans            | Awans            | Awans            | Awans            | Awans            | Awans            | Awans            | Awans            | Awans            | Awans            | Awans            | Awans            | Awans            | Awans            | Awans            | Awans            | Awans            | Awans            | Awans            | Awans            | Awans            | Awans            | Awans            | Awans            | Awans            | Awans            | Awans            | Awans            | Awans            | Awans            | Awans            | Awans            | Awans            | Awans            | Awans            | Awans            | Awans            | Awans            | Awans            | Awans            | Awans            | Awans            | Awans            |
| Top 9           | Top 9           | Top 9           | Top 9           | Top 9           | Top 9           | Top 9           | Top 9           | Top 9           | Top 9           | Top 9           | Top 9           | Top 9           | Top 9           | Top 9           | Top 9           | Top 9           | Top 9           | Top 9           | Top 9           | Top 9           | Top 9           | Top 9           | Top 9           | Top 9           | Top 9           | Top 9           | Top 9           | Top 9           | Top 9           | Top 9           | Top 9           | Top 9           | Top 9           | Top 9           | Top 9           | Top 9           | Top 9           | Top 9           | Top 9           | Top 9           | Top 9           | Top 9           | Top 9           | Top 9           | Top 9           | Top 9           | Top 9           | Top 9           | Top 9           | Top 9           | Top 9           | Top 9           | Top 9           | Top 9           | Top 9           | Top 9           | Top 9           | Top 9           | Top 9           | Top 9           | Top 9           | Top 9           | Top 9           | Top 9           | Top 9           | Top 9           | Top 9           | Top 9           | Top 9           | Top 9           | Top 9           | Top 9           | Top 9           | Top 9           | Top 9           | Top 9           | Top 9           | Top 9           | Top 9           | Top 9           | Top 9           | Top 9           | Top 9           | Top 9           | Top 9           | Top 9           | Top 9           | Top 9           | Top 9           | Top 9           | Top 9           | Top 9           | Top 9           | Top 9           | Top 9           | Top 9           | Top 9           | Top 9           | Top 9           | Top Downloads               | Top Downloads               | Top Downloads               | Top Downloads               | Top Downloads               | Top Downloads               | Top Downloads               | Top Downloads               | Top Downloads               | Top Downloads               | Top Downloads               | Top Downloads               | Top Downloads               | Top Downloads               | Top Downloads               | Top Downloads               | Top Downloads               | Top Downloads               | Top Downloads               | Top Downloads               | Top Downloads               | Top Downloads               | Top Downloads               | Top Downloads               | Top Downloads               | Top Downloads               | Top Downloads               | Top Downloads               | Top Downloads               | Top Downloads               | Top Downloads               | Top Downloads               | Top Downloads               | Top Downloads               | Top Downloads               | Top Downloads               | Top Downloads               | Top Downloads               | Top Downloads               | Top Downloads               | Top Downloads               | Top Downloads               | Top Downloads               | Top Downloads               | Top Downloads               | Top Downloads               | Top Downloads               | Top Downloads               | Top Downloads               | Top Downloads               | Top Downloads               | Top Downloads               | Top Downloads               | Top Downloads               | Top Downloads               | Top Downloads               | Top Downloads               | Top Downloads               | Top Downloads               | Top Downloads               | Top Downloads               | Top Downloads               | Top Downloads               | Top Downloads               | Top Downloads               | Top Downloads               | Top Downloads               | Top Downloads               | Top Downloads               | Top Downloads               | Top Downloads               | Top Downloads               | Top Downloads               | Top Downloads               | Top Downloads               | Top Downloads               | Top Downloads               | Top Downloads               | Top Downloads               | Top Downloads               | Top Downloads               | Top Downloads               | Top Downloads               | Top Downloads               | Top Downloads               | Top Downloads               | Top Downloads               | Top Downloads               | Top Downloads               | Top Downloads               | Top Downloads               | Top Downloads               | Top Downloads               | Top Downloads               | Top Downloads               | Top Downloads               | Top Downloads               | Top Downloads               | Top Downloads               | Top Downloads               | "Don’t Speak"                               | "Don’t Speak"                               | "Don’t Speak"                               | "Don’t Speak"                               | "Don’t Speak"                               | "Don’t Speak"                               | "Don’t Speak"                               | "Don’t Speak"                               | "Don’t Speak"                               | "Don’t Speak"                               | "Don’t Speak"                               | "Don’t Speak"                               | "Don’t Speak"                               | "Don’t Speak"                               | "Don’t Speak"                               | "Don’t Speak"                               | "Don’t Speak"                               | "Don’t Speak"                               | "Don’t Speak"                               | "Don’t Speak"                               | "Don’t Speak"                               | "Don’t Speak"                               | "Don’t Speak"                               | "Don’t Speak"                               | "Don’t Speak"                               | "Don’t Speak"                               | "Don’t Speak"                               | "Don’t Speak"                               | "Don’t Speak"                               | "Don’t Speak"                               | "Don’t Speak"                               | "Don’t Speak"                               | "Don’t Speak"                               | "Don’t Speak"                               | "Don’t Speak"                               | "Don’t Speak"                               | "Don’t Speak"                               | "Don’t Speak"                               | "Don’t Speak"                               | "Don’t Speak"                               | "Don’t Speak"                               | "Don’t Speak"                               | "Don’t Speak"                               | "Don’t Speak"                               | "Don’t Speak"                               | "Don’t Speak"                               | "Don’t Speak"                               | "Don’t Speak"                               | "Don’t Speak"                               | "Don’t Speak"                               | "Don’t Speak"                               | "Don’t Speak"                               | "Don’t Speak"                               | "Don’t Speak"                               | "Don’t Speak"                               | "Don’t Speak"                               | "Don’t Speak"                               | "Don’t Speak"                               | "Don’t Speak"                               | "Don’t Speak"                               | "Don’t Speak"                               | "Don’t Speak"                               | "Don’t Speak"                               | "Don’t Speak"                               | "Don’t Speak"                               | "Don’t Speak"                               | "Don’t Speak"                               | "Don’t Speak"                               | "Don’t Speak"                               | "Don’t Speak"                               | "Don’t Speak"                               | "Don’t Speak"                               | "Don’t Speak"                               | "Don’t Speak"                               | "Don’t Speak"                               | "Don’t Speak"                               | "Don’t Speak"                               | "Don’t Speak"                               | "Don’t Speak"                               | "Don’t Speak"                               | "Don’t Speak"                               | "Don’t Speak"                               | "Don’t Speak"                               | "Don’t Speak"                               | "Don’t Speak"                               | "Don’t Speak"                               | "Don’t Speak"                               | "Don’t Speak"                               | "Don’t Speak"                               | "Don’t Speak"                               | "Don’t Speak"                               | "Don’t Speak"                               | "Don’t Speak"                               | "Don’t Speak"                               | "Don’t Speak"                               | "Don’t Speak"                               | "Don’t Speak"                               | "Don’t Speak"                               | "Don’t Speak"                               | "Don’t Speak"                               | No Doubt             | No Doubt             | No Doubt             | No Doubt             | No Doubt             | No Doubt             | No Doubt             | No Doubt             | No Doubt             | No Doubt             | No Doubt             | No Doubt             | No Doubt             | No Doubt             | No Doubt             | No Doubt             | No Doubt             | No Doubt             | No Doubt             | No Doubt             | No Doubt             | No Doubt             | No Doubt             | No Doubt             | No Doubt             | No Doubt             | No Doubt             | No Doubt             | No Doubt             | No Doubt             | No Doubt             | No Doubt             | No Doubt             | No Doubt             | No Doubt             | No Doubt             | No Doubt             | No Doubt             | No Doubt             | No Doubt             | No Doubt             | No Doubt             | No Doubt             | No Doubt             | No Doubt             | No Doubt             | No Doubt             | No Doubt             | No Doubt             | No Doubt             | No Doubt             | No Doubt             | No Doubt             | No Doubt             | No Doubt             | No Doubt             | No Doubt             | No Doubt             | No Doubt             | No Doubt             | No Doubt             | No Doubt             | No Doubt             | No Doubt             | No Doubt             | No Doubt             | No Doubt             | No Doubt             | No Doubt             | No Doubt             | No Doubt             | No Doubt             | No Doubt             | No Doubt             | No Doubt             | No Doubt             | No Doubt             | No Doubt             | No Doubt             | No Doubt             | No Doubt             | No Doubt             | No Doubt             | No Doubt             | No Doubt             | No Doubt             | No Doubt             | No Doubt             | No Doubt             | No Doubt             | No Doubt             | No Doubt             | No Doubt             | No Doubt             | No Doubt             | No Doubt             | No Doubt             | No Doubt             | No Doubt             | No Doubt             | Zagrożona, awans | Zagrożona, awans | Zagrożona, awans | Zagrożona, awans | Zagrożona, awans | Zagrożona, awans | Zagrożona, awans | Zagrożona, awans | Zagrożona, awans | Zagrożona, awans | Zagrożona, awans | Zagrożona, awans | Zagrożona, awans | Zagrożona, awans | Zagrożona, awans | Zagrożona, awans | Zagrożona, awans | Zagrożona, awans | Zagrożona, awans | Zagrożona, awans | Zagrożona, awans | Zagrożona, awans | Zagrożona, awans | Zagrożona, awans | Zagrożona, awans | Zagrożona, awans | Zagrożona, awans | Zagrożona, awans | Zagrożona, awans | Zagrożona, awans | Zagrożona, awans | Zagrożona, awans | Zagrożona, awans | Zagrożona, awans | Zagrożona, awans | Zagrożona, awans | Zagrożona, awans | Zagrożona, awans | Zagrożona, awans | Zagrożona, awans | Zagrożona, awans | Zagrożona, awans | Zagrożona, awans | Zagrożona, awans | Zagrożona, awans | Zagrożona, awans | Zagrożona, awans | Zagrożona, awans | Zagrożona, awans | Zagrożona, awans | Zagrożona, awans | Zagrożona, awans | Zagrożona, awans | Zagrożona, awans | Zagrożona, awans | Zagrożona, awans | Zagrożona, awans | Zagrożona, awans | Zagrożona, awans | Zagrożona, awans | Zagrożona, awans | Zagrożona, awans | Zagrożona, awans | Zagrożona, awans | Zagrożona, awans | Zagrożona, awans | Zagrożona, awans | Zagrożona, awans | Zagrożona, awans | Zagrożona, awans | Zagrożona, awans | Zagrożona, awans | Zagrożona, awans | Zagrożona, awans | Zagrożona, awans | Zagrożona, awans | Zagrożona, awans | Zagrożona, awans | Zagrożona, awans | Zagrożona, awans | Zagrożona, awans | Zagrożona, awans | Zagrożona, awans | Zagrożona, awans | Zagrożona, awans | Zagrożona, awans | Zagrożona, awans | Zagrożona, awans | Zagrożona, awans | Zagrożona, awans | Zagrożona, awans | Zagrożona, awans | Zagrożona, awans | Zagrożona, awans | Zagrożona, awans | Zagrożona, awans | Zagrożona, awans | Zagrożona, awans | Zagrożona, awans | Zagrożona, awans |
| Top 8           | Top 8           | Top 8           | Top 8           | Top 8           | Top 8           | Top 8           | Top 8           | Top 8           | Top 8           | Top 8           | Top 8           | Top 8           | Top 8           | Top 8           | Top 8           | Top 8           | Top 8           | Top 8           | Top 8           | Top 8           | Top 8           | Top 8           | Top 8           | Top 8           | Top 8           | Top 8           | Top 8           | Top 8           | Top 8           | Top 8           | Top 8           | Top 8           | Top 8           | Top 8           | Top 8           | Top 8           | Top 8           | Top 8           | Top 8           | Top 8           | Top 8           | Top 8           | Top 8           | Top 8           | Top 8           | Top 8           | Top 8           | Top 8           | Top 8           | Top 8           | Top 8           | Top 8           | Top 8           | Top 8           | Top 8           | Top 8           | Top 8           | Top 8           | Top 8           | Top 8           | Top 8           | Top 8           | Top 8           | Top 8           | Top 8           | Top 8           | Top 8           | Top 8           | Top 8           | Top 8           | Top 8           | Top 8           | Top 8           | Top 8           | Top 8           | Top 8           | Top 8           | Top 8           | Top 8           | Top 8           | Top 8           | Top 8           | Top 8           | Top 8           | Top 8           | Top 8           | Top 8           | Top 8           | Top 8           | Top 8           | Top 8           | Top 8           | Top 8           | Top 8           | Top 8           | Top 8           | Top 8           | Top 8           | Top 8           | Z roku urodzenia uczestnika | Z roku urodzenia uczestnika | Z roku urodzenia uczestnika | Z roku urodzenia uczestnika | Z roku urodzenia uczestnika | Z roku urodzenia uczestnika | Z roku urodzenia uczestnika | Z roku urodzenia uczestnika | Z roku urodzenia uczestnika | Z roku urodzenia uczestnika | Z roku urodzenia uczestnika | Z roku urodzenia uczestnika | Z roku urodzenia uczestnika | Z roku urodzenia uczestnika | Z roku urodzenia uczestnika | Z roku urodzenia uczestnika | Z roku urodzenia uczestnika | Z roku urodzenia uczestnika | Z roku urodzenia uczestnika | Z roku urodzenia uczestnika | Z roku urodzenia uczestnika | Z roku urodzenia uczestnika | Z roku urodzenia uczestnika | Z roku urodzenia uczestnika | Z roku urodzenia uczestnika | Z roku urodzenia uczestnika | Z roku urodzenia uczestnika | Z roku urodzenia uczestnika | Z roku urodzenia uczestnika | Z roku urodzenia uczestnika | Z roku urodzenia uczestnika | Z roku urodzenia uczestnika | Z roku urodzenia uczestnika | Z roku urodzenia uczestnika | Z roku urodzenia uczestnika | Z roku urodzenia uczestnika | Z roku urodzenia uczestnika | Z roku urodzenia uczestnika | Z roku urodzenia uczestnika | Z roku urodzenia uczestnika | Z roku urodzenia uczestnika | Z roku urodzenia uczestnika | Z roku urodzenia uczestnika | Z roku urodzenia uczestnika | Z roku urodzenia uczestnika | Z roku urodzenia uczestnika | Z roku urodzenia uczestnika | Z roku urodzenia uczestnika | Z roku urodzenia uczestnika | Z roku urodzenia uczestnika | Z roku urodzenia uczestnika | Z roku urodzenia uczestnika | Z roku urodzenia uczestnika | Z roku urodzenia uczestnika | Z roku urodzenia uczestnika | Z roku urodzenia uczestnika | Z roku urodzenia uczestnika | Z roku urodzenia uczestnika | Z roku urodzenia uczestnika | Z roku urodzenia uczestnika | Z roku urodzenia uczestnika | Z roku urodzenia uczestnika | Z roku urodzenia uczestnika | Z roku urodzenia uczestnika | Z roku urodzenia uczestnika | Z roku urodzenia uczestnika | Z roku urodzenia uczestnika | Z roku urodzenia uczestnika | Z roku urodzenia uczestnika | Z roku urodzenia uczestnika | Z roku urodzenia uczestnika | Z roku urodzenia uczestnika | Z roku urodzenia uczestnika | Z roku urodzenia uczestnika | Z roku urodzenia uczestnika | Z roku urodzenia uczestnika | Z roku urodzenia uczestnika | Z roku urodzenia uczestnika | Z roku urodzenia uczestnika | Z roku urodzenia uczestnika | Z roku urodzenia uczestnika | Z roku urodzenia uczestnika | Z roku urodzenia uczestnika | Z roku urodzenia uczestnika | Z roku urodzenia uczestnika | Z roku urodzenia uczestnika | Z roku urodzenia uczestnika | Z roku urodzenia uczestnika | Z roku urodzenia uczestnika | Z roku urodzenia uczestnika | Z roku urodzenia uczestnika | Z roku urodzenia uczestnika | Z roku urodzenia uczestnika | Z roku urodzenia uczestnika | Z roku urodzenia uczestnika | Z roku urodzenia uczestnika | Z roku urodzenia uczestnika | Z roku urodzenia uczestnika | Z roku urodzenia uczestnika | Z roku urodzenia uczestnika | "I Can’t Make You Love Me"                  | "I Can’t Make You Love Me"                  | "I Can’t Make You Love Me"                  | "I Can’t Make You Love Me"                  | "I Can’t Make You Love Me"                  | "I Can’t Make You Love Me"                  | "I Can’t Make You Love Me"                  | "I Can’t Make You Love Me"                  | "I Can’t Make You Love Me"                  | "I Can’t Make You Love Me"                  | "I Can’t Make You Love Me"                  | "I Can’t Make You Love Me"                  | "I Can’t Make You Love Me"                  | "I Can’t Make You Love Me"                  | "I Can’t Make You Love Me"                  | "I Can’t Make You Love Me"                  | "I Can’t Make You Love Me"                  | "I Can’t Make You Love Me"                  | "I Can’t Make You Love Me"                  | "I Can’t Make You Love Me"                  | "I Can’t Make You Love Me"                  | "I Can’t Make You Love Me"                  | "I Can’t Make You Love Me"                  | "I Can’t Make You Love Me"                  | "I Can’t Make You Love Me"                  | "I Can’t Make You Love Me"                  | "I Can’t Make You Love Me"                  | "I Can’t Make You Love Me"                  | "I Can’t Make You Love Me"                  | "I Can’t Make You Love Me"                  | "I Can’t Make You Love Me"                  | "I Can’t Make You Love Me"                  | "I Can’t Make You Love Me"                  | "I Can’t Make You Love Me"                  | "I Can’t Make You Love Me"                  | "I Can’t Make You Love Me"                  | "I Can’t Make You Love Me"                  | "I Can’t Make You Love Me"                  | "I Can’t Make You Love Me"                  | "I Can’t Make You Love Me"                  | "I Can’t Make You Love Me"                  | "I Can’t Make You Love Me"                  | "I Can’t Make You Love Me"                  | "I Can’t Make You Love Me"                  | "I Can’t Make You Love Me"                  | "I Can’t Make You Love Me"                  | "I Can’t Make You Love Me"                  | "I Can’t Make You Love Me"                  | "I Can’t Make You Love Me"                  | "I Can’t Make You Love Me"                  | "I Can’t Make You Love Me"                  | "I Can’t Make You Love Me"                  | "I Can’t Make You Love Me"                  | "I Can’t Make You Love Me"                  | "I Can’t Make You Love Me"                  | "I Can’t Make You Love Me"                  | "I Can’t Make You Love Me"                  | "I Can’t Make You Love Me"                  | "I Can’t Make You Love Me"                  | "I Can’t Make You Love Me"                  | "I Can’t Make You Love Me"                  | "I Can’t Make You Love Me"                  | "I Can’t Make You Love Me"                  | "I Can’t Make You Love Me"                  | "I Can’t Make You Love Me"                  | "I Can’t Make You Love Me"                  | "I Can’t Make You Love Me"                  | "I Can’t Make You Love Me"                  | "I Can’t Make You Love Me"                  | "I Can’t Make You Love Me"                  | "I Can’t Make You Love Me"                  | "I Can’t Make You Love Me"                  | "I Can’t Make You Love Me"                  | "I Can’t Make You Love Me"                  | "I Can’t Make You Love Me"                  | "I Can’t Make You Love Me"                  | "I Can’t Make You Love Me"                  | "I Can’t Make You Love Me"                  | "I Can’t Make You Love Me"                  | "I Can’t Make You Love Me"                  | "I Can’t Make You Love Me"                  | "I Can’t Make You Love Me"                  | "I Can’t Make You Love Me"                  | "I Can’t Make You Love Me"                  | "I Can’t Make You Love Me"                  | "I Can’t Make You Love Me"                  | "I Can’t Make You Love Me"                  | "I Can’t Make You Love Me"                  | "I Can’t Make You Love Me"                  | "I Can’t Make You Love Me"                  | "I Can’t Make You Love Me"                  | "I Can’t Make You Love Me"                  | "I Can’t Make You Love Me"                  | "I Can’t Make You Love Me"                  | "I Can’t Make You Love Me"                  | "I Can’t Make You Love Me"                  | "I Can’t Make You Love Me"                  | "I Can’t Make You Love Me"                  | "I Can’t Make You Love Me"                  | "I Can’t Make You Love Me"                  | Bonnie Raitt         | Bonnie Raitt         | Bonnie Raitt         | Bonnie Raitt         | Bonnie Raitt         | Bonnie Raitt         | Bonnie Raitt         | Bonnie Raitt         | Bonnie Raitt         | Bonnie Raitt         | Bonnie Raitt         | Bonnie Raitt         | Bonnie Raitt         | Bonnie Raitt         | Bonnie Raitt         | Bonnie Raitt         | Bonnie Raitt         | Bonnie Raitt         | Bonnie Raitt         | Bonnie Raitt         | Bonnie Raitt         | Bonnie Raitt         | Bonnie Raitt         | Bonnie Raitt         | Bonnie Raitt         | Bonnie Raitt         | Bonnie Raitt         | Bonnie Raitt         | Bonnie Raitt         | Bonnie Raitt         | Bonnie Raitt         | Bonnie Raitt         | Bonnie Raitt         | Bonnie Raitt         | Bonnie Raitt         | Bonnie Raitt         | Bonnie Raitt         | Bonnie Raitt         | Bonnie Raitt         | Bonnie Raitt         | Bonnie Raitt         | Bonnie Raitt         | Bonnie Raitt         | Bonnie Raitt         | Bonnie Raitt         | Bonnie Raitt         | Bonnie Raitt         | Bonnie Raitt         | Bonnie Raitt         | Bonnie Raitt         | Bonnie Raitt         | Bonnie Raitt         | Bonnie Raitt         | Bonnie Raitt         | Bonnie Raitt         | Bonnie Raitt         | Bonnie Raitt         | Bonnie Raitt         | Bonnie Raitt         | Bonnie Raitt         | Bonnie Raitt         | Bonnie Raitt         | Bonnie Raitt         | Bonnie Raitt         | Bonnie Raitt         | Bonnie Raitt         | Bonnie Raitt         | Bonnie Raitt         | Bonnie Raitt         | Bonnie Raitt         | Bonnie Raitt         | Bonnie Raitt         | Bonnie Raitt         | Bonnie Raitt         | Bonnie Raitt         | Bonnie Raitt         | Bonnie Raitt         | Bonnie Raitt         | Bonnie Raitt         | Bonnie Raitt         | Bonnie Raitt         | Bonnie Raitt         | Bonnie Raitt         | Bonnie Raitt         | Bonnie Raitt         | Bonnie Raitt         | Bonnie Raitt         | Bonnie Raitt         | Bonnie Raitt         | Bonnie Raitt         | Bonnie Raitt         | Bonnie Raitt         | Bonnie Raitt         | Bonnie Raitt         | Bonnie Raitt         | Bonnie Raitt         | Bonnie Raitt         | Bonnie Raitt         | Bonnie Raitt         | Bonnie Raitt         | Awans            | Awans            | Awans            | Awans            | Awans            | Awans            | Awans            | Awans            | Awans            | Awans            | Awans            | Awans            | Awans            | Awans            | Awans            | Awans            | Awans            | Awans            | Awans            | Awans            | Awans            | Awans            | Awans            | Awans            | Awans            | Awans            | Awans            | Awans            | Awans            | Awans            | Awans            | Awans            | Awans            | Awans            | Awans            | Awans            | Awans            | Awans            | Awans            | Awans            | Awans            | Awans            | Awans            | Awans            | Awans            | Awans            | Awans            | Awans            | Awans            | Awans            | Awans            | Awans            | Awans            | Awans            | Awans            | Awans            | Awans            | Awans            | Awans            | Awans            | Awans            | Awans            | Awans            | Awans            | Awans            | Awans            | Awans            | Awans            | Awans            | Awans            | Awans            | Awans            | Awans            | Awans            | Awans            | Awans            | Awans            | Awans            | Awans            | Awans            | Awans            | Awans            | Awans            | Awans            | Awans            | Awans            | Awans            | Awans            | Awans            | Awans            | Awans            | Awans            | Awans            | Awans            | Awans            | Awans            | Awans            | Awans            | Awans            | Awans            |
| Top 7 (część 1) | Top 7 (część 1) | Top 7 (część 1) | Top 7 (część 1) | Top 7 (część 1) | Top 7 (część 1) | Top 7 (część 1) | Top 7 (część 1) | Top 7 (część 1) | Top 7 (część 1) | Top 7 (część 1) | Top 7 (część 1) | Top 7 (część 1) | Top 7 (część 1) | Top 7 (część 1) | Top 7 (część 1) | Top 7 (część 1) | Top 7 (część 1) | Top 7 (część 1) | Top 7 (część 1) | Top 7 (część 1) | Top 7 (część 1) | Top 7 (część 1) | Top 7 (część 1) | Top 7 (część 1) | Top 7 (część 1) | Top 7 (część 1) | Top 7 (część 1) | Top 7 (część 1) | Top 7 (część 1) | Top 7 (część 1) | Top 7 (część 1) | Top 7 (część 1) | Top 7 (część 1) | Top 7 (część 1) | Top 7 (część 1) | Top 7 (część 1) | Top 7 (część 1) | Top 7 (część 1) | Top 7 (część 1) | Top 7 (część 1) | Top 7 (część 1) | Top 7 (część 1) | Top 7 (część 1) | Top 7 (część 1) | Top 7 (część 1) | Top 7 (część 1) | Top 7 (część 1) | Top 7 (część 1) | Top 7 (część 1) | Top 7 (część 1) | Top 7 (część 1) | Top 7 (część 1) | Top 7 (część 1) | Top 7 (część 1) | Top 7 (część 1) | Top 7 (część 1) | Top 7 (część 1) | Top 7 (część 1) | Top 7 (część 1) | Top 7 (część 1) | Top 7 (część 1) | Top 7 (część 1) | Top 7 (część 1) | Top 7 (część 1) | Top 7 (część 1) | Top 7 (część 1) | Top 7 (część 1) | Top 7 (część 1) | Top 7 (część 1) | Top 7 (część 1) | Top 7 (część 1) | Top 7 (część 1) | Top 7 (część 1) | Top 7 (część 1) | Top 7 (część 1) | Top 7 (część 1) | Top 7 (część 1) | Top 7 (część 1) | Top 7 (część 1) | Top 7 (część 1) | Top 7 (część 1) | Top 7 (część 1) | Top 7 (część 1) | Top 7 (część 1) | Top 7 (część 1) | Top 7 (część 1) | Top 7 (część 1) | Top 7 (część 1) | Top 7 (część 1) | Top 7 (część 1) | Top 7 (część 1) | Top 7 (część 1) | Top 7 (część 1) | Top 7 (część 1) | Top 7 (część 1) | Top 7 (część 1) | Top 7 (część 1) | Top 7 (część 1) | Top 7 (część 1) | Piosenki filmowe            | Piosenki filmowe            | Piosenki filmowe            | Piosenki filmowe            | Piosenki filmowe            | Piosenki filmowe            | Piosenki filmowe            | Piosenki filmowe            | Piosenki filmowe            | Piosenki filmowe            | Piosenki filmowe            | Piosenki filmowe            | Piosenki filmowe            | Piosenki filmowe            | Piosenki filmowe            | Piosenki filmowe            | Piosenki filmowe            | Piosenki filmowe            | Piosenki filmowe            | Piosenki filmowe            | Piosenki filmowe            | Piosenki filmowe            | Piosenki filmowe            | Piosenki filmowe            | Piosenki filmowe            | Piosenki filmowe            | Piosenki filmowe            | Piosenki filmowe            | Piosenki filmowe            | Piosenki filmowe            | Piosenki filmowe            | Piosenki filmowe            | Piosenki filmowe            | Piosenki filmowe            | Piosenki filmowe            | Piosenki filmowe            | Piosenki filmowe            | Piosenki filmowe            | Piosenki filmowe            | Piosenki filmowe            | Piosenki filmowe            | Piosenki filmowe            | Piosenki filmowe            | Piosenki filmowe            | Piosenki filmowe            | Piosenki filmowe            | Piosenki filmowe            | Piosenki filmowe            | Piosenki filmowe            | Piosenki filmowe            | Piosenki filmowe            | Piosenki filmowe            | Piosenki filmowe            | Piosenki filmowe            | Piosenki filmowe            | Piosenki filmowe            | Piosenki filmowe            | Piosenki filmowe            | Piosenki filmowe            | Piosenki filmowe            | Piosenki filmowe            | Piosenki filmowe            | Piosenki filmowe            | Piosenki filmowe            | Piosenki filmowe            | Piosenki filmowe            | Piosenki filmowe            | Piosenki filmowe            | Piosenki filmowe            | Piosenki filmowe            | Piosenki filmowe            | Piosenki filmowe            | Piosenki filmowe            | Piosenki filmowe            | Piosenki filmowe            | Piosenki filmowe            | Piosenki filmowe            | Piosenki filmowe            | Piosenki filmowe            | Piosenki filmowe            | Piosenki filmowe            | Piosenki filmowe            | Piosenki filmowe            | Piosenki filmowe            | Piosenki filmowe            | Piosenki filmowe            | Piosenki filmowe            | Piosenki filmowe            | Piosenki filmowe            | Piosenki filmowe            | Piosenki filmowe            | Piosenki filmowe            | Piosenki filmowe            | Piosenki filmowe            | Piosenki filmowe            | Piosenki filmowe            | Piosenki filmowe            | Piosenki filmowe            | Piosenki filmowe            | Piosenki filmowe            | "I Don’t Want to Miss a Thing" – Armageddon | "I Don’t Want to Miss a Thing" – Armageddon | "I Don’t Want to Miss a Thing" – Armageddon | "I Don’t Want to Miss a Thing" – Armageddon | "I Don’t Want to Miss a Thing" – Armageddon | "I Don’t Want to Miss a Thing" – Armageddon | "I Don’t Want to Miss a Thing" – Armageddon | "I Don’t Want to Miss a Thing" – Armageddon | "I Don’t Want to Miss a Thing" – Armageddon | "I Don’t Want to Miss a Thing" – Armageddon | "I Don’t Want to Miss a Thing" – Armageddon | "I Don’t Want to Miss a Thing" – Armageddon | "I Don’t Want to Miss a Thing" – Armageddon | "I Don’t Want to Miss a Thing" – Armageddon | "I Don’t Want to Miss a Thing" – Armageddon | "I Don’t Want to Miss a Thing" – Armageddon | "I Don’t Want to Miss a Thing" – Armageddon | "I Don’t Want to Miss a Thing" – Armageddon | "I Don’t Want to Miss a Thing" – Armageddon | "I Don’t Want to Miss a Thing" – Armageddon | "I Don’t Want to Miss a Thing" – Armageddon | "I Don’t Want to Miss a Thing" – Armageddon | "I Don’t Want to Miss a Thing" – Armageddon | "I Don’t Want to Miss a Thing" – Armageddon | "I Don’t Want to Miss a Thing" – Armageddon | "I Don’t Want to Miss a Thing" – Armageddon | "I Don’t Want to Miss a Thing" – Armageddon | "I Don’t Want to Miss a Thing" – Armageddon | "I Don’t Want to Miss a Thing" – Armageddon | "I Don’t Want to Miss a Thing" – Armageddon | "I Don’t Want to Miss a Thing" – Armageddon | "I Don’t Want to Miss a Thing" – Armageddon | "I Don’t Want to Miss a Thing" – Armageddon | "I Don’t Want to Miss a Thing" – Armageddon | "I Don’t Want to Miss a Thing" – Armageddon | "I Don’t Want to Miss a Thing" – Armageddon | "I Don’t Want to Miss a Thing" – Armageddon | "I Don’t Want to Miss a Thing" – Armageddon | "I Don’t Want to Miss a Thing" – Armageddon | "I Don’t Want to Miss a Thing" – Armageddon | "I Don’t Want to Miss a Thing" – Armageddon | "I Don’t Want to Miss a Thing" – Armageddon | "I Don’t Want to Miss a Thing" – Armageddon | "I Don’t Want to Miss a Thing" – Armageddon | "I Don’t Want to Miss a Thing" – Armageddon | "I Don’t Want to Miss a Thing" – Armageddon | "I Don’t Want to Miss a Thing" – Armageddon | "I Don’t Want to Miss a Thing" – Armageddon | "I Don’t Want to Miss a Thing" – Armageddon | "I Don’t Want to Miss a Thing" – Armageddon | "I Don’t Want to Miss a Thing" – Armageddon | "I Don’t Want to Miss a Thing" – Armageddon | "I Don’t Want to Miss a Thing" – Armageddon | "I Don’t Want to Miss a Thing" – Armageddon | "I Don’t Want to Miss a Thing" – Armageddon | "I Don’t Want to Miss a Thing" – Armageddon | "I Don’t Want to Miss a Thing" – Armageddon | "I Don’t Want to Miss a Thing" – Armageddon | "I Don’t Want to Miss a Thing" – Armageddon | "I Don’t Want to Miss a Thing" – Armageddon | "I Don’t Want to Miss a Thing" – Armageddon | "I Don’t Want to Miss a Thing" – Armageddon | "I Don’t Want to Miss a Thing" – Armageddon | "I Don’t Want to Miss a Thing" – Armageddon | "I Don’t Want to Miss a Thing" – Armageddon | "I Don’t Want to Miss a Thing" – Armageddon | "I Don’t Want to Miss a Thing" – Armageddon | "I Don’t Want to Miss a Thing" – Armageddon | "I Don’t Want to Miss a Thing" – Armageddon | "I Don’t Want to Miss a Thing" – Armageddon | "I Don’t Want to Miss a Thing" – Armageddon | "I Don’t Want to Miss a Thing" – Armageddon | "I Don’t Want to Miss a Thing" – Armageddon | "I Don’t Want to Miss a Thing" – Armageddon | "I Don’t Want to Miss a Thing" – Armageddon | "I Don’t Want to Miss a Thing" – Armageddon | "I Don’t Want to Miss a Thing" – Armageddon | "I Don’t Want to Miss a Thing" – Armageddon | "I Don’t Want to Miss a Thing" – Armageddon | "I Don’t Want to Miss a Thing" – Armageddon | "I Don’t Want to Miss a Thing" – Armageddon | "I Don’t Want to Miss a Thing" – Armageddon | "I Don’t Want to Miss a Thing" – Armageddon | "I Don’t Want to Miss a Thing" – Armageddon | "I Don’t Want to Miss a Thing" – Armageddon | "I Don’t Want to Miss a Thing" – Armageddon | "I Don’t Want to Miss a Thing" – Armageddon | "I Don’t Want to Miss a Thing" – Armageddon | "I Don’t Want to Miss a Thing" – Armageddon | "I Don’t Want to Miss a Thing" – Armageddon | "I Don’t Want to Miss a Thing" – Armageddon | "I Don’t Want to Miss a Thing" – Armageddon | "I Don’t Want to Miss a Thing" – Armageddon | "I Don’t Want to Miss a Thing" – Armageddon | "I Don’t Want to Miss a Thing" – Armageddon | "I Don’t Want to Miss a Thing" – Armageddon | "I Don’t Want to Miss a Thing" – Armageddon | "I Don’t Want to Miss a Thing" – Armageddon | "I Don’t Want to Miss a Thing" – Armageddon | "I Don’t Want to Miss a Thing" – Armageddon | Aerosmith            | Aerosmith            | Aerosmith            | Aerosmith            | Aerosmith            | Aerosmith            | Aerosmith            | Aerosmith            | Aerosmith            | Aerosmith            | Aerosmith            | Aerosmith            | Aerosmith            | Aerosmith            | Aerosmith            | Aerosmith            | Aerosmith            | Aerosmith            | Aerosmith            | Aerosmith            | Aerosmith            | Aerosmith            | Aerosmith            | Aerosmith            | Aerosmith            | Aerosmith            | Aerosmith            | Aerosmith            | Aerosmith            | Aerosmith            | Aerosmith            | Aerosmith            | Aerosmith            | Aerosmith            | Aerosmith            | Aerosmith            | Aerosmith            | Aerosmith            | Aerosmith            | Aerosmith            | Aerosmith            | Aerosmith            | Aerosmith            | Aerosmith            | Aerosmith            | Aerosmith            | Aerosmith            | Aerosmith            | Aerosmith            | Aerosmith            | Aerosmith            | Aerosmith            | Aerosmith            | Aerosmith            | Aerosmith            | Aerosmith            | Aerosmith            | Aerosmith            | Aerosmith            | Aerosmith            | Aerosmith            | Aerosmith            | Aerosmith            | Aerosmith            | Aerosmith            | Aerosmith            | Aerosmith            | Aerosmith            | Aerosmith            | Aerosmith            | Aerosmith            | Aerosmith            | Aerosmith            | Aerosmith            | Aerosmith            | Aerosmith            | Aerosmith            | Aerosmith            | Aerosmith            | Aerosmith            | Aerosmith            | Aerosmith            | Aerosmith            | Aerosmith            | Aerosmith            | Aerosmith            | Aerosmith            | Aerosmith            | Aerosmith            | Aerosmith            | Aerosmith            | Aerosmith            | Aerosmith            | Aerosmith            | Aerosmith            | Aerosmith            | Aerosmith            | Aerosmith            | Aerosmith            | Aerosmith            | Awans            | Awans            | Awans            | Awans            | Awans            | Awans            | Awans            | Awans            | Awans            | Awans            | Awans            | Awans            | Awans            | Awans            | Awans            | Awans            | Awans            | Awans            | Awans            | Awans            | Awans            | Awans            | Awans            | Awans            | Awans            | Awans            | Awans            | Awans            | Awans            | Awans            | Awans            | Awans            | Awans            | Awans            | Awans            | Awans            | Awans            | Awans            | Awans            | Awans            | Awans            | Awans            | Awans            | Awans            | Awans            | Awans            | Awans            | Awans            | Awans            | Awans            | Awans            | Awans            | Awans            | Awans            | Awans            | Awans            | Awans            | Awans            | Awans            | Awans            | Awans            | Awans            | Awans            | Awans            | Awans            | Awans            | Awans            | Awans            | Awans            | Awans            | Awans            | Awans            | Awans            | Awans            | Awans            | Awans            | Awans            | Awans            | Awans            | Awans            | Awans            | Awans            | Awans            | Awans            | Awans            | Awans            | Awans            | Awans            | Awans            | Awans            | Awans            | Awans            | Awans            | Awans            | Awans            | Awans            | Awans            | Awans            | Awans            | Awans            |
| Top 7 (część 2) | Top 7 (część 2) | Top 7 (część 2) | Top 7 (część 2) | Top 7 (część 2) | Top 7 (część 2) | Top 7 (część 2) | Top 7 (część 2) | Top 7 (część 2) | Top 7 (część 2) | Top 7 (część 2) | Top 7 (część 2) | Top 7 (część 2) | Top 7 (część 2) | Top 7 (część 2) | Top 7 (część 2) | Top 7 (część 2) | Top 7 (część 2) | Top 7 (część 2) | Top 7 (część 2) | Top 7 (część 2) | Top 7 (część 2) | Top 7 (część 2) | Top 7 (część 2) | Top 7 (część 2) | Top 7 (część 2) | Top 7 (część 2) | Top 7 (część 2) | Top 7 (część 2) | Top 7 (część 2) | Top 7 (część 2) | Top 7 (część 2) | Top 7 (część 2) | Top 7 (część 2) | Top 7 (część 2) | Top 7 (część 2) | Top 7 (część 2) | Top 7 (część 2) | Top 7 (część 2) | Top 7 (część 2) | Top 7 (część 2) | Top 7 (część 2) | Top 7 (część 2) | Top 7 (część 2) | Top 7 (część 2) | Top 7 (część 2) | Top 7 (część 2) | Top 7 (część 2) | Top 7 (część 2) | Top 7 (część 2) | Top 7 (część 2) | Top 7 (część 2) | Top 7 (część 2) | Top 7 (część 2) | Top 7 (część 2) | Top 7 (część 2) | Top 7 (część 2) | Top 7 (część 2) | Top 7 (część 2) | Top 7 (część 2) | Top 7 (część 2) | Top 7 (część 2) | Top 7 (część 2) | Top 7 (część 2) | Top 7 (część 2) | Top 7 (część 2) | Top 7 (część 2) | Top 7 (część 2) | Top 7 (część 2) | Top 7 (część 2) | Top 7 (część 2) | Top 7 (część 2) | Top 7 (część 2) | Top 7 (część 2) | Top 7 (część 2) | Top 7 (część 2) | Top 7 (część 2) | Top 7 (część 2) | Top 7 (część 2) | Top 7 (część 2) | Top 7 (część 2) | Top 7 (część 2) | Top 7 (część 2) | Top 7 (część 2) | Top 7 (część 2) | Top 7 (część 2) | Top 7 (część 2) | Top 7 (część 2) | Top 7 (część 2) | Top 7 (część 2) | Top 7 (część 2) | Top 7 (część 2) | Top 7 (część 2) | Top 7 (część 2) | Top 7 (część 2) | Top 7 (część 2) | Top 7 (część 2) | Top 7 (część 2) | Top 7 (część 2) | Top 7 (część 2) | Disco                       | Disco                       | Disco                       | Disco                       | Disco                       | Disco                       | Disco                       | Disco                       | Disco                       | Disco                       | Disco                       | Disco                       | Disco                       | Disco                       | Disco                       | Disco                       | Disco                       | Disco                       | Disco                       | Disco                       | Disco                       | Disco                       | Disco                       | Disco                       | Disco                       | Disco                       | Disco                       | Disco                       | Disco                       | Disco                       | Disco                       | Disco                       | Disco                       | Disco                       | Disco                       | Disco                       | Disco                       | Disco                       | Disco                       | Disco                       | Disco                       | Disco                       | Disco                       | Disco                       | Disco                       | Disco                       | Disco                       | Disco                       | Disco                       | Disco                       | Disco                       | Disco                       | Disco                       | Disco                       | Disco                       | Disco                       | Disco                       | Disco                       | Disco                       | Disco                       | Disco                       | Disco                       | Disco                       | Disco                       | Disco                       | Disco                       | Disco                       | Disco                       | Disco                       | Disco                       | Disco                       | Disco                       | Disco                       | Disco                       | Disco                       | Disco                       | Disco                       | Disco                       | Disco                       | Disco                       | Disco                       | Disco                       | Disco                       | Disco                       | Disco                       | Disco                       | Disco                       | Disco                       | Disco                       | Disco                       | Disco                       | Disco                       | Disco                       | Disco                       | Disco                       | Disco                       | Disco                       | Disco                       | Disco                       | Disco                       | "Hot Stuff"                                 | "Hot Stuff"                                 | "Hot Stuff"                                 | "Hot Stuff"                                 | "Hot Stuff"                                 | "Hot Stuff"                                 | "Hot Stuff"                                 | "Hot Stuff"                                 | "Hot Stuff"                                 | "Hot Stuff"                                 | "Hot Stuff"                                 | "Hot Stuff"                                 | "Hot Stuff"                                 | "Hot Stuff"                                 | "Hot Stuff"                                 | "Hot Stuff"                                 | "Hot Stuff"                                 | "Hot Stuff"                                 | "Hot Stuff"                                 | "Hot Stuff"                                 | "Hot Stuff"                                 | "Hot Stuff"                                 | "Hot Stuff"                                 | "Hot Stuff"                                 | "Hot Stuff"                                 | "Hot Stuff"                                 | "Hot Stuff"                                 | "Hot Stuff"                                 | "Hot Stuff"                                 | "Hot Stuff"                                 | "Hot Stuff"                                 | "Hot Stuff"                                 | "Hot Stuff"                                 | "Hot Stuff"                                 | "Hot Stuff"                                 | "Hot Stuff"                                 | "Hot Stuff"                                 | "Hot Stuff"                                 | "Hot Stuff"                                 | "Hot Stuff"                                 | "Hot Stuff"                                 | "Hot Stuff"                                 | "Hot Stuff"                                 | "Hot Stuff"                                 | "Hot Stuff"                                 | "Hot Stuff"                                 | "Hot Stuff"                                 | "Hot Stuff"                                 | "Hot Stuff"                                 | "Hot Stuff"                                 | "Hot Stuff"                                 | "Hot Stuff"                                 | "Hot Stuff"                                 | "Hot Stuff"                                 | "Hot Stuff"                                 | "Hot Stuff"                                 | "Hot Stuff"                                 | "Hot Stuff"                                 | "Hot Stuff"                                 | "Hot Stuff"                                 | "Hot Stuff"                                 | "Hot Stuff"                                 | "Hot Stuff"                                 | "Hot Stuff"                                 | "Hot Stuff"                                 | "Hot Stuff"                                 | "Hot Stuff"                                 | "Hot Stuff"                                 | "Hot Stuff"                                 | "Hot Stuff"                                 | "Hot Stuff"                                 | "Hot Stuff"                                 | "Hot Stuff"                                 | "Hot Stuff"                                 | "Hot Stuff"                                 | "Hot Stuff"                                 | "Hot Stuff"                                 | "Hot Stuff"                                 | "Hot Stuff"                                 | "Hot Stuff"                                 | "Hot Stuff"                                 | "Hot Stuff"                                 | "Hot Stuff"                                 | "Hot Stuff"                                 | "Hot Stuff"                                 | "Hot Stuff"                                 | "Hot Stuff"                                 | "Hot Stuff"                                 | "Hot Stuff"                                 | "Hot Stuff"                                 | "Hot Stuff"                                 | "Hot Stuff"                                 | "Hot Stuff"                                 | "Hot Stuff"                                 | "Hot Stuff"                                 | "Hot Stuff"                                 | "Hot Stuff"                                 | "Hot Stuff"                                 | "Hot Stuff"                                 | "Hot Stuff"                                 | Donna Summer         | Donna Summer         | Donna Summer         | Donna Summer         | Donna Summer         | Donna Summer         | Donna Summer         | Donna Summer         | Donna Summer         | Donna Summer         | Donna Summer         | Donna Summer         | Donna Summer         | Donna Summer         | Donna Summer         | Donna Summer         | Donna Summer         | Donna Summer         | Donna Summer         | Donna Summer         | Donna Summer         | Donna Summer         | Donna Summer         | Donna Summer         | Donna Summer         | Donna Summer         | Donna Summer         | Donna Summer         | Donna Summer         | Donna Summer         | Donna Summer         | Donna Summer         | Donna Summer         | Donna Summer         | Donna Summer         | Donna Summer         | Donna Summer         | Donna Summer         | Donna Summer         | Donna Summer         | Donna Summer         | Donna Summer         | Donna Summer         | Donna Summer         | Donna Summer         | Donna Summer         | Donna Summer         | Donna Summer         | Donna Summer         | Donna Summer         | Donna Summer         | Donna Summer         | Donna Summer         | Donna Summer         | Donna Summer         | Donna Summer         | Donna Summer         | Donna Summer         | Donna Summer         | Donna Summer         | Donna Summer         | Donna Summer         | Donna Summer         | Donna Summer         | Donna Summer         | Donna Summer         | Donna Summer         | Donna Summer         | Donna Summer         | Donna Summer         | Donna Summer         | Donna Summer         | Donna Summer         | Donna Summer         | Donna Summer         | Donna Summer         | Donna Summer         | Donna Summer         | Donna Summer         | Donna Summer         | Donna Summer         | Donna Summer         | Donna Summer         | Donna Summer         | Donna Summer         | Donna Summer         | Donna Summer         | Donna Summer         | Donna Summer         | Donna Summer         | Donna Summer         | Donna Summer         | Donna Summer         | Donna Summer         | Donna Summer         | Donna Summer         | Donna Summer         | Donna Summer         | Donna Summer         | Donna Summer         | Zagrożona, awans | Zagrożona, awans | Zagrożona, awans | Zagrożona, awans | Zagrożona, awans | Zagrożona, awans | Zagrożona, awans | Zagrożona, awans | Zagrożona, awans | Zagrożona, awans | Zagrożona, awans | Zagrożona, awans | Zagrożona, awans | Zagrożona, awans | Zagrożona, awans | Zagrożona, awans | Zagrożona, awans | Zagrożona, awans | Zagrożona, awans | Zagrożona, awans | Zagrożona, awans | Zagrożona, awans | Zagrożona, awans | Zagrożona, awans | Zagrożona, awans | Zagrożona, awans | Zagrożona, awans | Zagrożona, awans | Zagrożona, awans | Zagrożona, awans | Zagrożona, awans | Zagrożona, awans | Zagrożona, awans | Zagrożona, awans | Zagrożona, awans | Zagrożona, awans | Zagrożona, awans | Zagrożona, awans | Zagrożona, awans | Zagrożona, awans | Zagrożona, awans | Zagrożona, awans | Zagrożona, awans | Zagrożona, awans | Zagrożona, awans | Zagrożona, awans | Zagrożona, awans | Zagrożona, awans | Zagrożona, awans | Zagrożona, awans | Zagrożona, awans | Zagrożona, awans | Zagrożona, awans | Zagrożona, awans | Zagrożona, awans | Zagrożona, awans | Zagrożona, awans | Zagrożona, awans | Zagrożona, awans | Zagrożona, awans | Zagrożona, awans | Zagrożona, awans | Zagrożona, awans | Zagrożona, awans | Zagrożona, awans | Zagrożona, awans | Zagrożona, awans | Zagrożona, awans | Zagrożona, awans | Zagrożona, awans | Zagrożona, awans | Zagrożona, awans | Zagrożona, awans | Zagrożona, awans | Zagrożona, awans | Zagrożona, awans | Zagrożona, awans | Zagrożona, awans | Zagrożona, awans | Zagrożona, awans | Zagrożona, awans | Zagrożona, awans | Zagrożona, awans | Zagrożona, awans | Zagrożona, awans | Zagrożona, awans | Zagrożona, awans | Zagrożona, awans | Zagrożona, awans | Zagrożona, awans | Zagrożona, awans | Zagrożona, awans | Zagrożona, awans | Zagrożona, awans | Zagrożona, awans | Zagrożona, awans | Zagrożona, awans | Zagrożona, awans | Zagrożona, awans | Zagrożona, awans |
| Top 5           | Top 5           | Top 5           | Top 5           | Top 5           | Top 5           | Top 5           | Top 5           | Top 5           | Top 5           | Top 5           | Top 5           | Top 5           | Top 5           | Top 5           | Top 5           | Top 5           | Top 5           | Top 5           | Top 5           | Top 5           | Top 5           | Top 5           | Top 5           | Top 5           | Top 5           | Top 5           | Top 5           | Top 5           | Top 5           | Top 5           | Top 5           | Top 5           | Top 5           | Top 5           | Top 5           | Top 5           | Top 5           | Top 5           | Top 5           | Top 5           | Top 5           | Top 5           | Top 5           | Top 5           | Top 5           | Top 5           | Top 5           | Top 5           | Top 5           | Top 5           | Top 5           | Top 5           | Top 5           | Top 5           | Top 5           | Top 5           | Top 5           | Top 5           | Top 5           | Top 5           | Top 5           | Top 5           | Top 5           | Top 5           | Top 5           | Top 5           | Top 5           | Top 5           | Top 5           | Top 5           | Top 5           | Top 5           | Top 5           | Top 5           | Top 5           | Top 5           | Top 5           | Top 5           | Top 5           | Top 5           | Top 5           | Top 5           | Top 5           | Top 5           | Top 5           | Top 5           | Top 5           | Top 5           | Top 5           | Top 5           | Top 5           | Top 5           | Top 5           | Top 5           | Top 5           | Top 5           | Top 5           | Top 5           | Top 5           | Rat Pack Standards          | Rat Pack Standards          | Rat Pack Standards          | Rat Pack Standards          | Rat Pack Standards          | Rat Pack Standards          | Rat Pack Standards          | Rat Pack Standards          | Rat Pack Standards          | Rat Pack Standards          | Rat Pack Standards          | Rat Pack Standards          | Rat Pack Standards          | Rat Pack Standards          | Rat Pack Standards          | Rat Pack Standards          | Rat Pack Standards          | Rat Pack Standards          | Rat Pack Standards          | Rat Pack Standards          | Rat Pack Standards          | Rat Pack Standards          | Rat Pack Standards          | Rat Pack Standards          | Rat Pack Standards          | Rat Pack Standards          | Rat Pack Standards          | Rat Pack Standards          | Rat Pack Standards          | Rat Pack Standards          | Rat Pack Standards          | Rat Pack Standards          | Rat Pack Standards          | Rat Pack Standards          | Rat Pack Standards          | Rat Pack Standards          | Rat Pack Standards          | Rat Pack Standards          | Rat Pack Standards          | Rat Pack Standards          | Rat Pack Standards          | Rat Pack Standards          | Rat Pack Standards          | Rat Pack Standards          | Rat Pack Standards          | Rat Pack Standards          | Rat Pack Standards          | Rat Pack Standards          | Rat Pack Standards          | Rat Pack Standards          | Rat Pack Standards          | Rat Pack Standards          | Rat Pack Standards          | Rat Pack Standards          | Rat Pack Standards          | Rat Pack Standards          | Rat Pack Standards          | Rat Pack Standards          | Rat Pack Standards          | Rat Pack Standards          | Rat Pack Standards          | Rat Pack Standards          | Rat Pack Standards          | Rat Pack Standards          | Rat Pack Standards          | Rat Pack Standards          | Rat Pack Standards          | Rat Pack Standards          | Rat Pack Standards          | Rat Pack Standards          | Rat Pack Standards          | Rat Pack Standards          | Rat Pack Standards          | Rat Pack Standards          | Rat Pack Standards          | Rat Pack Standards          | Rat Pack Standards          | Rat Pack Standards          | Rat Pack Standards          | Rat Pack Standards          | Rat Pack Standards          | Rat Pack Standards          | Rat Pack Standards          | Rat Pack Standards          | Rat Pack Standards          | Rat Pack Standards          | Rat Pack Standards          | Rat Pack Standards          | Rat Pack Standards          | Rat Pack Standards          | Rat Pack Standards          | Rat Pack Standards          | Rat Pack Standards          | Rat Pack Standards          | Rat Pack Standards          | Rat Pack Standards          | Rat Pack Standards          | Rat Pack Standards          | Rat Pack Standards          | Rat Pack Standards          | "Someone to Watch Over Me"                  | "Someone to Watch Over Me"                  | "Someone to Watch Over Me"                  | "Someone to Watch Over Me"                  | "Someone to Watch Over Me"                  | "Someone to Watch Over Me"                  | "Someone to Watch Over Me"                  | "Someone to Watch Over Me"                  | "Someone to Watch Over Me"                  | "Someone to Watch Over Me"                  | "Someone to Watch Over Me"                  | "Someone to Watch Over Me"                  | "Someone to Watch Over Me"                  | "Someone to Watch Over Me"                  | "Someone to Watch Over Me"                  | "Someone to Watch Over Me"                  | "Someone to Watch Over Me"                  | "Someone to Watch Over Me"                  | "Someone to Watch Over Me"                  | "Someone to Watch Over Me"                  | "Someone to Watch Over Me"                  | "Someone to Watch Over Me"                  | "Someone to Watch Over Me"                  | "Someone to Watch Over Me"                  | "Someone to Watch Over Me"                  | "Someone to Watch Over Me"                  | "Someone to Watch Over Me"                  | "Someone to Watch Over Me"                  | "Someone to Watch Over Me"                  | "Someone to Watch Over Me"                  | "Someone to Watch Over Me"                  | "Someone to Watch Over Me"                  | "Someone to Watch Over Me"                  | "Someone to Watch Over Me"                  | "Someone to Watch Over Me"                  | "Someone to Watch Over Me"                  | "Someone to Watch Over Me"                  | "Someone to Watch Over Me"                  | "Someone to Watch Over Me"                  | "Someone to Watch Over Me"                  | "Someone to Watch Over Me"                  | "Someone to Watch Over Me"                  | "Someone to Watch Over Me"                  | "Someone to Watch Over Me"                  | "Someone to Watch Over Me"                  | "Someone to Watch Over Me"                  | "Someone to Watch Over Me"                  | "Someone to Watch Over Me"                  | "Someone to Watch Over Me"                  | "Someone to Watch Over Me"                  | "Someone to Watch Over Me"                  | "Someone to Watch Over Me"                  | "Someone to Watch Over Me"                  | "Someone to Watch Over Me"                  | "Someone to Watch Over Me"                  | "Someone to Watch Over Me"                  | "Someone to Watch Over Me"                  | "Someone to Watch Over Me"                  | "Someone to Watch Over Me"                  | "Someone to Watch Over Me"                  | "Someone to Watch Over Me"                  | "Someone to Watch Over Me"                  | "Someone to Watch Over Me"                  | "Someone to Watch Over Me"                  | "Someone to Watch Over Me"                  | "Someone to Watch Over Me"                  | "Someone to Watch Over Me"                  | "Someone to Watch Over Me"                  | "Someone to Watch Over Me"                  | "Someone to Watch Over Me"                  | "Someone to Watch Over Me"                  | "Someone to Watch Over Me"                  | "Someone to Watch Over Me"                  | "Someone to Watch Over Me"                  | "Someone to Watch Over Me"                  | "Someone to Watch Over Me"                  | "Someone to Watch Over Me"                  | "Someone to Watch Over Me"                  | "Someone to Watch Over Me"                  | "Someone to Watch Over Me"                  | "Someone to Watch Over Me"                  | "Someone to Watch Over Me"                  | "Someone to Watch Over Me"                  | "Someone to Watch Over Me"                  | "Someone to Watch Over Me"                  | "Someone to Watch Over Me"                  | "Someone to Watch Over Me"                  | "Someone to Watch Over Me"                  | "Someone to Watch Over Me"                  | "Someone to Watch Over Me"                  | "Someone to Watch Over Me"                  | "Someone to Watch Over Me"                  | "Someone to Watch Over Me"                  | "Someone to Watch Over Me"                  | "Someone to Watch Over Me"                  | "Someone to Watch Over Me"                  | "Someone to Watch Over Me"                  | "Someone to Watch Over Me"                  | "Someone to Watch Over Me"                  | "Someone to Watch Over Me"                  | Gertrude Lawrence    | Gertrude Lawrence    | Gertrude Lawrence    | Gertrude Lawrence    | Gertrude Lawrence    | Gertrude Lawrence    | Gertrude Lawrence    | Gertrude Lawrence    | Gertrude Lawrence    | Gertrude Lawrence    | Gertrude Lawrence    | Gertrude Lawrence    | Gertrude Lawrence    | Gertrude Lawrence    | Gertrude Lawrence    | Gertrude Lawrence    | Gertrude Lawrence    | Gertrude Lawrence    | Gertrude Lawrence    | Gertrude Lawrence    | Gertrude Lawrence    | Gertrude Lawrence    | Gertrude Lawrence    | Gertrude Lawrence    | Gertrude Lawrence    | Gertrude Lawrence    | Gertrude Lawrence    | Gertrude Lawrence    | Gertrude Lawrence    | Gertrude Lawrence    | Gertrude Lawrence    | Gertrude Lawrence    | Gertrude Lawrence    | Gertrude Lawrence    | Gertrude Lawrence    | Gertrude Lawrence    | Gertrude Lawrence    | Gertrude Lawrence    | Gertrude Lawrence    | Gertrude Lawrence    | Gertrude Lawrence    | Gertrude Lawrence    | Gertrude Lawrence    | Gertrude Lawrence    | Gertrude Lawrence    | Gertrude Lawrence    | Gertrude Lawrence    | Gertrude Lawrence    | Gertrude Lawrence    | Gertrude Lawrence    | Gertrude Lawrence    | Gertrude Lawrence    | Gertrude Lawrence    | Gertrude Lawrence    | Gertrude Lawrence    | Gertrude Lawrence    | Gertrude Lawrence    | Gertrude Lawrence    | Gertrude Lawrence    | Gertrude Lawrence    | Gertrude Lawrence    | Gertrude Lawrence    | Gertrude Lawrence    | Gertrude Lawrence    | Gertrude Lawrence    | Gertrude Lawrence    | Gertrude Lawrence    | Gertrude Lawrence    | Gertrude Lawrence    | Gertrude Lawrence    | Gertrude Lawrence    | Gertrude Lawrence    | Gertrude Lawrence    | Gertrude Lawrence    | Gertrude Lawrence    | Gertrude Lawrence    | Gertrude Lawrence    | Gertrude Lawrence    | Gertrude Lawrence    | Gertrude Lawrence    | Gertrude Lawrence    | Gertrude Lawrence    | Gertrude Lawrence    | Gertrude Lawrence    | Gertrude Lawrence    | Gertrude Lawrence    | Gertrude Lawrence    | Gertrude Lawrence    | Gertrude Lawrence    | Gertrude Lawrence    | Gertrude Lawrence    | Gertrude Lawrence    | Gertrude Lawrence    | Gertrude Lawrence    | Gertrude Lawrence    | Gertrude Lawrence    | Gertrude Lawrence    | Gertrude Lawrence    | Gertrude Lawrence    | Gertrude Lawrence    | Awans            | Awans            | Awans            | Awans            | Awans            | Awans            | Awans            | Awans            | Awans            | Awans            | Awans            | Awans            | Awans            | Awans            | Awans            | Awans            | Awans            | Awans            | Awans            | Awans            | Awans            | Awans            | Awans            | Awans            | Awans            | Awans            | Awans            | Awans            | Awans            | Awans            | Awans            | Awans            | Awans            | Awans            | Awans            | Awans            | Awans            | Awans            | Awans            | Awans            | Awans            | Awans            | Awans            | Awans            | Awans            | Awans            | Awans            | Awans            | Awans            | Awans            | Awans            | Awans            | Awans            | Awans            | Awans            | Awans            | Awans            | Awans            | Awans            | Awans            | Awans            | Awans            | Awans            | Awans            | Awans            | Awans            | Awans            | Awans            | Awans            | Awans            | Awans            | Awans            | Awans            | Awans            | Awans            | Awans            | Awans            | Awans            | Awans            | Awans            | Awans            | Awans            | Awans            | Awans            | Awans            | Awans            | Awans            | Awans            | Awans            | Awans            | Awans            | Awans            | Awans            | Awans            | Awans            | Awans            | Awans            | Awans            | Awans            | Awans            |
| Top 4           | Top 4           | Top 4           | Top 4           | Top 4           | Top 4           | Top 4           | Top 4           | Top 4           | Top 4           | Top 4           | Top 4           | Top 4           | Top 4           | Top 4           | Top 4           | Top 4           | Top 4           | Top 4           | Top 4           | Top 4           | Top 4           | Top 4           | Top 4           | Top 4           | Top 4           | Top 4           | Top 4           | Top 4           | Top 4           | Top 4           | Top 4           | Top 4           | Top 4           | Top 4           | Top 4           | Top 4           | Top 4           | Top 4           | Top 4           | Top 4           | Top 4           | Top 4           | Top 4           | Top 4           | Top 4           | Top 4           | Top 4           | Top 4           | Top 4           | Top 4           | Top 4           | Top 4           | Top 4           | Top 4           | Top 4           | Top 4           | Top 4           | Top 4           | Top 4           | Top 4           | Top 4           | Top 4           | Top 4           | Top 4           | Top 4           | Top 4           | Top 4           | Top 4           | Top 4           | Top 4           | Top 4           | Top 4           | Top 4           | Top 4           | Top 4           | Top 4           | Top 4           | Top 4           | Top 4           | Top 4           | Top 4           | Top 4           | Top 4           | Top 4           | Top 4           | Top 4           | Top 4           | Top 4           | Top 4           | Top 4           | Top 4           | Top 4           | Top 4           | Top 4           | Top 4           | Top 4           | Top 4           | Top 4           | Top 4           | rock and roll Solo Duet     | rock and roll Solo Duet     | rock and roll Solo Duet     | rock and roll Solo Duet     | rock and roll Solo Duet     | rock and roll Solo Duet     | rock and roll Solo Duet     | rock and roll Solo Duet     | rock and roll Solo Duet     | rock and roll Solo Duet     | rock and roll Solo Duet     | rock and roll Solo Duet     | rock and roll Solo Duet     | rock and roll Solo Duet     | rock and roll Solo Duet     | rock and roll Solo Duet     | rock and roll Solo Duet     | rock and roll Solo Duet     | rock and roll Solo Duet     | rock and roll Solo Duet     | rock and roll Solo Duet     | rock and roll Solo Duet     | rock and roll Solo Duet     | rock and roll Solo Duet     | rock and roll Solo Duet     | rock and roll Solo Duet     | rock and roll Solo Duet     | rock and roll Solo Duet     | rock and roll Solo Duet     | rock and roll Solo Duet     | rock and roll Solo Duet     | rock and roll Solo Duet     | rock and roll Solo Duet     | rock and roll Solo Duet     | rock and roll Solo Duet     | rock and roll Solo Duet     | rock and roll Solo Duet     | rock and roll Solo Duet     | rock and roll Solo Duet     | rock and roll Solo Duet     | rock and roll Solo Duet     | rock and roll Solo Duet     | rock and roll Solo Duet     | rock and roll Solo Duet     | rock and roll Solo Duet     | rock and roll Solo Duet     | rock and roll Solo Duet     | rock and roll Solo Duet     | rock and roll Solo Duet     | rock and roll Solo Duet     | rock and roll Solo Duet     | rock and roll Solo Duet     | rock and roll Solo Duet     | rock and roll Solo Duet     | rock and roll Solo Duet     | rock and roll Solo Duet     | rock and roll Solo Duet     | rock and roll Solo Duet     | rock and roll Solo Duet     | rock and roll Solo Duet     | rock and roll Solo Duet     | rock and roll Solo Duet     | rock and roll Solo Duet     | rock and roll Solo Duet     | rock and roll Solo Duet     | rock and roll Solo Duet     | rock and roll Solo Duet     | rock and roll Solo Duet     | rock and roll Solo Duet     | rock and roll Solo Duet     | rock and roll Solo Duet     | rock and roll Solo Duet     | rock and roll Solo Duet     | rock and roll Solo Duet     | rock and roll Solo Duet     | rock and roll Solo Duet     | rock and roll Solo Duet     | rock and roll Solo Duet     | rock and roll Solo Duet     | rock and roll Solo Duet     | rock and roll Solo Duet     | rock and roll Solo Duet     | rock and roll Solo Duet     | rock and roll Solo Duet     | rock and roll Solo Duet     | rock and roll Solo Duet     | rock and roll Solo Duet     | rock and roll Solo Duet     | rock and roll Solo Duet     | rock and roll Solo Duet     | rock and roll Solo Duet     | rock and roll Solo Duet     | rock and roll Solo Duet     | rock and roll Solo Duet     | rock and roll Solo Duet     | rock and roll Solo Duet     | rock and roll Solo Duet     | rock and roll Solo Duet     | rock and roll Solo Duet     | rock and roll Solo Duet     | "Cry Baby" Slow Ride" z Adamem Lambertem    | "Cry Baby" Slow Ride" z Adamem Lambertem    | "Cry Baby" Slow Ride" z Adamem Lambertem    | "Cry Baby" Slow Ride" z Adamem Lambertem    | "Cry Baby" Slow Ride" z Adamem Lambertem    | "Cry Baby" Slow Ride" z Adamem Lambertem    | "Cry Baby" Slow Ride" z Adamem Lambertem    | "Cry Baby" Slow Ride" z Adamem Lambertem    | "Cry Baby" Slow Ride" z Adamem Lambertem    | "Cry Baby" Slow Ride" z Adamem Lambertem    | "Cry Baby" Slow Ride" z Adamem Lambertem    | "Cry Baby" Slow Ride" z Adamem Lambertem    | "Cry Baby" Slow Ride" z Adamem Lambertem    | "Cry Baby" Slow Ride" z Adamem Lambertem    | "Cry Baby" Slow Ride" z Adamem Lambertem    | "Cry Baby" Slow Ride" z Adamem Lambertem    | "Cry Baby" Slow Ride" z Adamem Lambertem    | "Cry Baby" Slow Ride" z Adamem Lambertem    | "Cry Baby" Slow Ride" z Adamem Lambertem    | "Cry Baby" Slow Ride" z Adamem Lambertem    | "Cry Baby" Slow Ride" z Adamem Lambertem    | "Cry Baby" Slow Ride" z Adamem Lambertem    | "Cry Baby" Slow Ride" z Adamem Lambertem    | "Cry Baby" Slow Ride" z Adamem Lambertem    | "Cry Baby" Slow Ride" z Adamem Lambertem    | "Cry Baby" Slow Ride" z Adamem Lambertem    | "Cry Baby" Slow Ride" z Adamem Lambertem    | "Cry Baby" Slow Ride" z Adamem Lambertem    | "Cry Baby" Slow Ride" z Adamem Lambertem    | "Cry Baby" Slow Ride" z Adamem Lambertem    | "Cry Baby" Slow Ride" z Adamem Lambertem    | "Cry Baby" Slow Ride" z Adamem Lambertem    | "Cry Baby" Slow Ride" z Adamem Lambertem    | "Cry Baby" Slow Ride" z Adamem Lambertem    | "Cry Baby" Slow Ride" z Adamem Lambertem    | "Cry Baby" Slow Ride" z Adamem Lambertem    | "Cry Baby" Slow Ride" z Adamem Lambertem    | "Cry Baby" Slow Ride" z Adamem Lambertem    | "Cry Baby" Slow Ride" z Adamem Lambertem    | "Cry Baby" Slow Ride" z Adamem Lambertem    | "Cry Baby" Slow Ride" z Adamem Lambertem    | "Cry Baby" Slow Ride" z Adamem Lambertem    | "Cry Baby" Slow Ride" z Adamem Lambertem    | "Cry Baby" Slow Ride" z Adamem Lambertem    | "Cry Baby" Slow Ride" z Adamem Lambertem    | "Cry Baby" Slow Ride" z Adamem Lambertem    | "Cry Baby" Slow Ride" z Adamem Lambertem    | "Cry Baby" Slow Ride" z Adamem Lambertem    | "Cry Baby" Slow Ride" z Adamem Lambertem    | "Cry Baby" Slow Ride" z Adamem Lambertem    | "Cry Baby" Slow Ride" z Adamem Lambertem    | "Cry Baby" Slow Ride" z Adamem Lambertem    | "Cry Baby" Slow Ride" z Adamem Lambertem    | "Cry Baby" Slow Ride" z Adamem Lambertem    | "Cry Baby" Slow Ride" z Adamem Lambertem    | "Cry Baby" Slow Ride" z Adamem Lambertem    | "Cry Baby" Slow Ride" z Adamem Lambertem    | "Cry Baby" Slow Ride" z Adamem Lambertem    | "Cry Baby" Slow Ride" z Adamem Lambertem    | "Cry Baby" Slow Ride" z Adamem Lambertem    | "Cry Baby" Slow Ride" z Adamem Lambertem    | "Cry Baby" Slow Ride" z Adamem Lambertem    | "Cry Baby" Slow Ride" z Adamem Lambertem    | "Cry Baby" Slow Ride" z Adamem Lambertem    | "Cry Baby" Slow Ride" z Adamem Lambertem    | "Cry Baby" Slow Ride" z Adamem Lambertem    | "Cry Baby" Slow Ride" z Adamem Lambertem    | "Cry Baby" Slow Ride" z Adamem Lambertem    | "Cry Baby" Slow Ride" z Adamem Lambertem    | "Cry Baby" Slow Ride" z Adamem Lambertem    | "Cry Baby" Slow Ride" z Adamem Lambertem    | "Cry Baby" Slow Ride" z Adamem Lambertem    | "Cry Baby" Slow Ride" z Adamem Lambertem    | "Cry Baby" Slow Ride" z Adamem Lambertem    | "Cry Baby" Slow Ride" z Adamem Lambertem    | "Cry Baby" Slow Ride" z Adamem Lambertem    | "Cry Baby" Slow Ride" z Adamem Lambertem    | "Cry Baby" Slow Ride" z Adamem Lambertem    | "Cry Baby" Slow Ride" z Adamem Lambertem    | "Cry Baby" Slow Ride" z Adamem Lambertem    | "Cry Baby" Slow Ride" z Adamem Lambertem    | "Cry Baby" Slow Ride" z Adamem Lambertem    | "Cry Baby" Slow Ride" z Adamem Lambertem    | "Cry Baby" Slow Ride" z Adamem Lambertem    | "Cry Baby" Slow Ride" z Adamem Lambertem    | "Cry Baby" Slow Ride" z Adamem Lambertem    | "Cry Baby" Slow Ride" z Adamem Lambertem    | "Cry Baby" Slow Ride" z Adamem Lambertem    | "Cry Baby" Slow Ride" z Adamem Lambertem    | "Cry Baby" Slow Ride" z Adamem Lambertem    | "Cry Baby" Slow Ride" z Adamem Lambertem    | "Cry Baby" Slow Ride" z Adamem Lambertem    | "Cry Baby" Slow Ride" z Adamem Lambertem    | "Cry Baby" Slow Ride" z Adamem Lambertem    | "Cry Baby" Slow Ride" z Adamem Lambertem    | "Cry Baby" Slow Ride" z Adamem Lambertem    | "Cry Baby" Slow Ride" z Adamem Lambertem    | "Cry Baby" Slow Ride" z Adamem Lambertem    | "Cry Baby" Slow Ride" z Adamem Lambertem    | "Cry Baby" Slow Ride" z Adamem Lambertem    | Janis Joplin Foghat  | Janis Joplin Foghat  | Janis Joplin Foghat  | Janis Joplin Foghat  | Janis Joplin Foghat  | Janis Joplin Foghat  | Janis Joplin Foghat  | Janis Joplin Foghat  | Janis Joplin Foghat  | Janis Joplin Foghat  | Janis Joplin Foghat  | Janis Joplin Foghat  | Janis Joplin Foghat  | Janis Joplin Foghat  | Janis Joplin Foghat  | Janis Joplin Foghat  | Janis Joplin Foghat  | Janis Joplin Foghat  | Janis Joplin Foghat  | Janis Joplin Foghat  | Janis Joplin Foghat  | Janis Joplin Foghat  | Janis Joplin Foghat  | Janis Joplin Foghat  | Janis Joplin Foghat  | Janis Joplin Foghat  | Janis Joplin Foghat  | Janis Joplin Foghat  | Janis Joplin Foghat  | Janis Joplin Foghat  | Janis Joplin Foghat  | Janis Joplin Foghat  | Janis Joplin Foghat  | Janis Joplin Foghat  | Janis Joplin Foghat  | Janis Joplin Foghat  | Janis Joplin Foghat  | Janis Joplin Foghat  | Janis Joplin Foghat  | Janis Joplin Foghat  | Janis Joplin Foghat  | Janis Joplin Foghat  | Janis Joplin Foghat  | Janis Joplin Foghat  | Janis Joplin Foghat  | Janis Joplin Foghat  | Janis Joplin Foghat  | Janis Joplin Foghat  | Janis Joplin Foghat  | Janis Joplin Foghat  | Janis Joplin Foghat  | Janis Joplin Foghat  | Janis Joplin Foghat  | Janis Joplin Foghat  | Janis Joplin Foghat  | Janis Joplin Foghat  | Janis Joplin Foghat  | Janis Joplin Foghat  | Janis Joplin Foghat  | Janis Joplin Foghat  | Janis Joplin Foghat  | Janis Joplin Foghat  | Janis Joplin Foghat  | Janis Joplin Foghat  | Janis Joplin Foghat  | Janis Joplin Foghat  | Janis Joplin Foghat  | Janis Joplin Foghat  | Janis Joplin Foghat  | Janis Joplin Foghat  | Janis Joplin Foghat  | Janis Joplin Foghat  | Janis Joplin Foghat  | Janis Joplin Foghat  | Janis Joplin Foghat  | Janis Joplin Foghat  | Janis Joplin Foghat  | Janis Joplin Foghat  | Janis Joplin Foghat  | Janis Joplin Foghat  | Janis Joplin Foghat  | Janis Joplin Foghat  | Janis Joplin Foghat  | Janis Joplin Foghat  | Janis Joplin Foghat  | Janis Joplin Foghat  | Janis Joplin Foghat  | Janis Joplin Foghat  | Janis Joplin Foghat  | Janis Joplin Foghat  | Janis Joplin Foghat  | Janis Joplin Foghat  | Janis Joplin Foghat  | Janis Joplin Foghat  | Janis Joplin Foghat  | Janis Joplin Foghat  | Janis Joplin Foghat  | Janis Joplin Foghat  | Janis Joplin Foghat  | Janis Joplin Foghat  | Wyeliminowana    | Wyeliminowana    | Wyeliminowana    | Wyeliminowana    | Wyeliminowana    | Wyeliminowana    | Wyeliminowana    | Wyeliminowana    | Wyeliminowana    | Wyeliminowana    | Wyeliminowana    | Wyeliminowana    | Wyeliminowana    | Wyeliminowana    | Wyeliminowana    | Wyeliminowana    | Wyeliminowana    | Wyeliminowana    | Wyeliminowana    | Wyeliminowana    | Wyeliminowana    | Wyeliminowana    | Wyeliminowana    | Wyeliminowana    | Wyeliminowana    | Wyeliminowana    | Wyeliminowana    | Wyeliminowana    | Wyeliminowana    | Wyeliminowana    | Wyeliminowana    | Wyeliminowana    | Wyeliminowana    | Wyeliminowana    | Wyeliminowana    | Wyeliminowana    | Wyeliminowana    | Wyeliminowana    | Wyeliminowana    | Wyeliminowana    | Wyeliminowana    | Wyeliminowana    | Wyeliminowana    | Wyeliminowana    | Wyeliminowana    | Wyeliminowana    | Wyeliminowana    | Wyeliminowana    | Wyeliminowana    | Wyeliminowana    | Wyeliminowana    | Wyeliminowana    | Wyeliminowana    | Wyeliminowana    | Wyeliminowana    | Wyeliminowana    | Wyeliminowana    | Wyeliminowana    | Wyeliminowana    | Wyeliminowana    | Wyeliminowana    | Wyeliminowana    | Wyeliminowana    | Wyeliminowana    | Wyeliminowana    | Wyeliminowana    | Wyeliminowana    | Wyeliminowana    | Wyeliminowana    | Wyeliminowana    | Wyeliminowana    | Wyeliminowana    | Wyeliminowana    | Wyeliminowana    | Wyeliminowana    | Wyeliminowana    | Wyeliminowana    | Wyeliminowana    | Wyeliminowana    | Wyeliminowana    | Wyeliminowana    | Wyeliminowana    | Wyeliminowana    | Wyeliminowana    | Wyeliminowana    | Wyeliminowana    | Wyeliminowana    | Wyeliminowana    | Wyeliminowana    | Wyeliminowana    | Wyeliminowana    | Wyeliminowana    | Wyeliminowana    | Wyeliminowana    | Wyeliminowana    | Wyeliminowana    | Wyeliminowana    | Wyeliminowana    | Wyeliminowana    | Wyeliminowana    |

### 2009 – Just Like You
Debiutancki album Allison Irahety, zatytułowany "Just Like You" trafi do sklepów 1 grudnia 2009 r. W pracach nad nim biorą udział m.in. Kevin Rudolf, Max Martin, David Hodges, Kara DioGuardi i Howard Benson. Piosenką promującą krążek jest Friday I'll Be Over U, która zadebiutowała 5 października tego roku, a 3 listopada będzie można ją zakupić poprzez iTunes.
Lista utworów:
1. "Friday I'll Be Over U"
2. "Robot Love"
3. "Just Like You"
4. "Don't Waste The Pretty"
5. Scars
6. "Pieces"
7. "D Is For Dangerous"
8. "Holiday"
9. "Still Breathing"
10. "Trouble Is"
11. "No One Else"
12. "Beat Me Up"
13. "You Don’t Know Me"